# Église Saint-Étienne-du-Mont de Paris
Pour les articles homonymes, voir Église Saint-Étienne et Saint-Étienne (homonymie).
Ne pas confondre avec Saint-Étienne-au-Mont, commune du Pas-de-Calais.
L'église Saint-Étienne-du-Mont est une église située sur la montagne Sainte-Geneviève, dans le 5e arrondissement de Paris, à proximité du lycée Henri-IV et du Panthéon.
Remplaçant un édifice du XIIIe siècle, elle est construite à partir de la fin du XVe siècle, et sert de paroisse aux habitants du quartier situé autour de l'abbaye Sainte-Geneviève. Le chantier, commencé par le chevet et le clocher en 1491, est achevé par la façade en 1624.
En 1790, elle est l'une des 51 paroisses urbaines du diocèse de Paris. Après avoir été brièvement transformée en temple de la Piété filiale sous la Révolution française, elle est rendue à ses fonctions d'église paroissiale en 1801 et n'a pas changé d'affectation depuis.
La châsse de sainte Geneviève, vide de ses reliques depuis la Révolution française, y est conservée. L'église abrite également un orgue dont les origines et le buffet remontent aux années 1630. Elle est la dernière église parisienne où l'on peut encore voir un jubé.
Elle fait l'objet d’un classement au titre des monuments historiques par la liste de 1862.

## Histoire

### Les premières églises
L'église Saint-Étienne-du-Mont tire son origine de l'abbaye Sainte-Geneviève, où la sainte éponyme avait été inhumée au VIe siècle. La chapelle Saint-Jean-du-Mont dans la crypte de l'église haute de l'abbaye est affectée à la paroisse du bourg autour de l'Abbaye. Un chapelain desservait cette chapelle ce qui est attesté par un texte de 1141. En 1222, le pape Honorius III autorise la fondation d'une église autonome pour remplacer cette chapelle devenue insuffisante à la suite du développement du quartier au sommet de la montagne Sainte-Geneviève. Cette église est consacrée à saint Étienne, alors saint patron de la cathédrale Saint-Étienne de Paris, l'ancienne cathédrale de Paris qui se trouvait à l'emplacement de Notre-Dame.
Rapidement, le nouvel édifice est débordé par une population de plus en plus dense : la Sorbonne et de nombreux collèges sont situés sur le territoire de la paroisse. Il est agrandi en 1328, mais une reconstruction complète devient nécessaire dès le XVe siècle.

### L'église actuelle

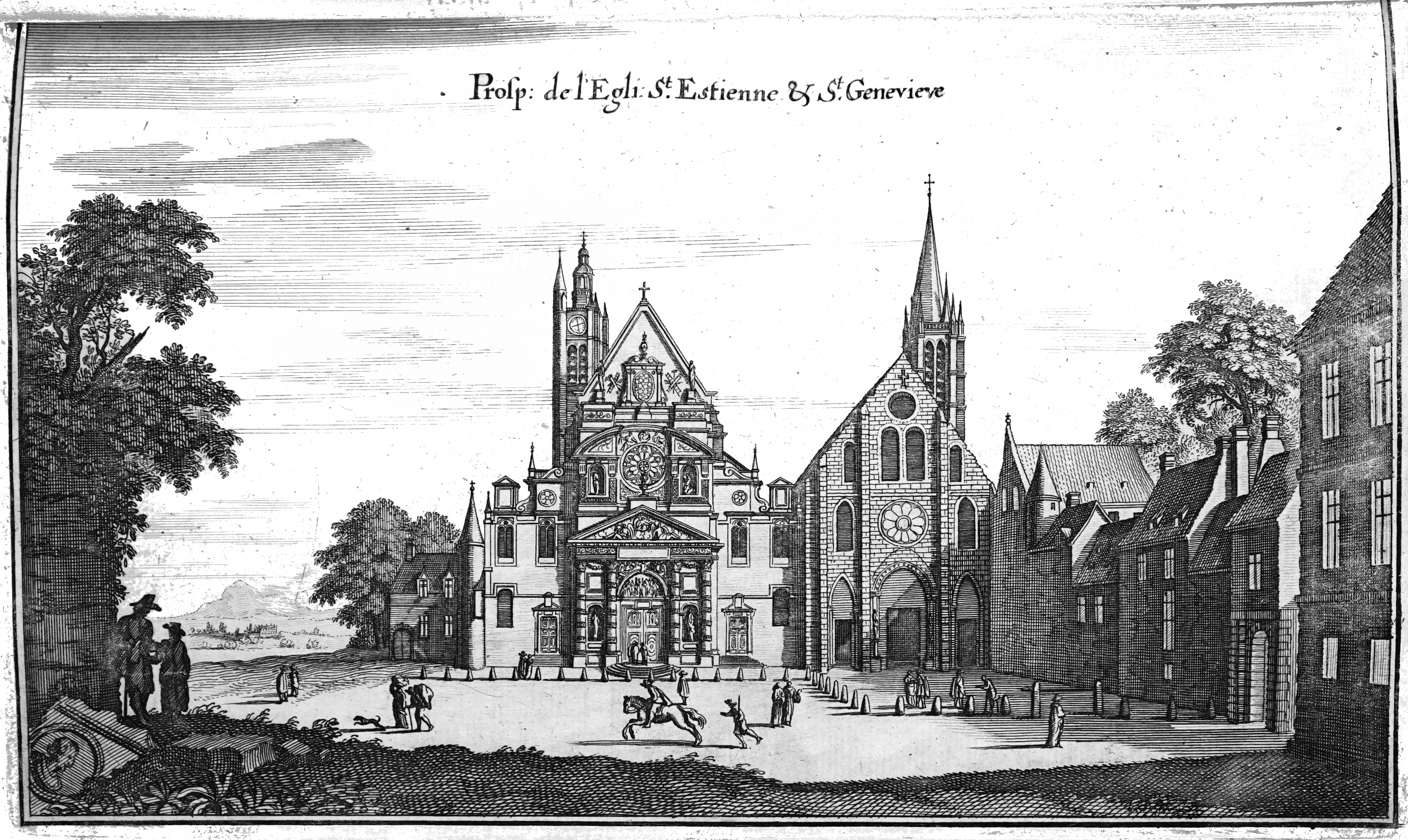
L'abbaye et l'église sur une gravure dans Topographia Galliæ, XVIIe siècle, bibliothèque Carnegie (Reims).

En 1492, les moines génovéfains font don d'une partie de leurs terres pour la construction de la nouvelle église. Celle-ci se déroule en plusieurs étapes, donnant au bâtiment actuel un aspect composite. Sous la direction de l'architecte Étienne Viguier, l'abside et le clocher sont ébauchés en 1494 ; les deux premières cloches sont fondues en 1500. Le chœur, d'époque gothique flamboyant, est achevé en 1537 ; l'année suivante, c'est au tour de la charpente d'être posée. Le jubé est bâti vers 1530-1535. En 1541, Guy, évêque de Mégare, bénit les autels des chapelles du chevet. La même année, la paroisse passe des marchés pour les vitraux et les statues auprès d'artisans parisiens. La nef, d'époque Renaissance, n'est pas voûtée avant 1584. La première pierre de la façade est posée en 1610 par Marguerite de Valois, qui a consenti à cet effet un don personnel de 3000 livres.

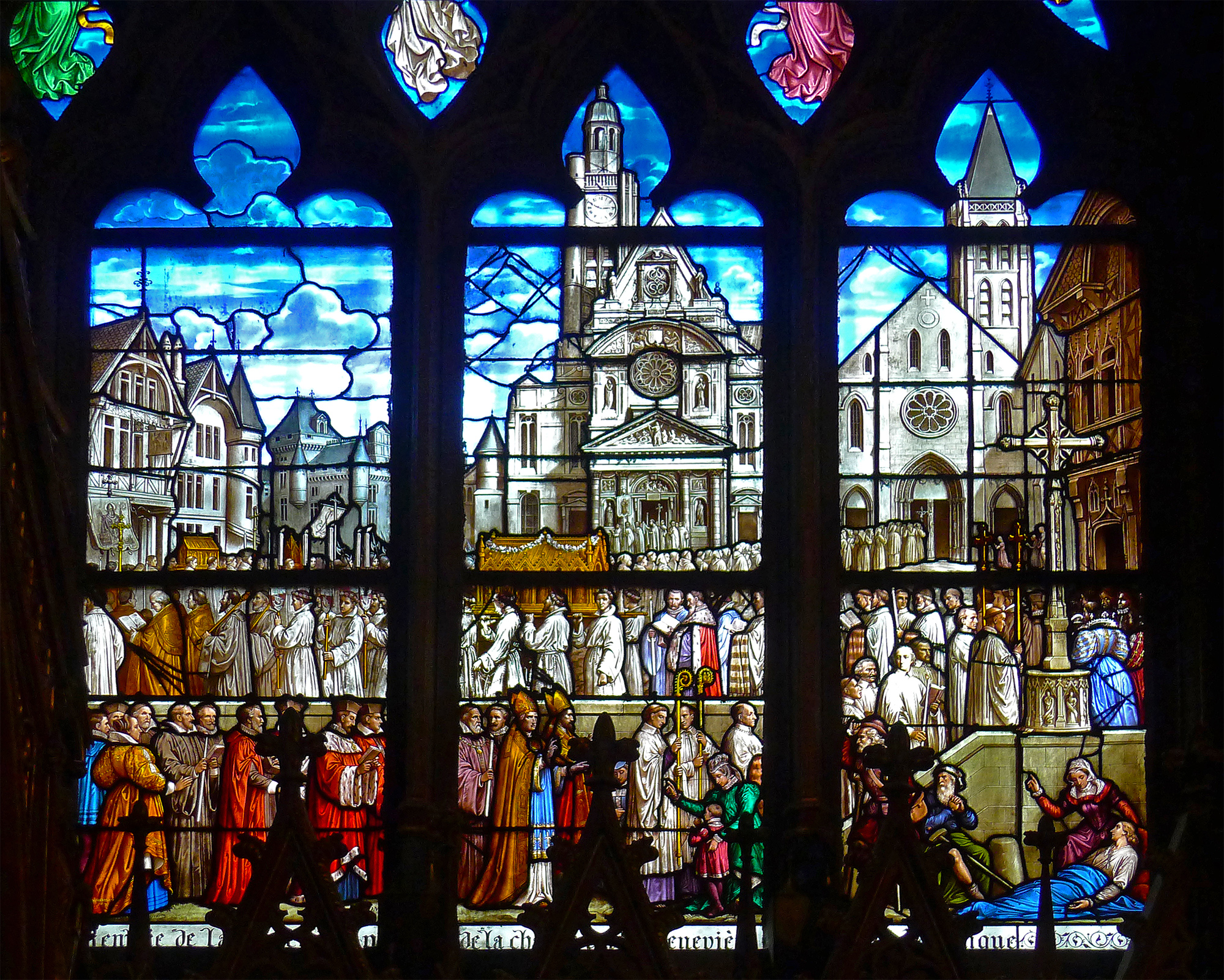
La procession de la chasse de sainte Geneviève : vitrail de l'église Saint-Étienne-du-Mont réalisé en 1882 ; en arrière-plan, à droite de l'église saint-Étienne, l'ancienne église abbatiale Sainte-Geneviève avant sa destruction (1802).

L'église est dédiée le 25 février 1626 par Jean-François de Gondi, premier archevêque de Paris, oncle du cardinal de Retz. Les aménagements continuent : en 1636, les grandes orgues sont installées ; œuvre du facteur Pierre Pescheur, dont le buffet est réalisé par Jean Buron. En 1651, une nouvelle chaire est installée. Des locaux sont aménagés pour les marguilliers avec des logements pour les prêtres. Aux XVIIe et XVIIIe siècles, l'église Saint-Étienne-du-Mont jouit d'un grand prestige. Elle est le théâtre de grandes processions où la châsse de Sainte-Geneviève se rend à Notre-Dame pour revenir ensuite dans son église.
L'église accueille également les dépouilles de Pierre Perrault, père de l'auteur des Contes Charles Perrault, du peintre Eustache Le Sueur et de Pascal. Celles de Racine et d'Isaac Lemaistre de Sacy sont également transférées en 1711 de Port-Royal à Saint-Étienne.

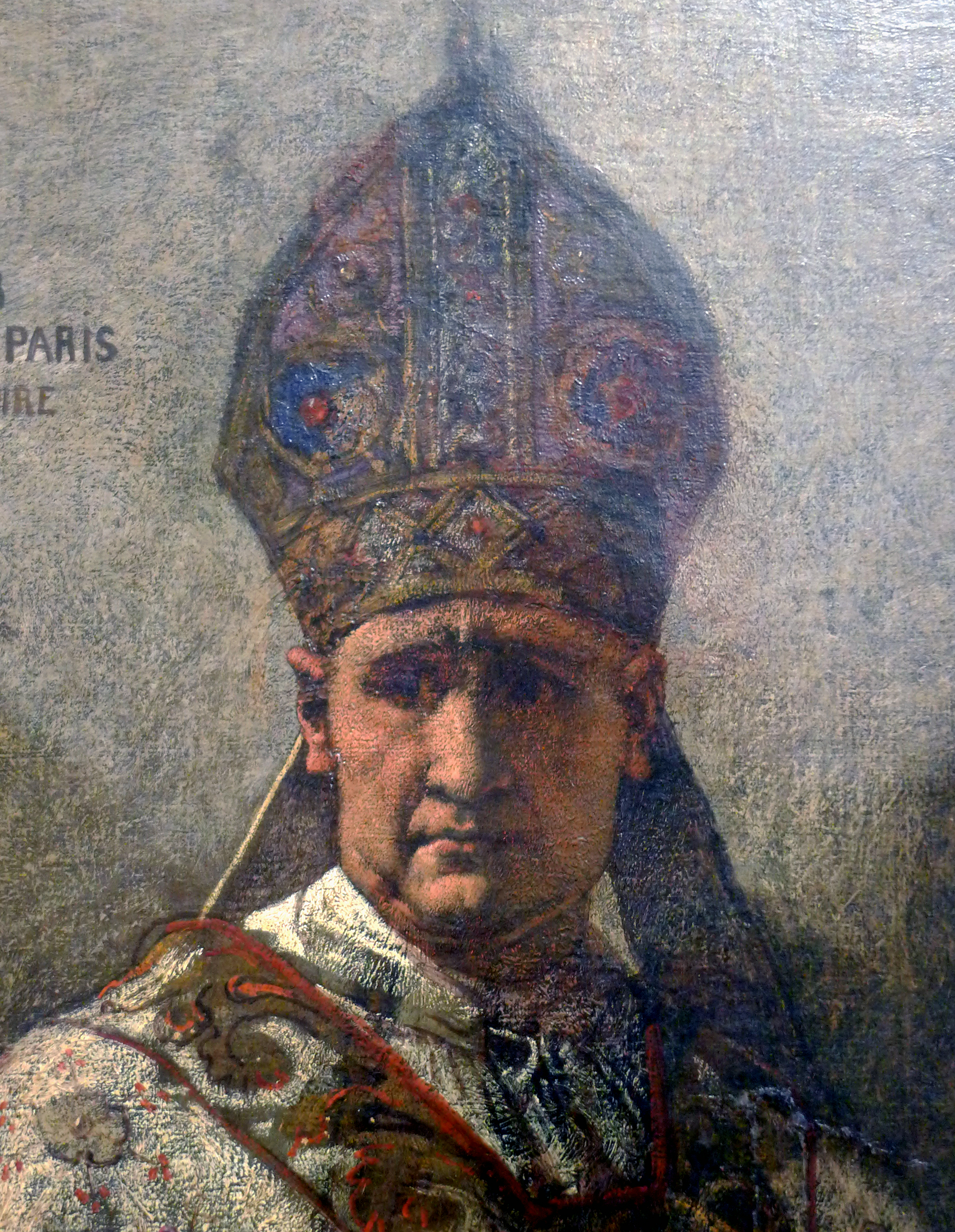
Thomas Couture, Monseigneur Sibour (1792-1857), archevêque de Paris (détail), Paris, musée Carnavalet.

Sous la Révolution française, l'église est d'abord fermée, puis transformée en « temple de la Piété filiale ». Le culte catholique est restauré en 1801, à la faveur du concordat. L'année suivante, la démolition de l'église abbatiale de l'abbaye Sainte-Geneviève et la percée de la rue Clovis font de Saint-Étienne un édifice autonome. Le premier curé concordataire, François-Amable de Voisins, y fait transporter en 1803 la pierre du tombeau de sainte Geneviève,.
Sous le Second Empire, l'église est restaurée par Victor Baltard : la façade est remontée et les statues, détruites par les révolutionnaires, sont restituées. Baltard bâtit également la chapelle des catéchismes.
Le XIXe siècle est marqué par plusieurs événements. Le 10 janvier 1805, le pape Pie VII célèbre la messe dans l'église. En 1833, Frédéric Ozanam, paroissien de Saint-Étienne, fonde avec des amis la Société de Saint-Vincent-de-Paul. Le 3 janvier 1857, Mgr Sibour, archevêque en titre, y est assassiné aux cris de « à bas les déesses ! » par le prêtre interdit Jean-Louis Verger, opposé au dogme de l'Immaculée Conception. Une plaque à l'entrée de la nef marque l'endroit où tombe le prélat, qui allait inaugurer la neuvaine de sainte Geneviève. L'occultiste Éliphas Lévi est indirectement mêlé à cet événement tragique et en fait le récit dans l'un de ses ouvrages.
Une plaque située près du tombeau de sainte Geneviève rappelle que lors de la bataille de la Marne (1914), des Parisiens sont venus la prier d'arrêter les Allemands prêts à déferler sur Paris. Cela renvoie à l'histoire de la sainte, célébrée pour avoir détourné Attila de la capitale en 451.
Le 23 août 1997, le pape Jean-Paul II y célèbre une messe lors de la visite à Paris, à l'occasion des Journées mondiales de la jeunesse.

Quelques vues historiques
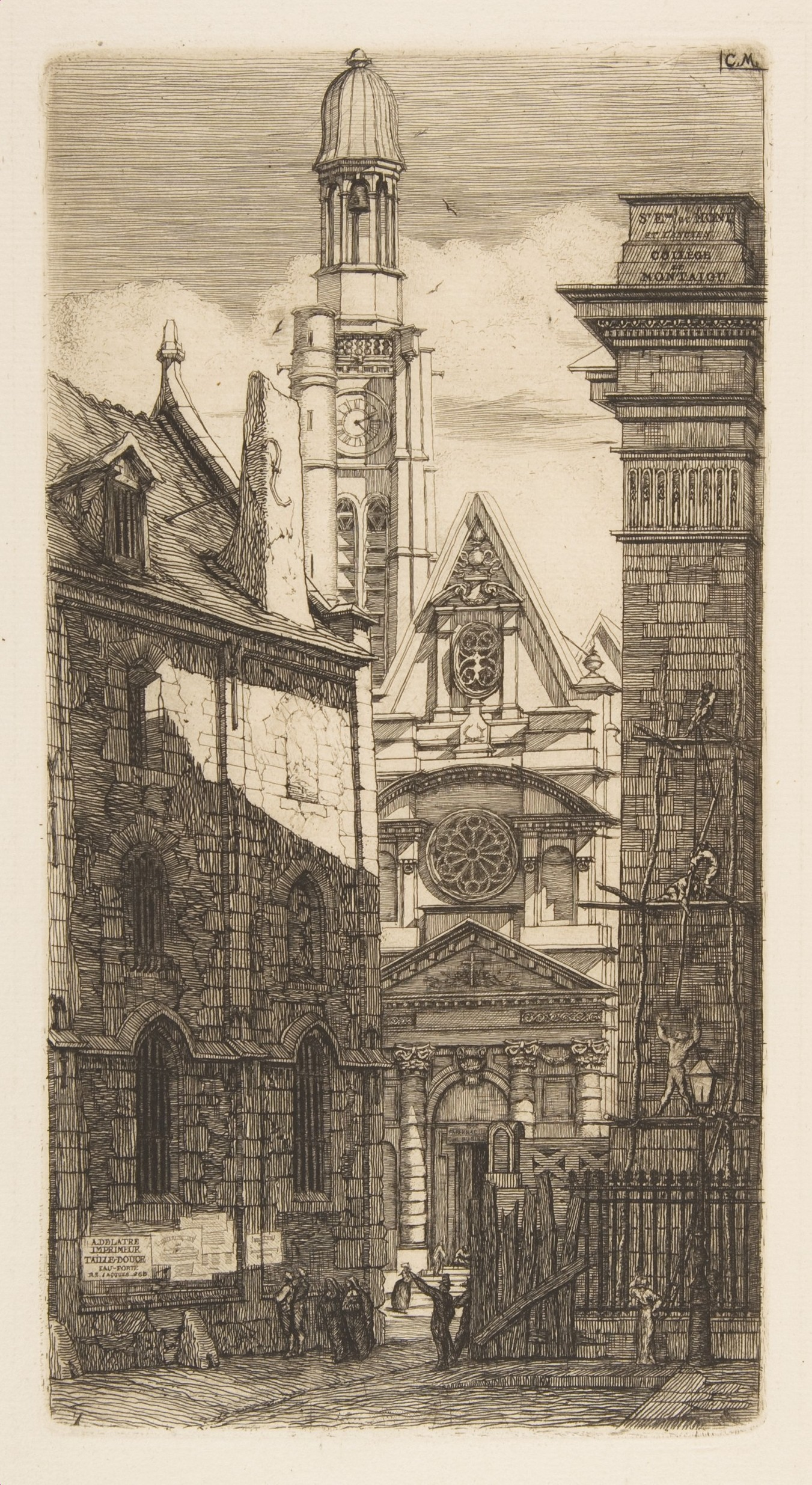
Charles Meryon, L'Église Saint-Étienne-du-Mont (1852), gravure.
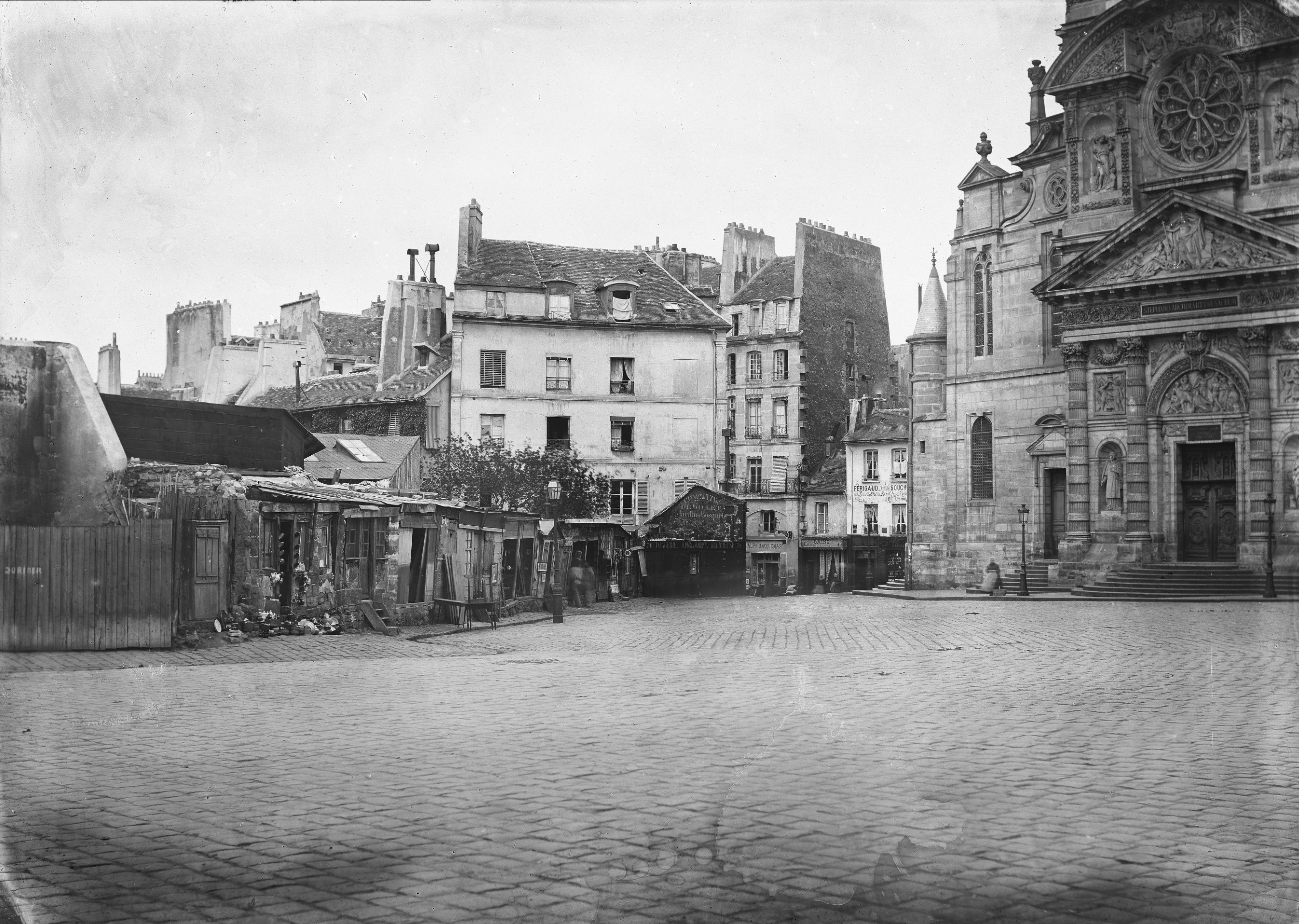
La place Sainte-Geneviève, photographiée par Charles Marville vers 1870.
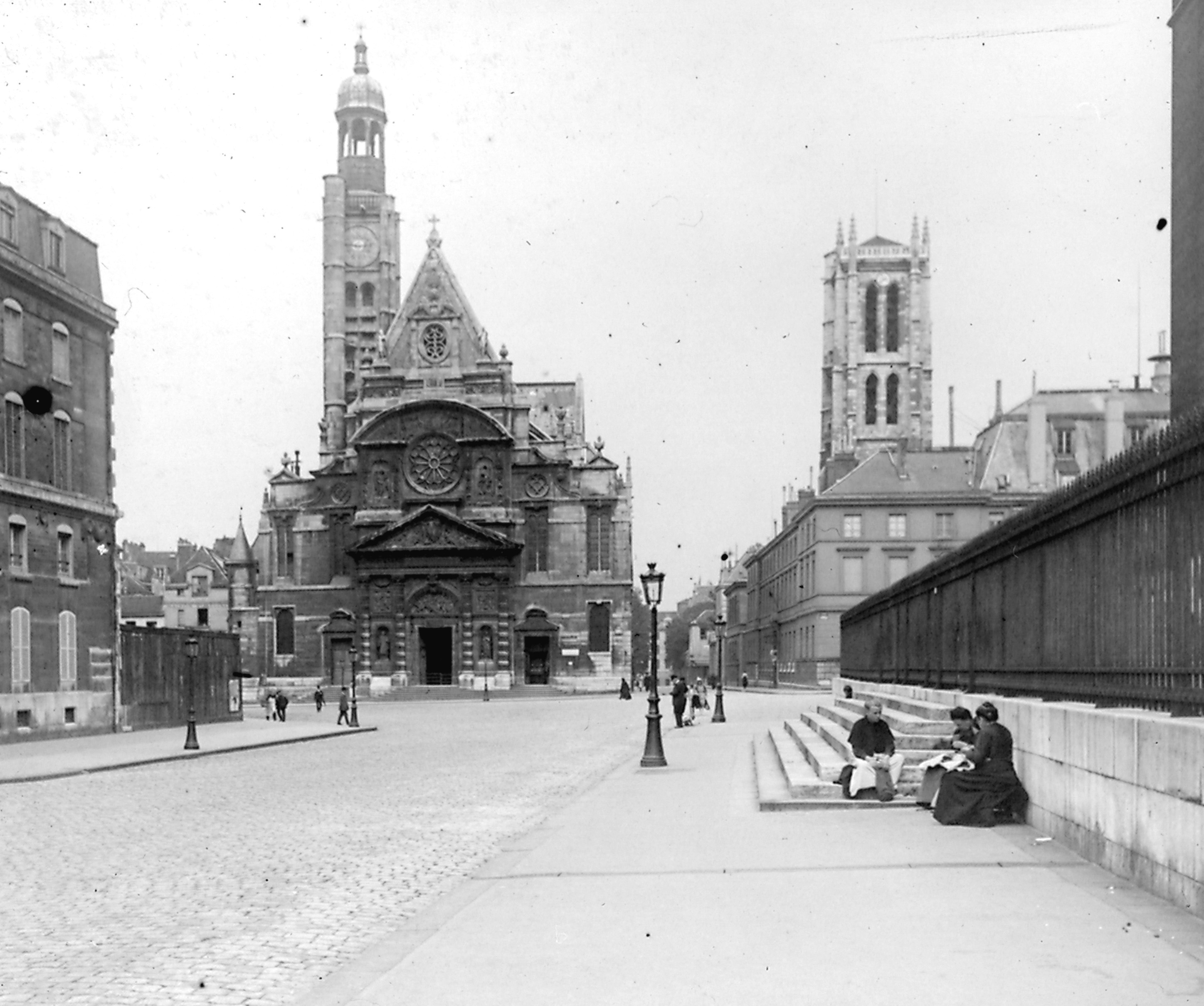
Vue de l'église entre 1914 et 1918.

### Chronologie
- VIe siècle - La première chapelle est bâtie sur la crypte de l'abbaye de Sainte-Geneviève
- XIIIe siècle - Une église séparée est construite sur le côté nord de la chapelle
- 1491 - Construction du clocher et du chœur
- 1537- Achèvement du chœur
- 1545 - Construction de la nef
- 1584 - Construction des voûtes de la nef et du transept
- 1610 - Construction de la façade
- 1626 - Consécration de l'église
- 1791 - Transformation de l'église en « Temple de la piété filiale » pendant la Révolution française. Les restes des corps inhumés dans l'église sont transférés aux Catacombes, entre 1791 et 1793.
- 1802 - Démolition de l'église abbatiale de l'abbaye Sainte-Geneviève

### Liste des curés
- Jean-Jacques Launay (1998-2002)
- Jean-Louis Deloffre (2002-2006)
- Jacques Ollier (2006-2018)
- Denis Metzinger (2018-2022)
- Stéphane Palaz (depuis 2022)

## Description

### Plan et organisation générale

Plan de l'église, avec le chœur désaxé par rapport à la nef.

Construite au XVIe siècle, l’église Saint-Étienne se caractérise par une architecture particulière, et marquant la transition entre le gothique flamboyant (dernier stade du gothique) suivi du style Louis XII (il relève d'une transition gothique / Renaissance), et la Renaissance (style influencé par l’Antiquité). Les deux styles sont assez différenciés en passant, à l'intérieur de l'église, du choeur à la nef.
Sa structure générale est celle d’une église  basilicale longue de 69 m et large de 25,5 m : le transept n’est pas saillant à l’extérieur, les bas-côtés sont très hauts. L'église possède également la particularité d'avoir l'axe du chœur incliné par rapport à celui de la nef et de ce fait de ne pas avoir de symétrie axiale.

### Façade occidentale

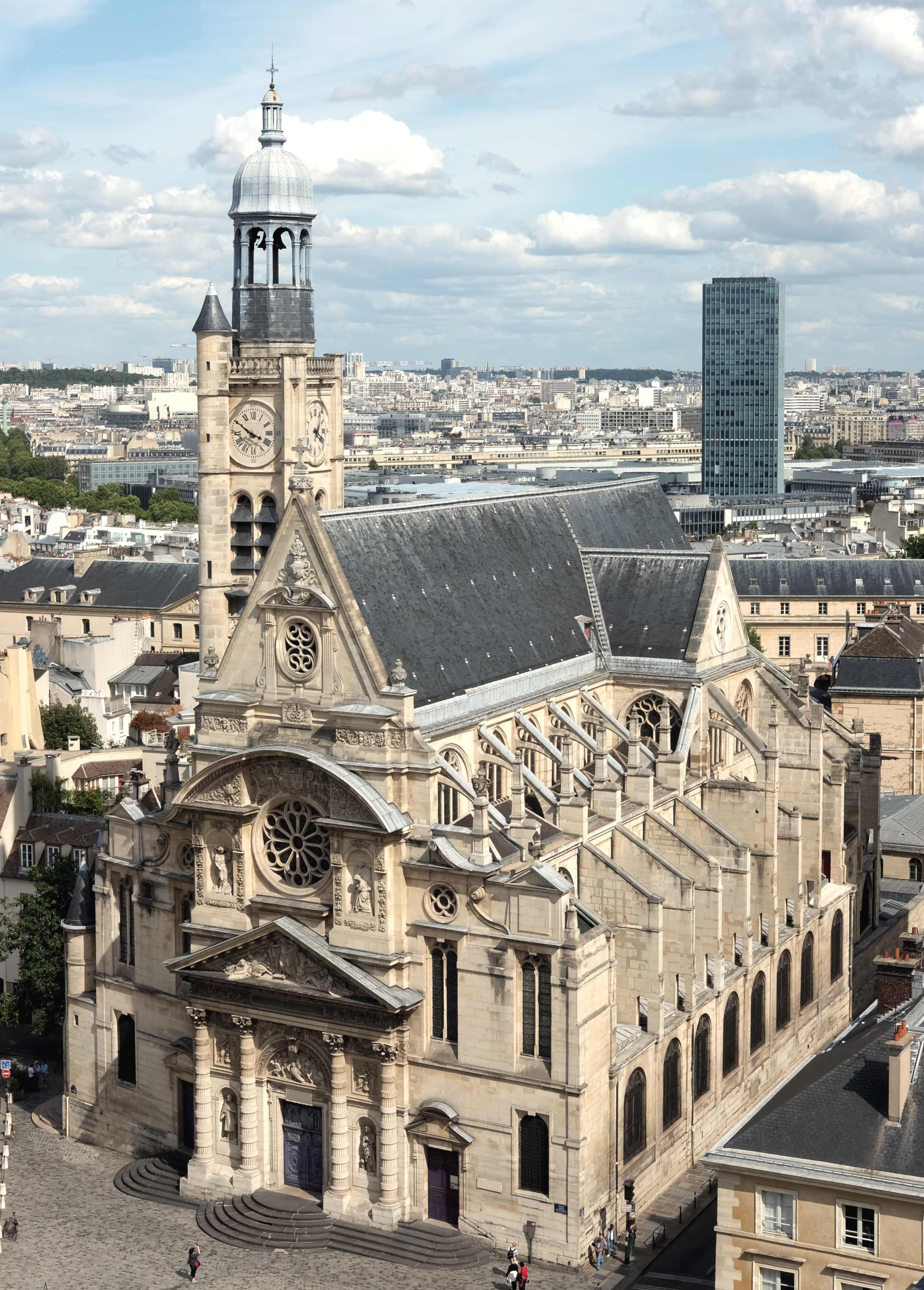
Église vue depuis la coupole du Panthéon.
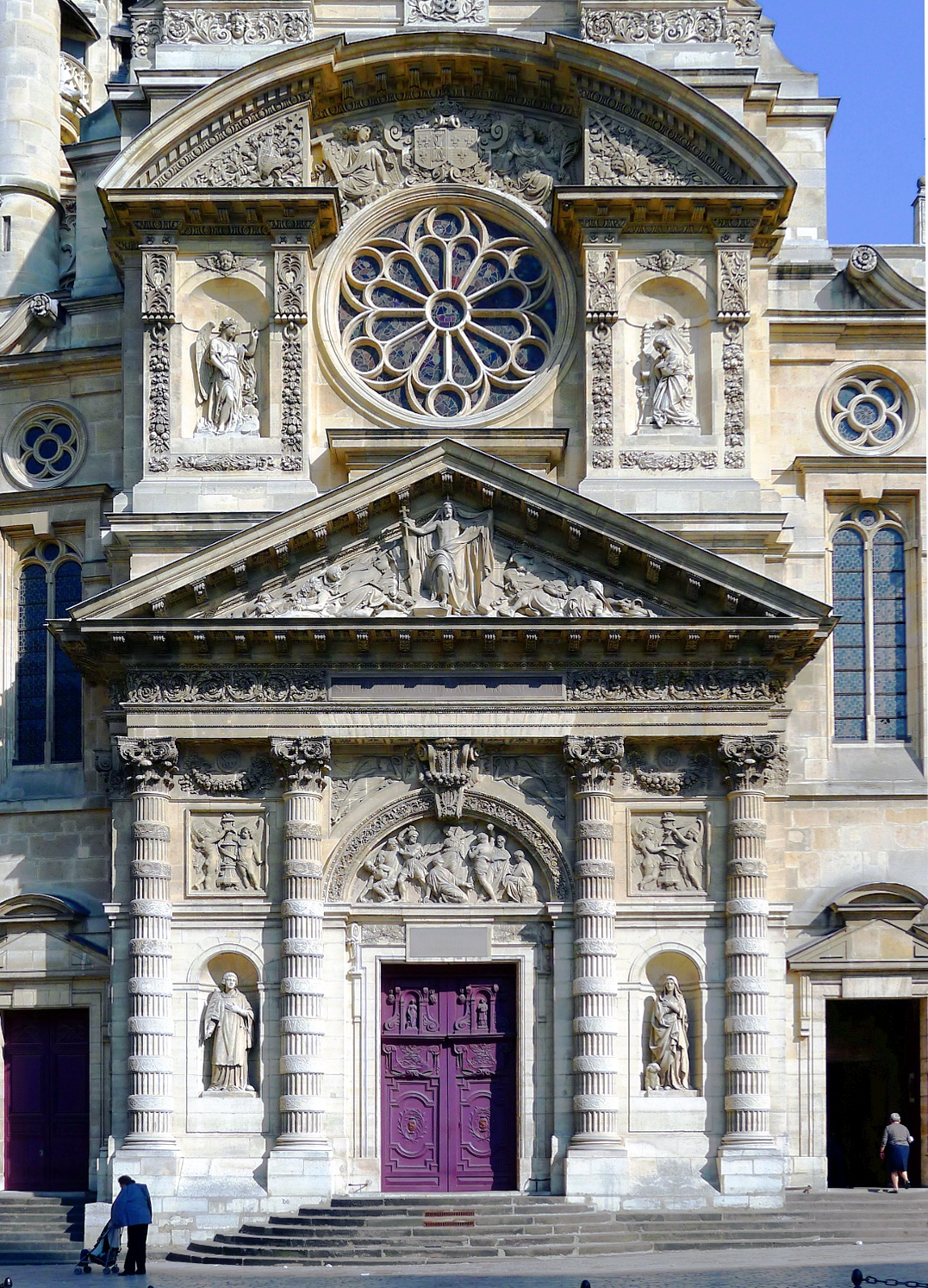
Façade vue de la place du Panthéon.
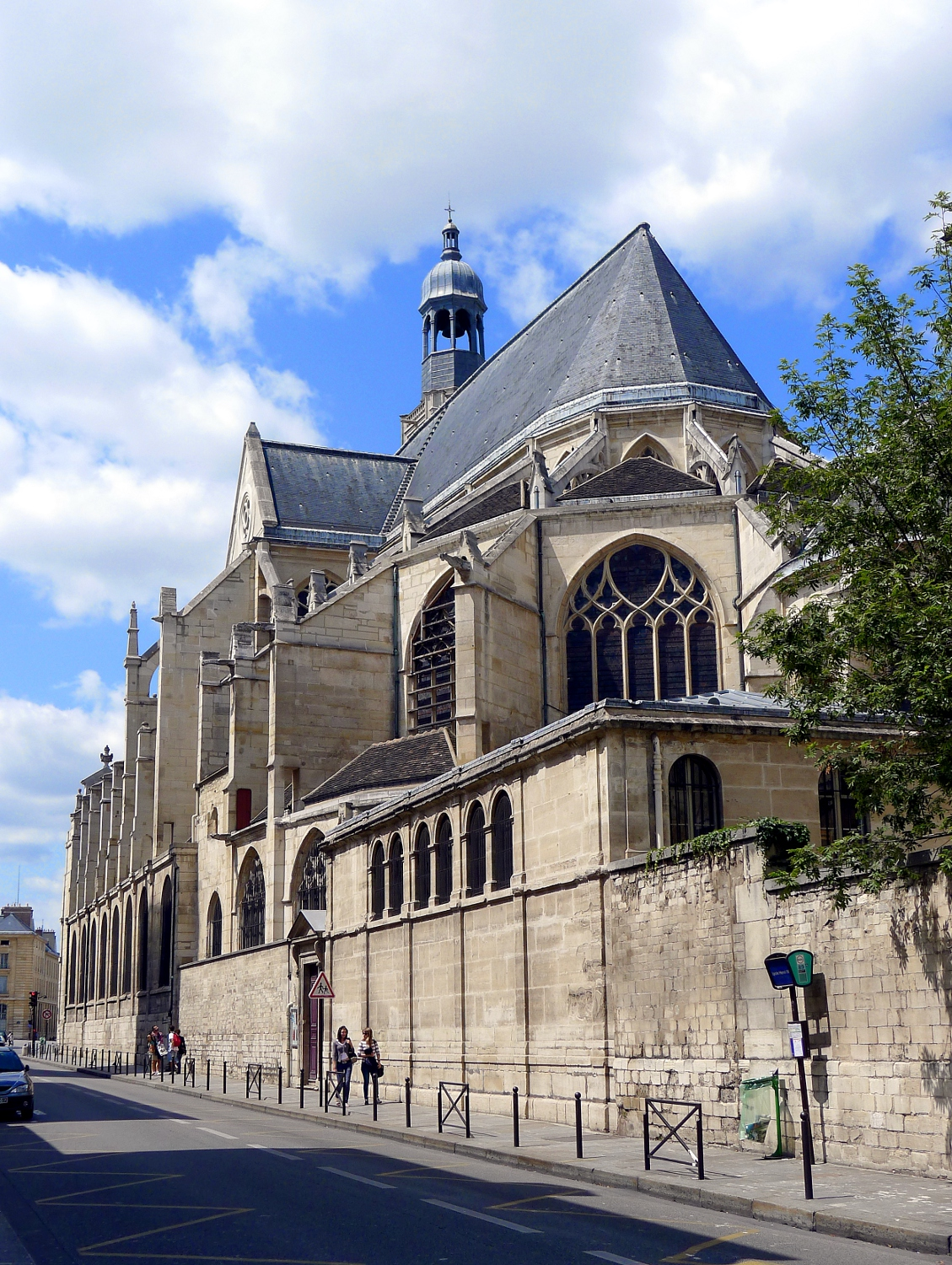
L'église vue de l'est.

La façade est flanquée d'un haut clocher étroit et atypique. 
Édifiée de 1610 à 1622, elle est l'un des témoins de l'architecture transitionnelle qui caractérise l'édifice (passage du gothique à la Renaissance). 
- Niveau 1 : un portail reprend les codes du temple grec (emprunt stylistique typique de la Renaissance).
- Niveau 2 : arc en plein cintre (alors que le gothique relève d'arcs brisés).
- Niveau 3 : haut pinacle gothique.

### Extérieur
Une méridienne se trouve installée sur l'épaisseur du mur d'un des contreforts sud.

Détails de l'extérieur
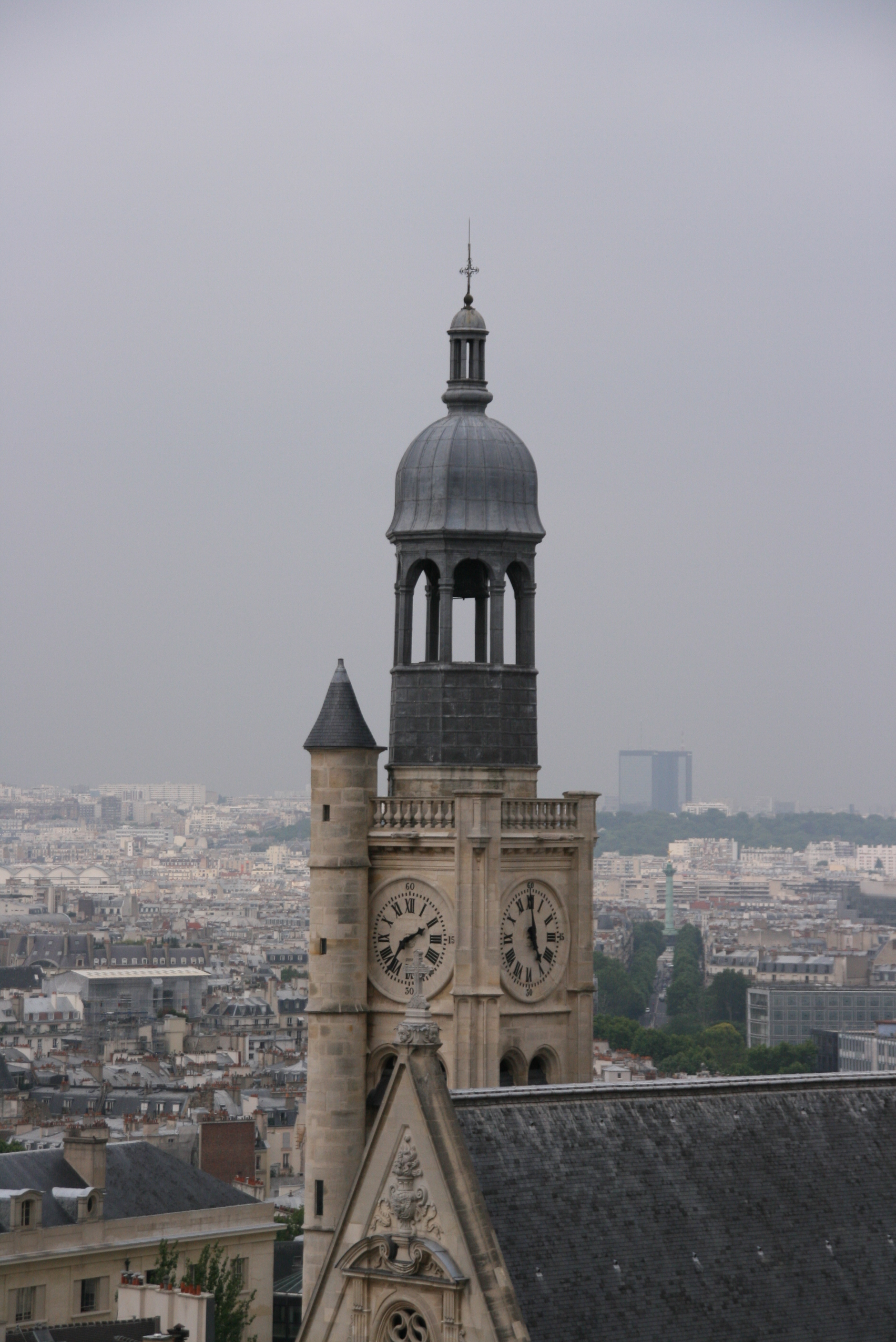
Clocher.
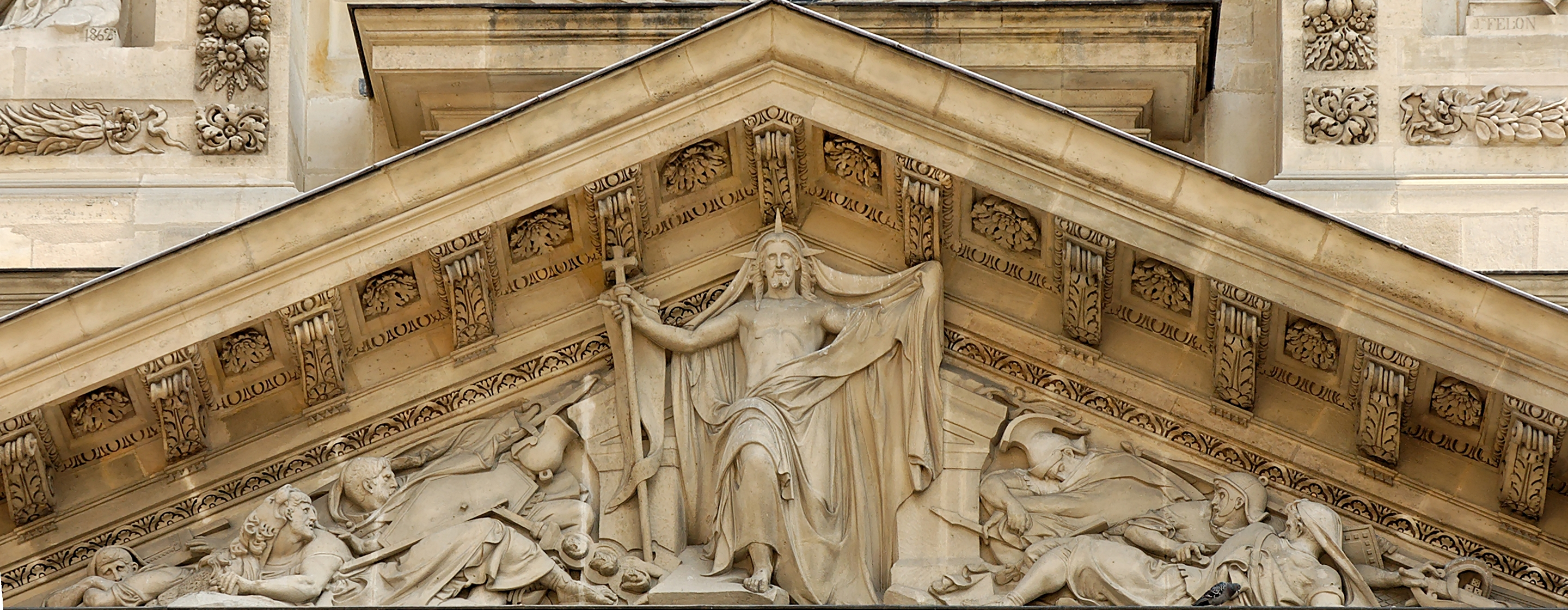
Auguste-Hyacinthe Debay, La Résurrection du Christ, fronton de la façade.
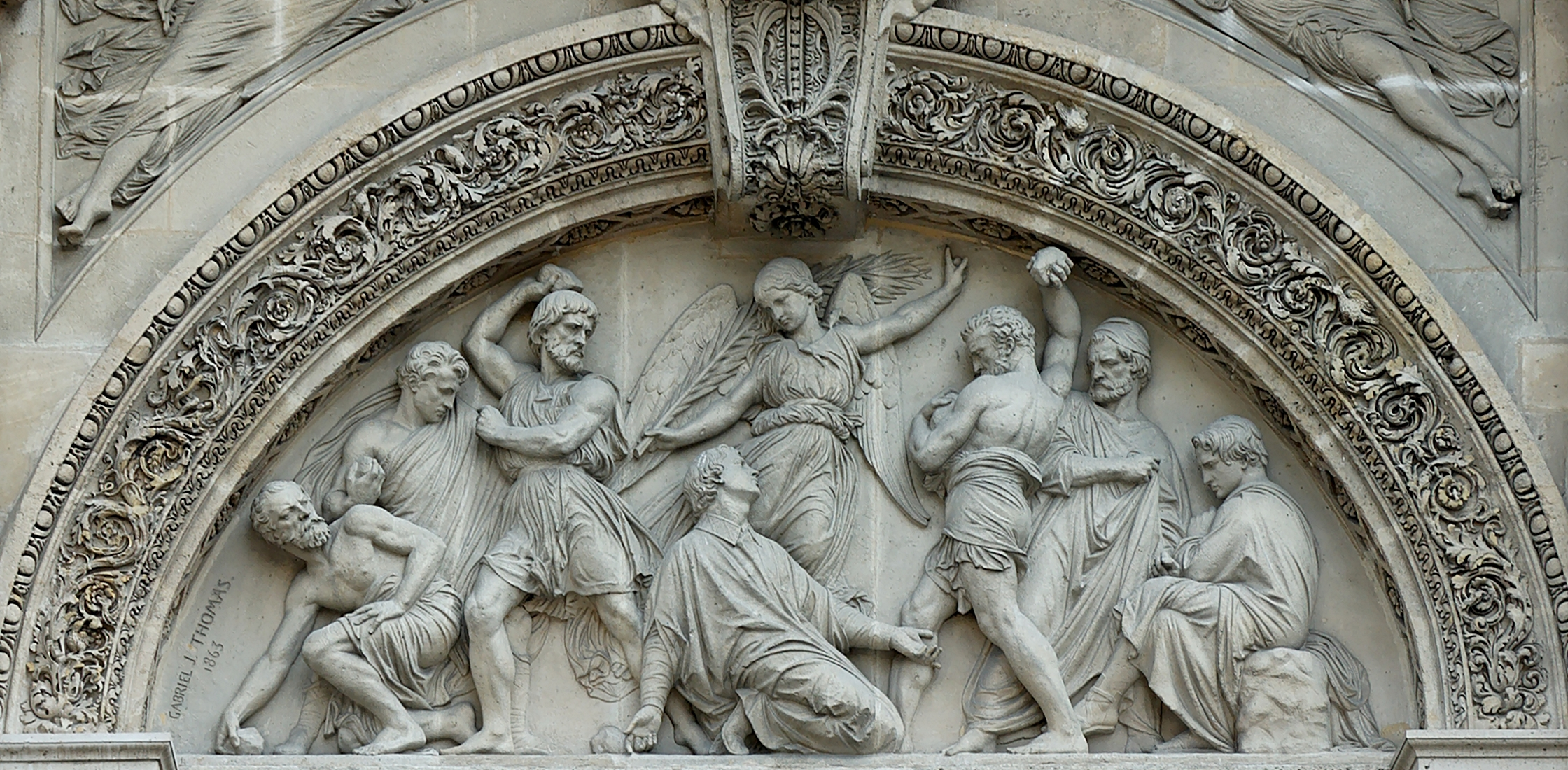
Gabriel-Jules Thomas, Le Martyre de saint Étienne (1863), tympan du portail.
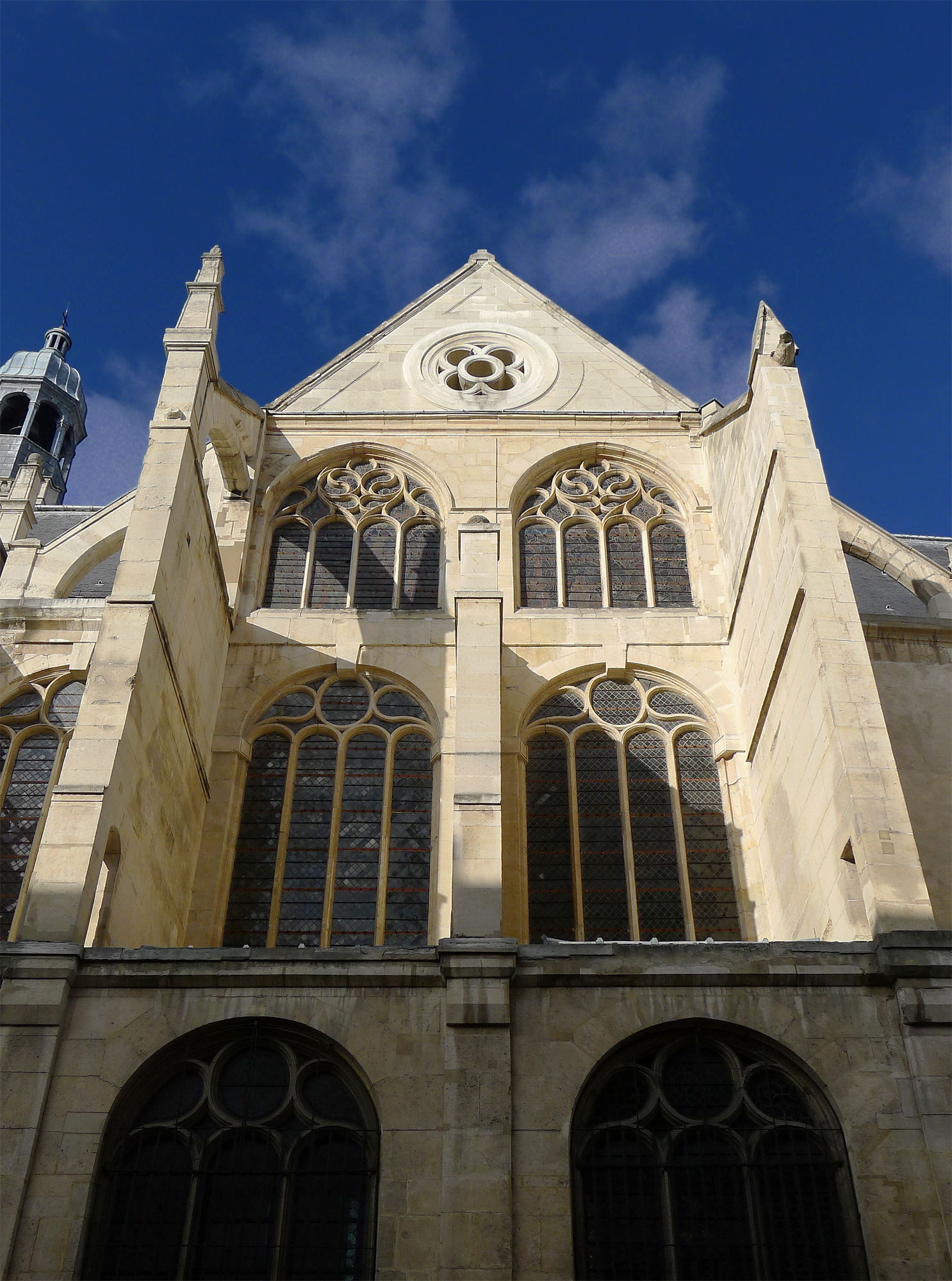
Transept sud.
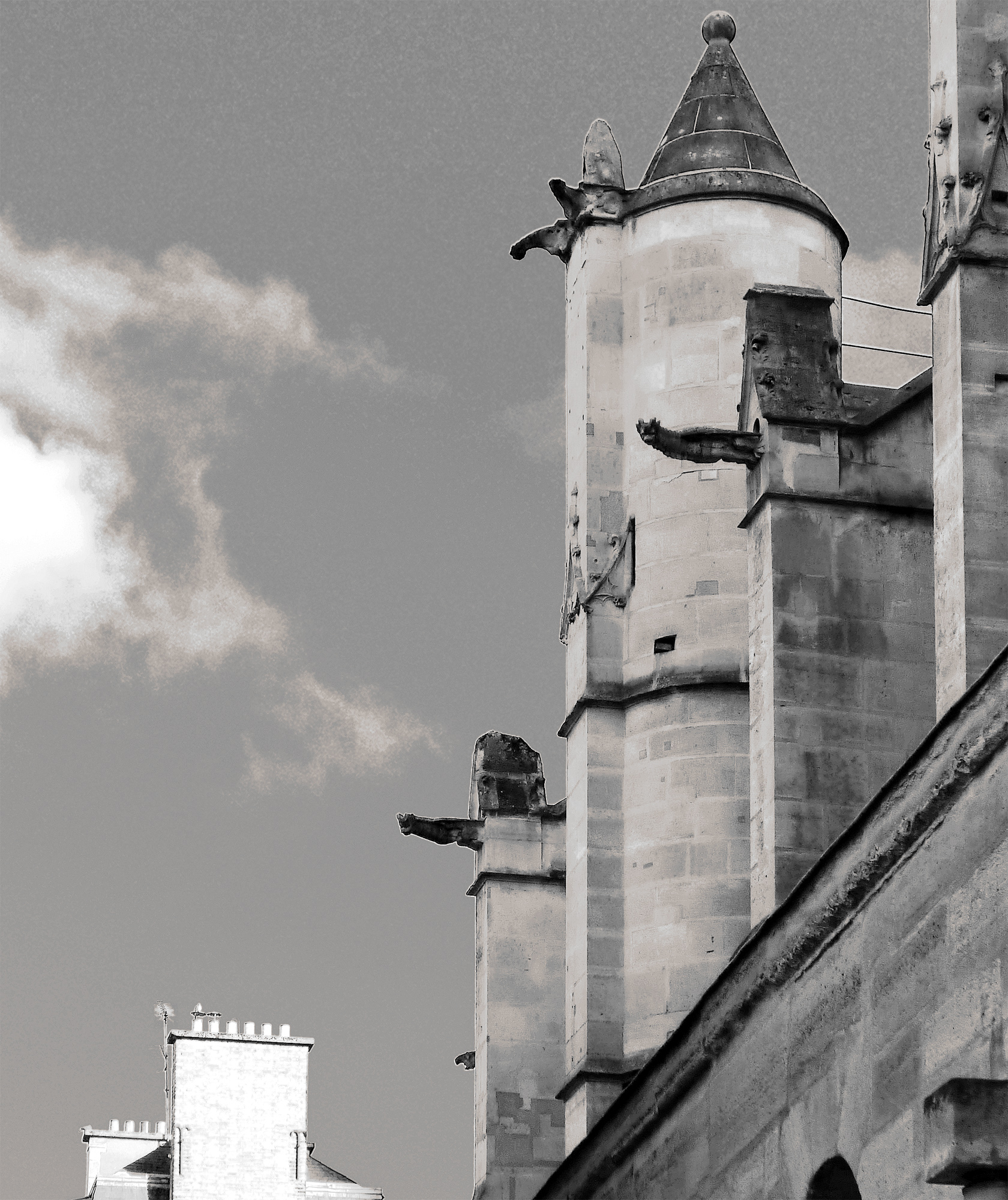
Gargouilles nord.
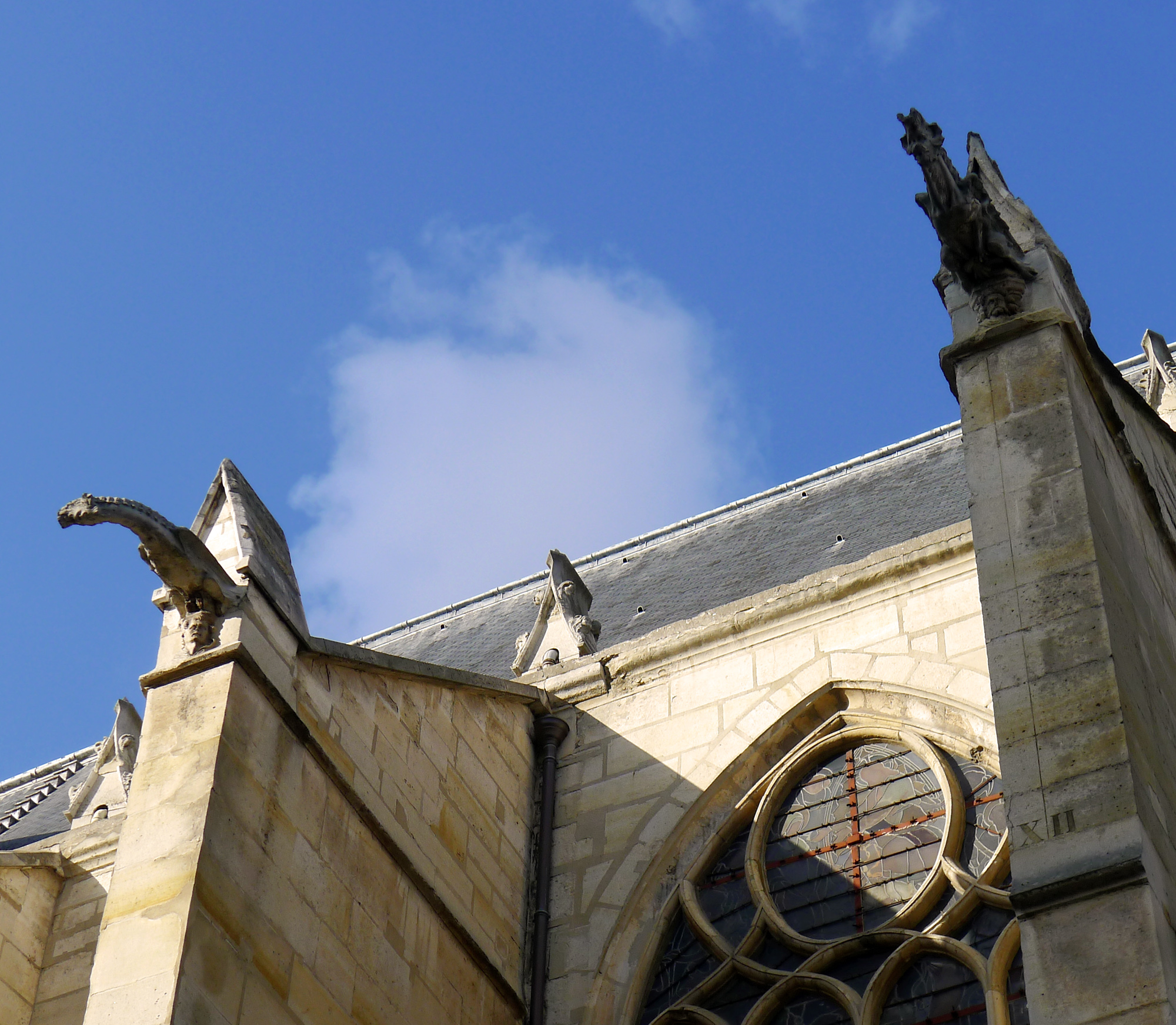
Gargouilles sud.

### Intérieur

#### Architecture

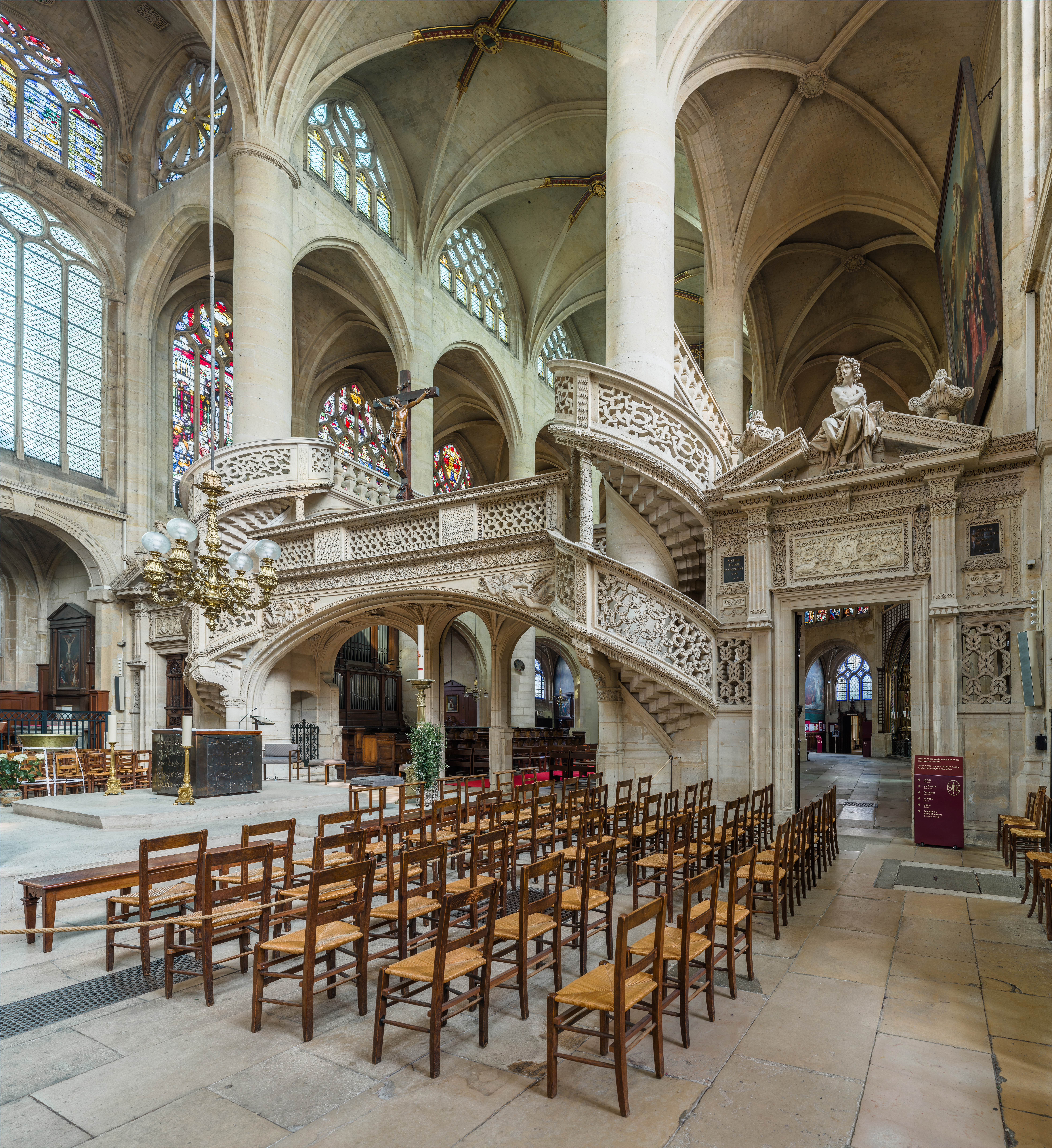
Le chœur, légèrement désaxé, caché par le jubé.

L'église Saint-Etienne-du-Mont est remarquable à plusieurs titres :
- elle possède un jubé de pierre finement sculpté (un des derniers existant à Paris), datant des environs de 1530 et mêlant avec une parfaite élégance les vocabulaires gothique tardif et Renaissance,
- une chaire dessinée par Laurent de La Hyre et sculptée par Claude Lestocart,
- ainsi qu'un buffet d'orgues (1631), le plus ancien de la capitale.

L'église renferme également la châsse qui contenait les reliques de sainte Geneviève jusqu'en 1793 (date à laquelle elles ont été jetées aux égouts, ne subsiste qu'un morceau d'os), le tombeau de Blaise de Vigenère, de Blaise Pascal, de Louis Nivelle, de Racine, et de Mgr Sibour.
Huysmans la décrivait dans En route (1895) comme l'une des plus jolies églises de Paris.

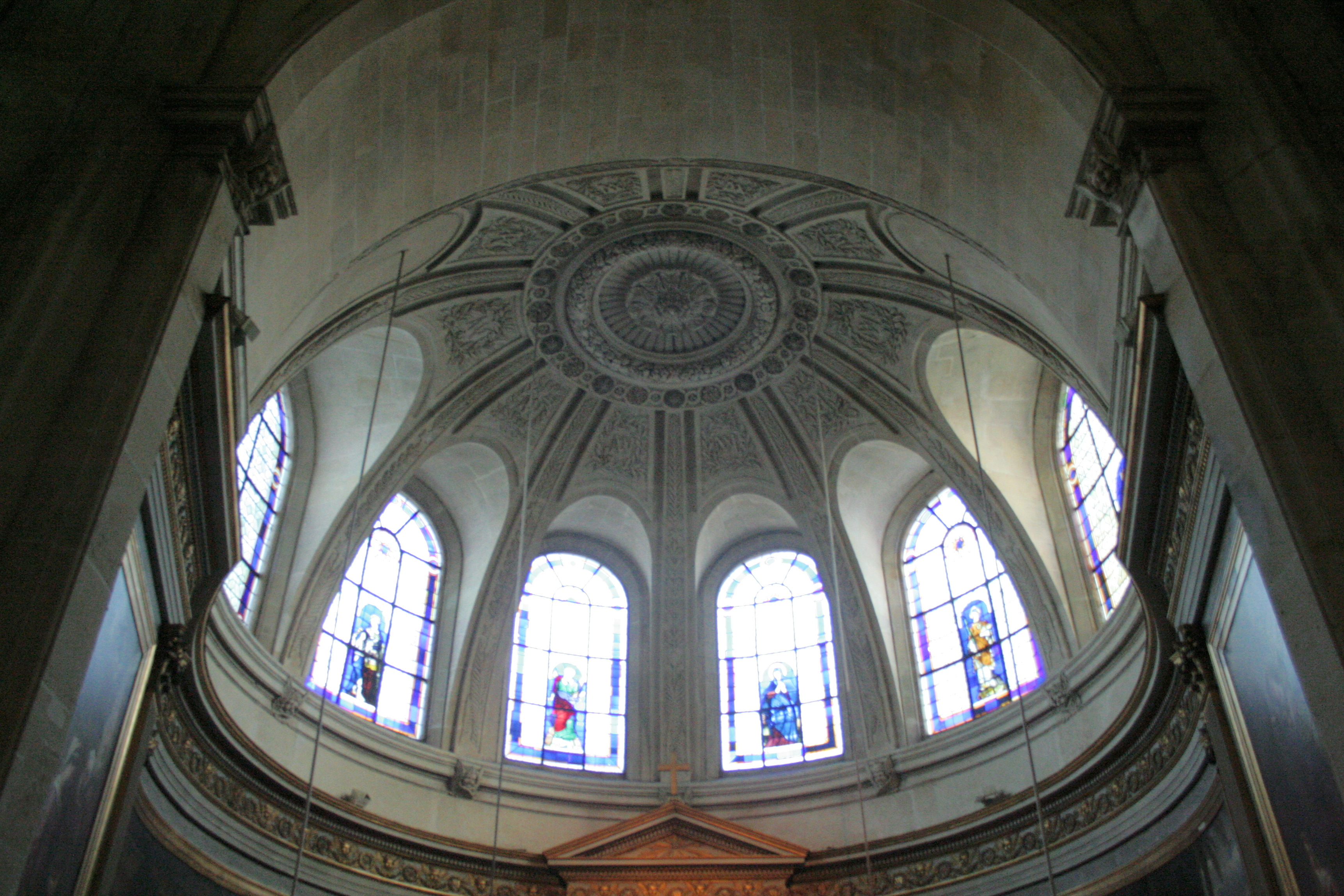
Coupole de la chapelle de la Vierge.
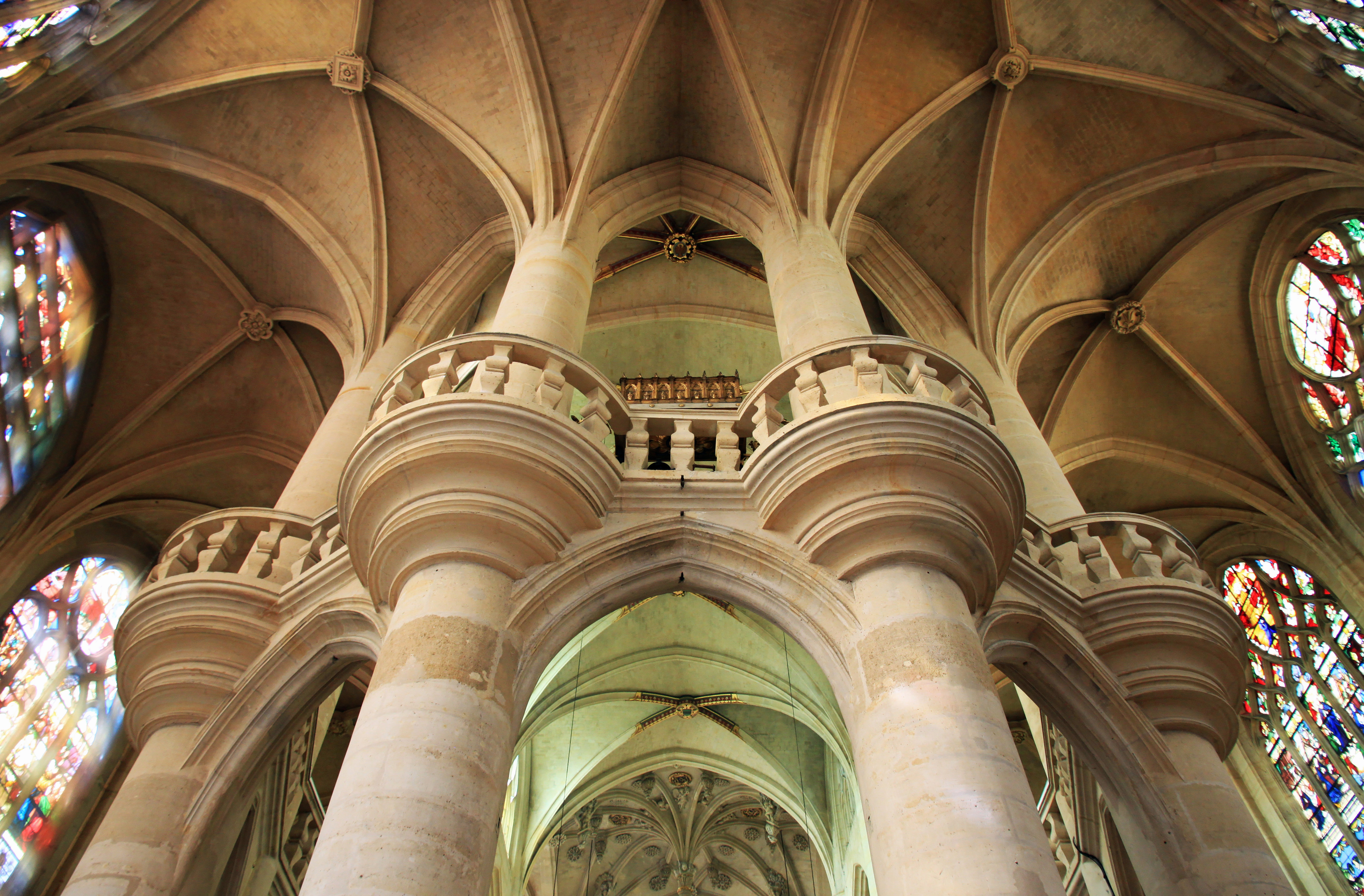
Coursive et croisées d'ogives vues de derrière le chœur.
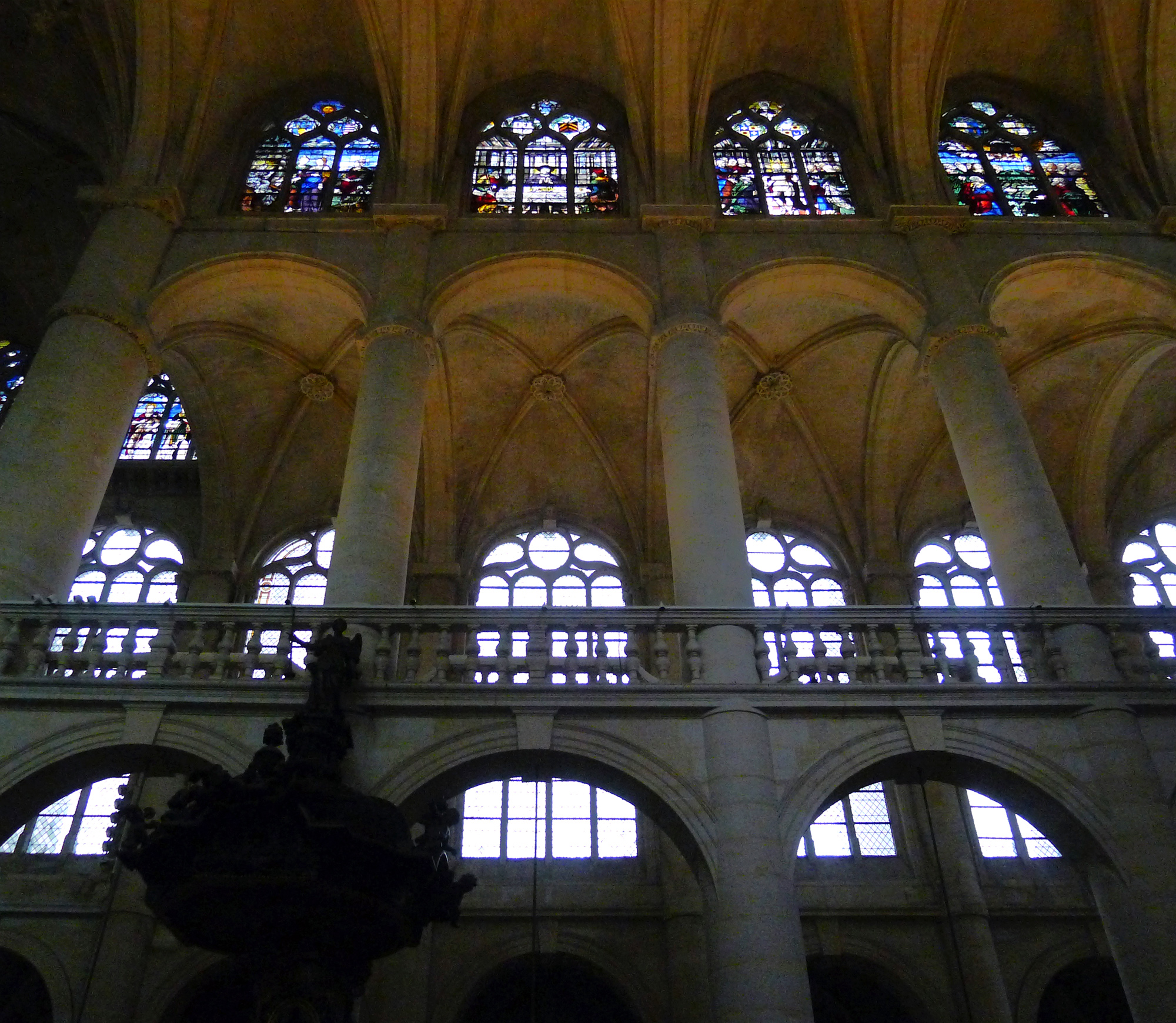
Structures.
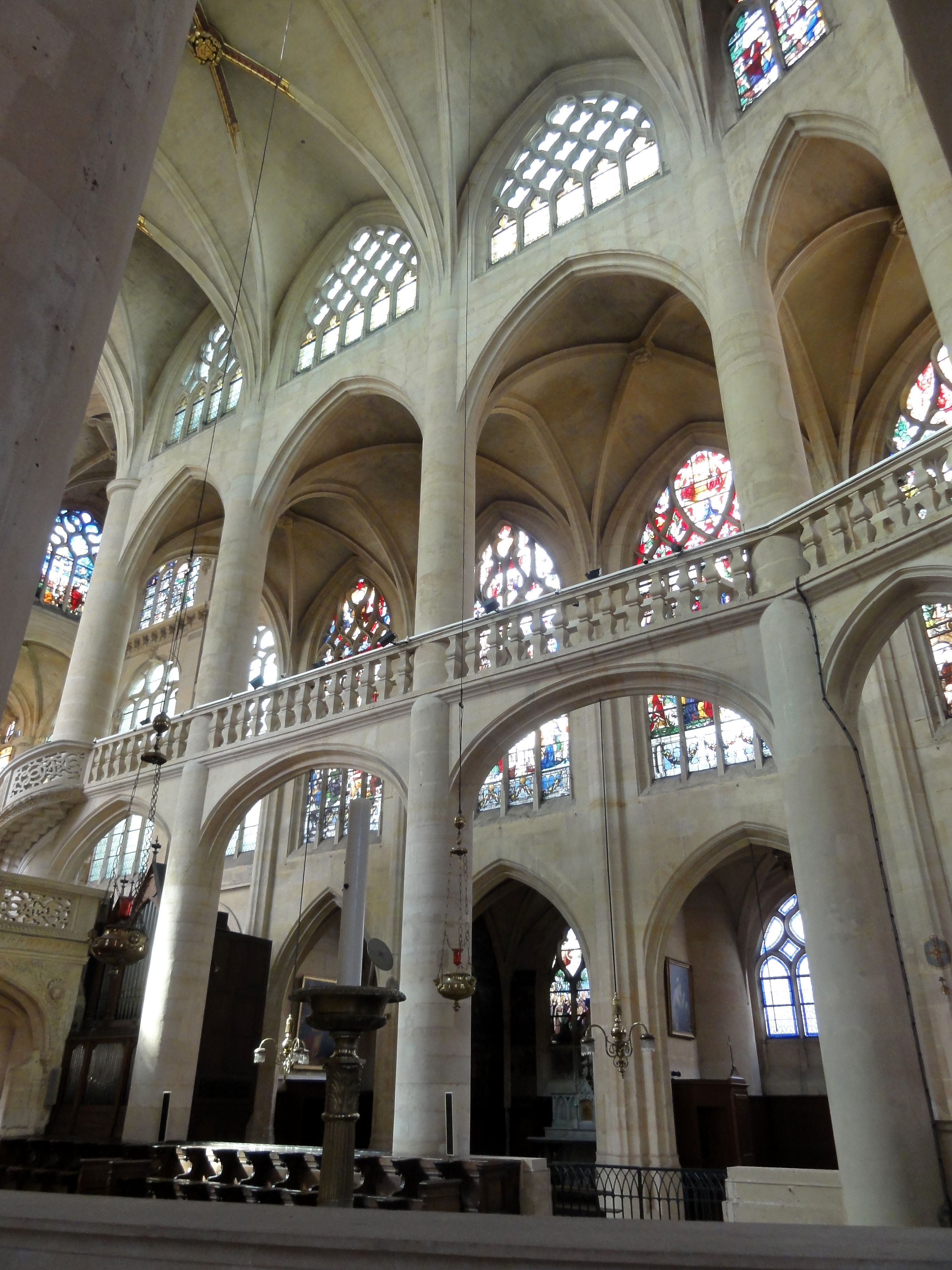

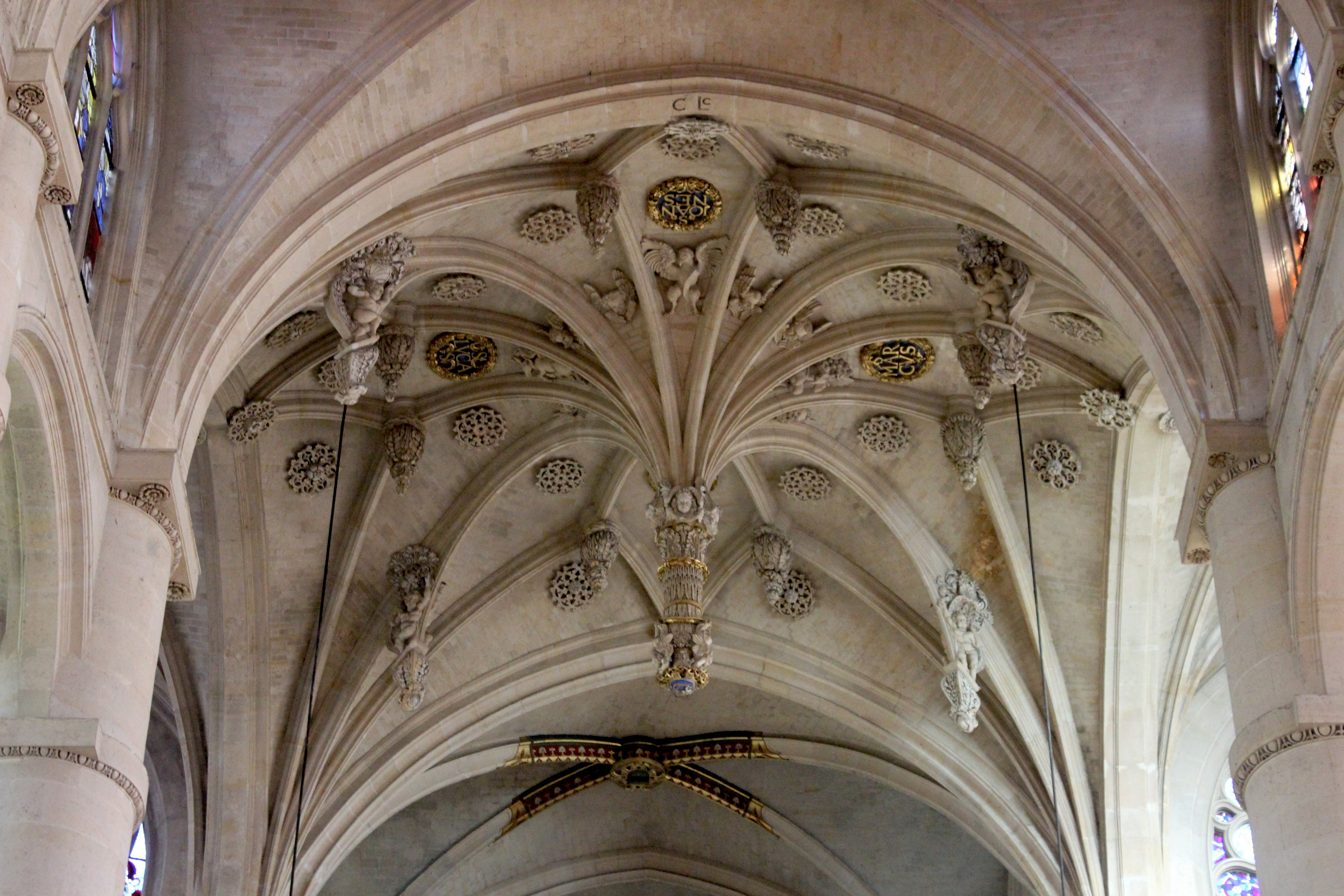
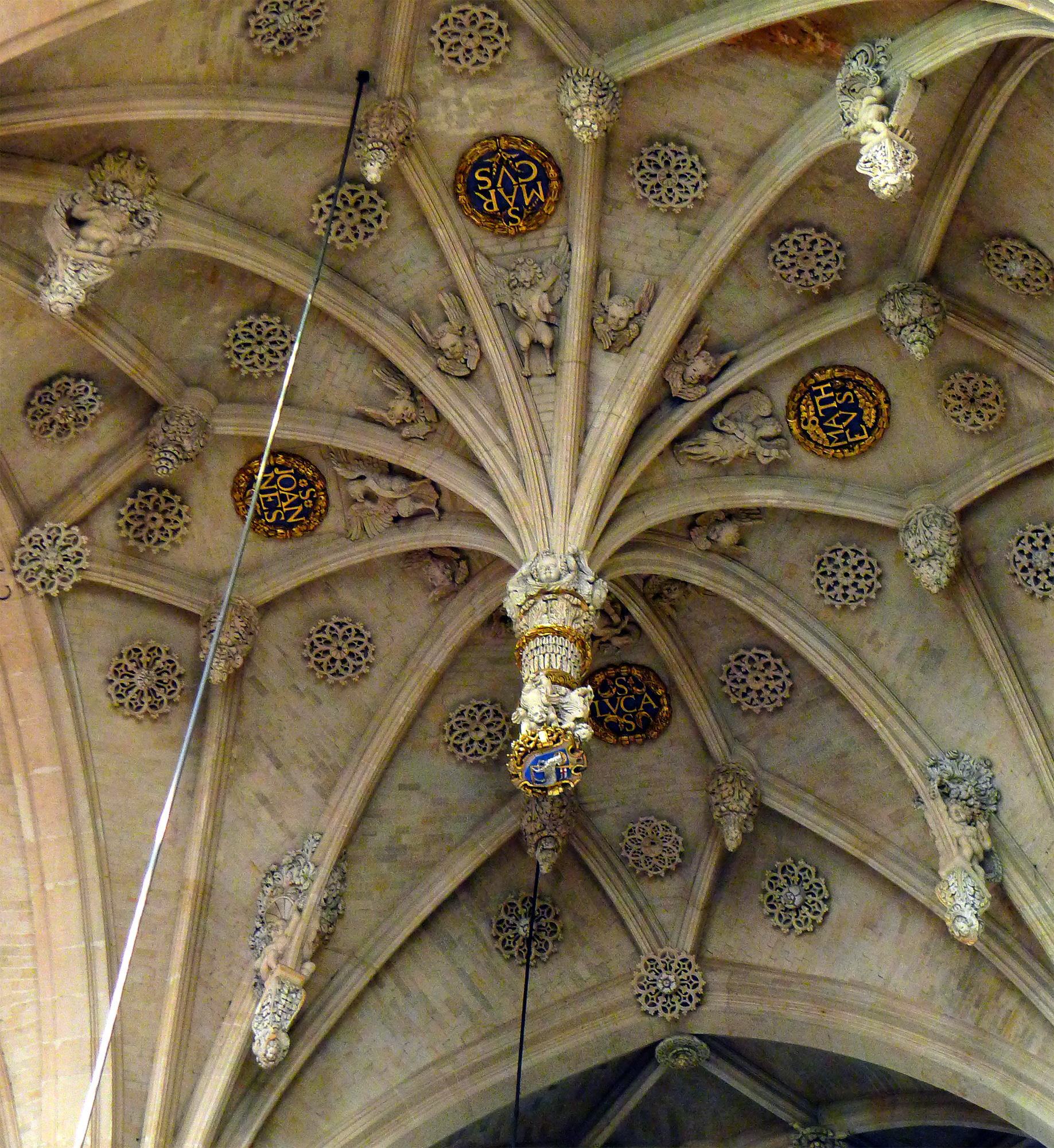
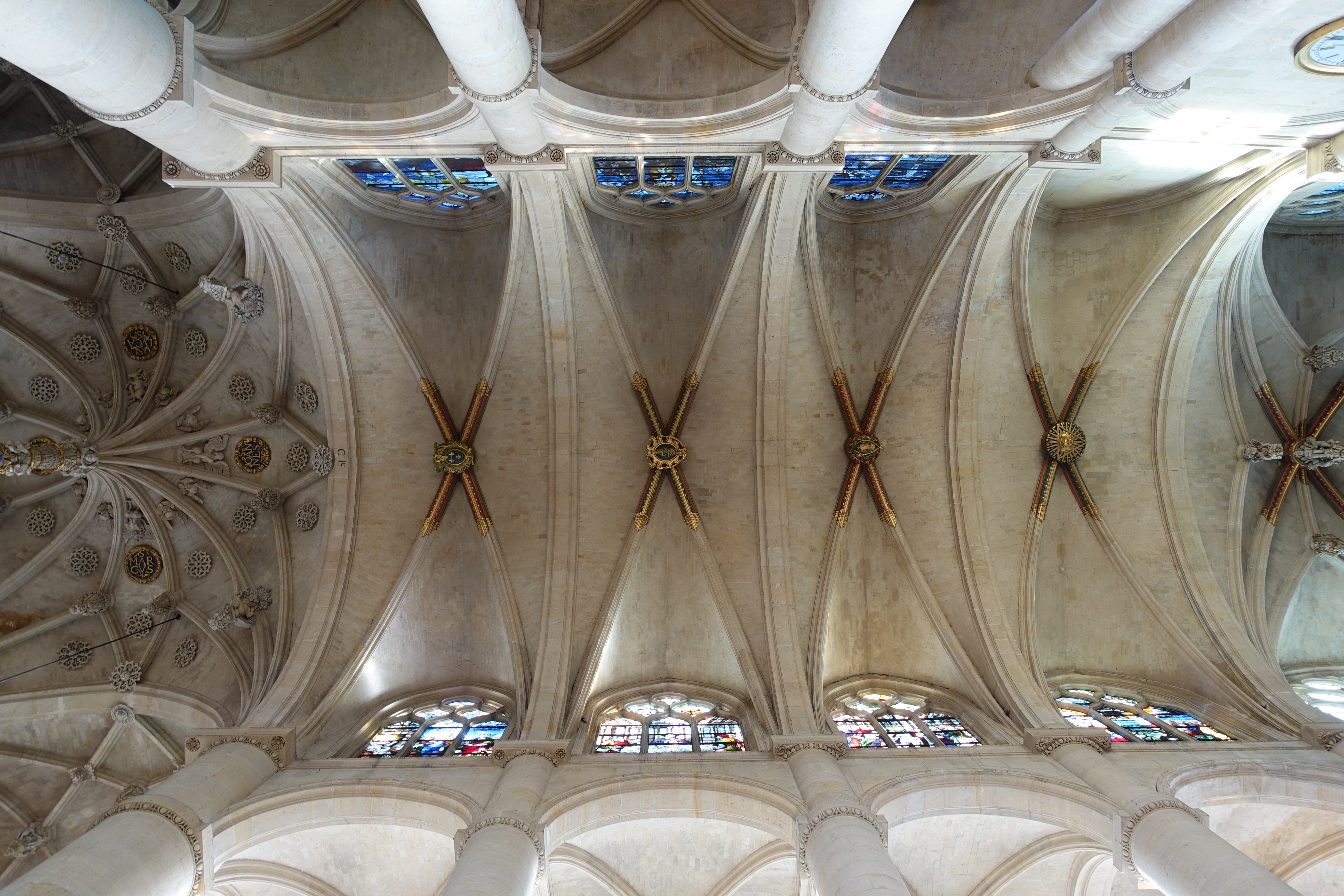

Au milieu du transept, les arêtes forment une clef pendante ou fleuron de 3 à 4 m de saillie, considéré comme un des travaux remarquables de ce genre, autant par la hardiesse de la pose que par la réalisation de ses sculptures.

#### Jubé
Les jubés ont disparu de la plupart des églises gothiques, et leur usage s’est perdu dans les églises modernes. Ils servaient à certains rites, mais suspendus entre le chœur et la nef, ils isolaient davantage les prêtres des fidèles, ce qui explique probablement leur destruction. Plusieurs villes de France possèdent encore des jubés mais l'un des plus curieux et remarquables est celui de l'église Saint-Étienne-du-Mont, le seul qui subsiste à Paris.

Vues générales
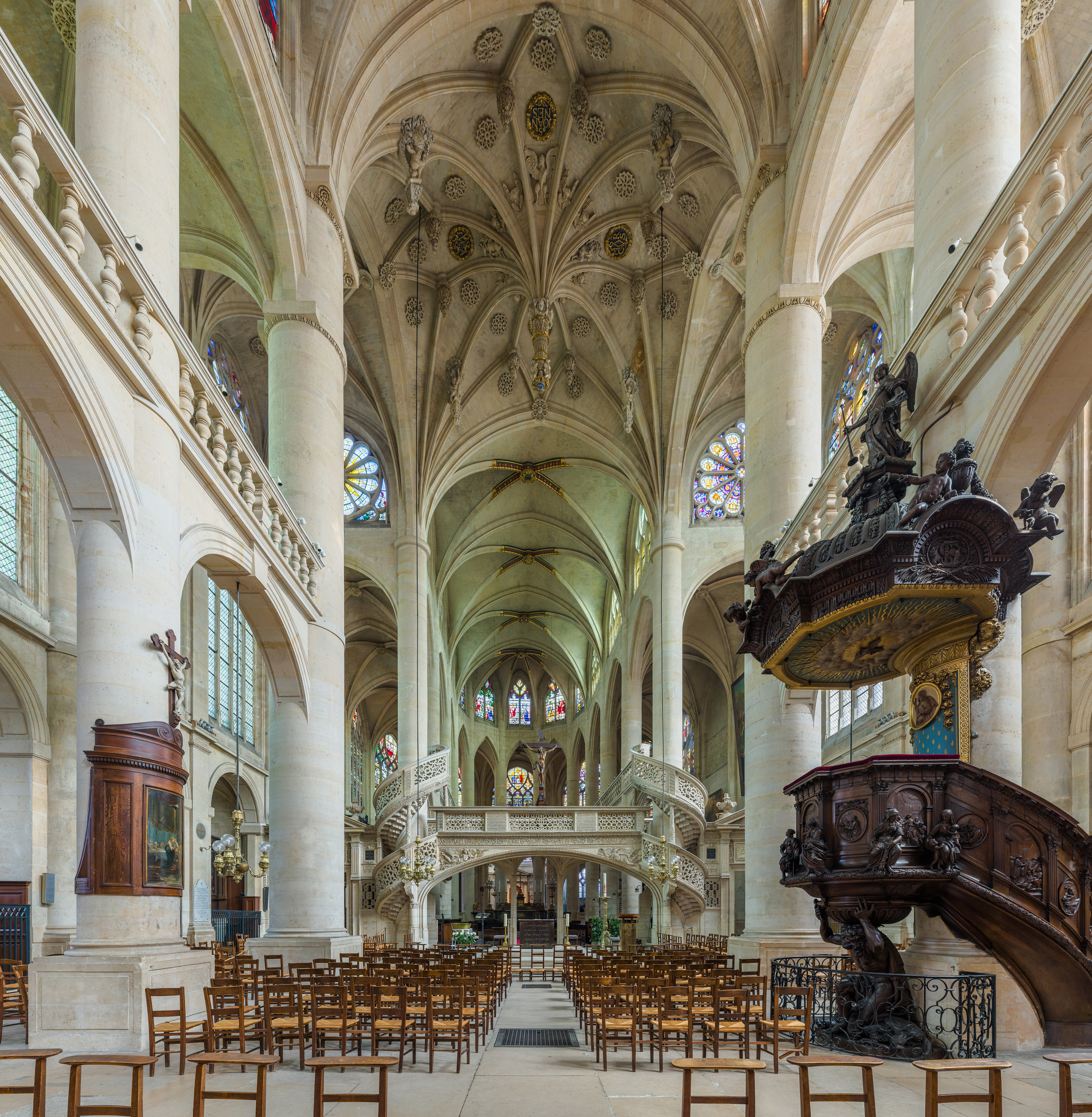
Vue du jubé.
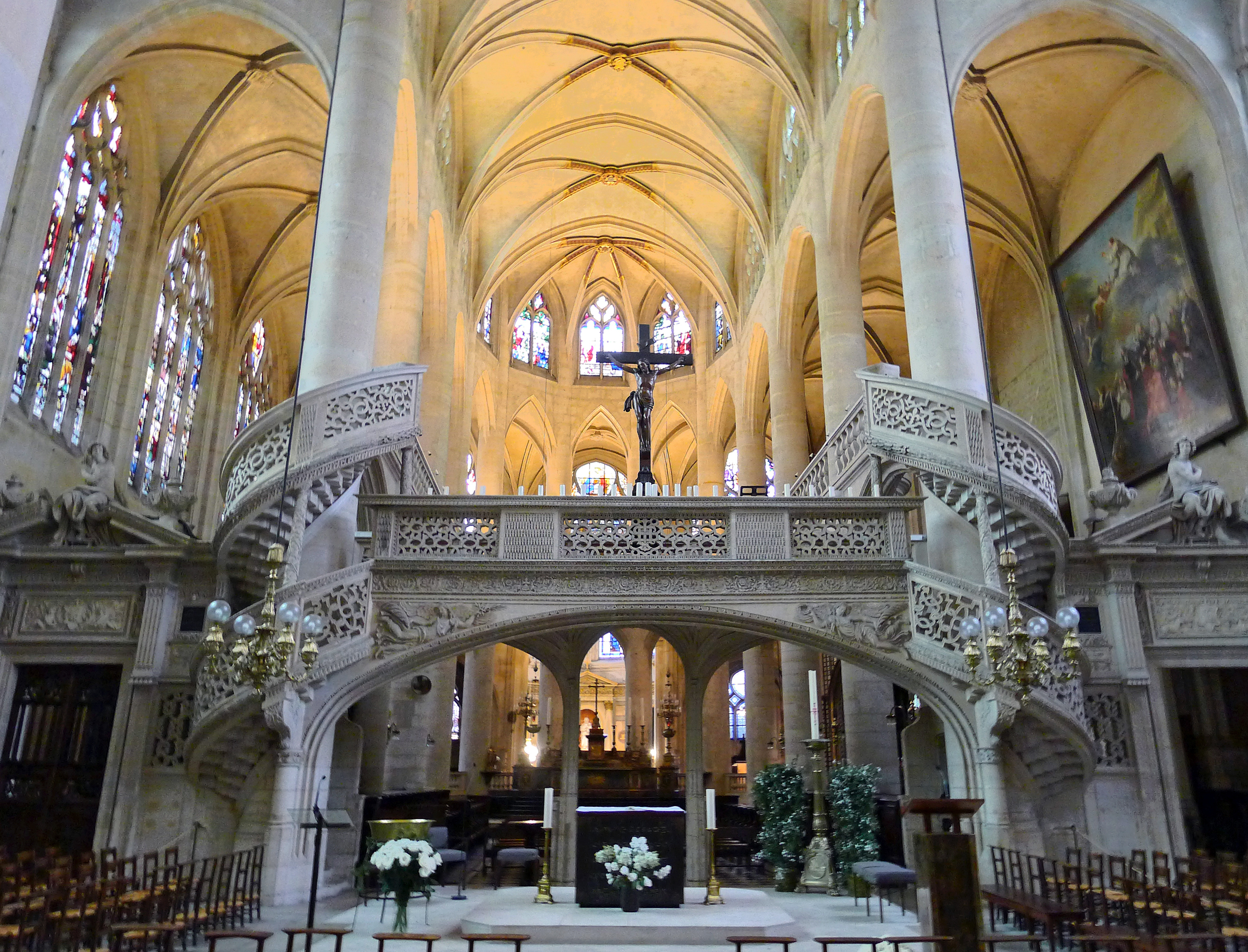
Chœur et jubé.

Ce jubé conjugue une structure gothique avec une ornementation Renaissance. Il fut probablement construit en 1550 et 1600. La balustrade, véritable entrelacs de dentelle de pierre, est sculptée dans du calcaire de Saint-Leu et ses deux escaliers s’enroulent autour des piliers tout en desservant, à la fois, le jubé et la coursive. Curieusement on ignore l’auteur de ce chef-d’œuvre alors que la plupart des noms des artisans ayant participé à la construction de l’église nous sont connus. En revanche pour les sculptures du jubé, dont les deux figures de jeunes hommes aux regards extatiques surmontant les portes menant au chœur, l'auteur est bien identifié : il s'agit de Pierre Biard l'Aîné.

Détails
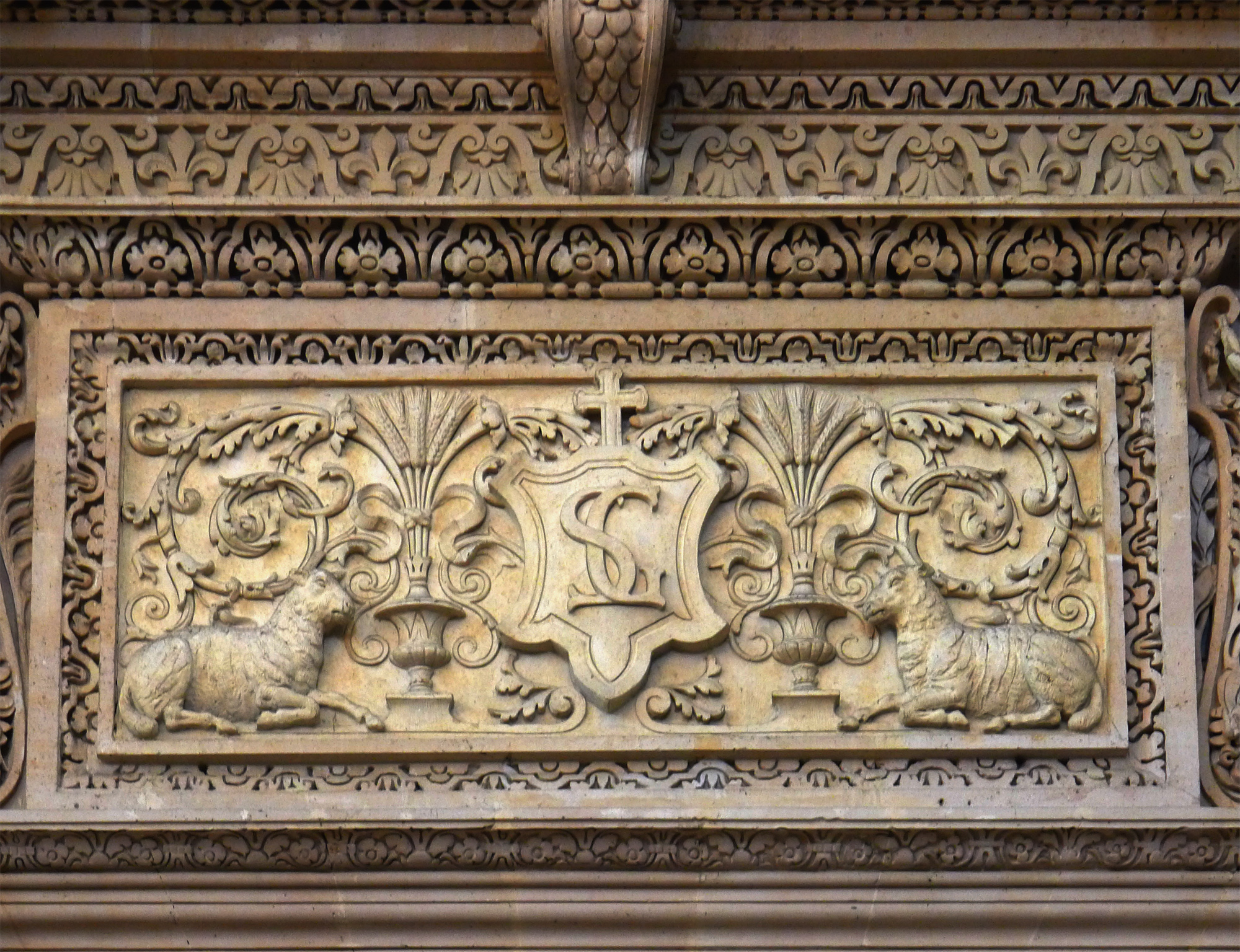
Ornementation Renaissance de la balustrade.
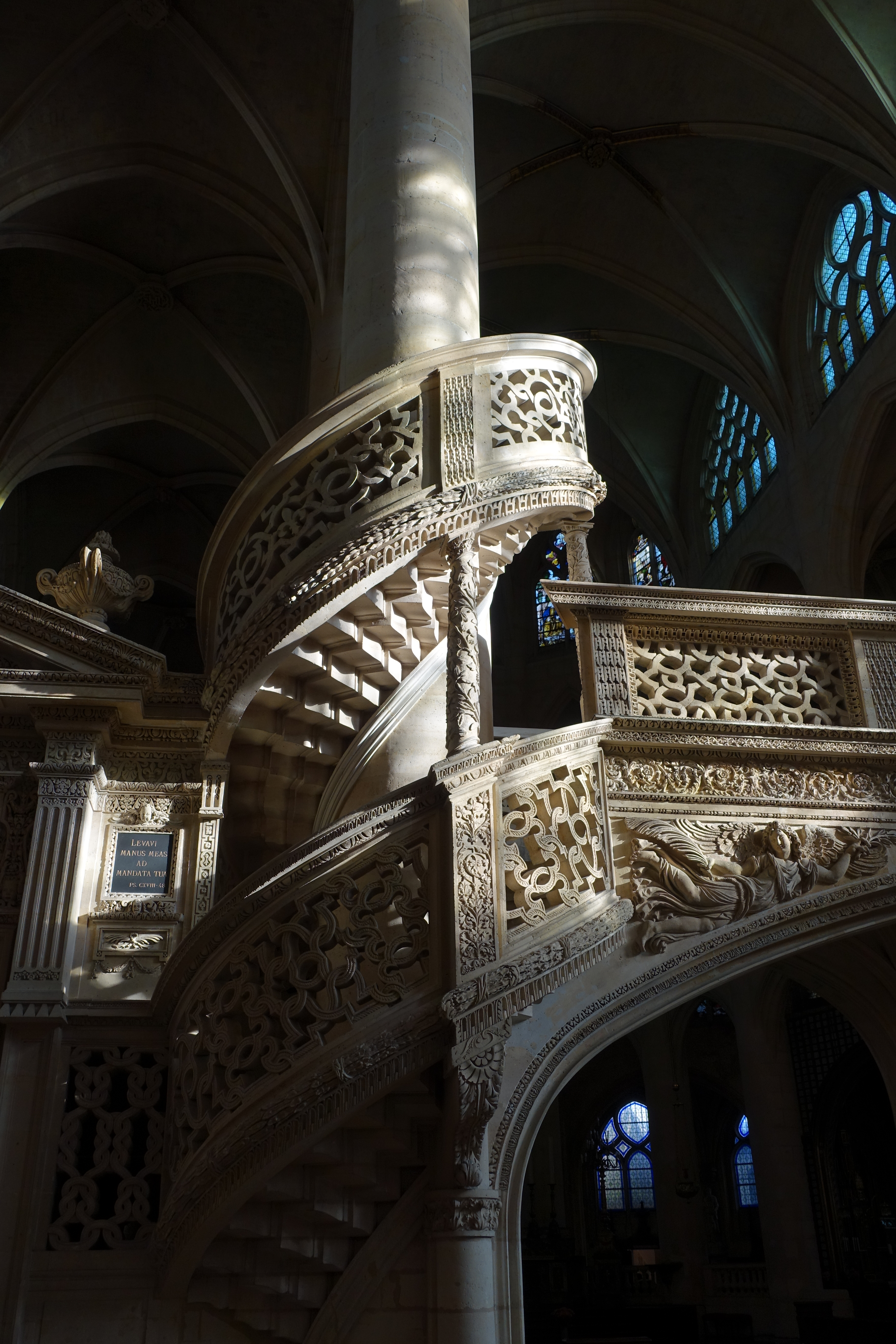
Escalier.
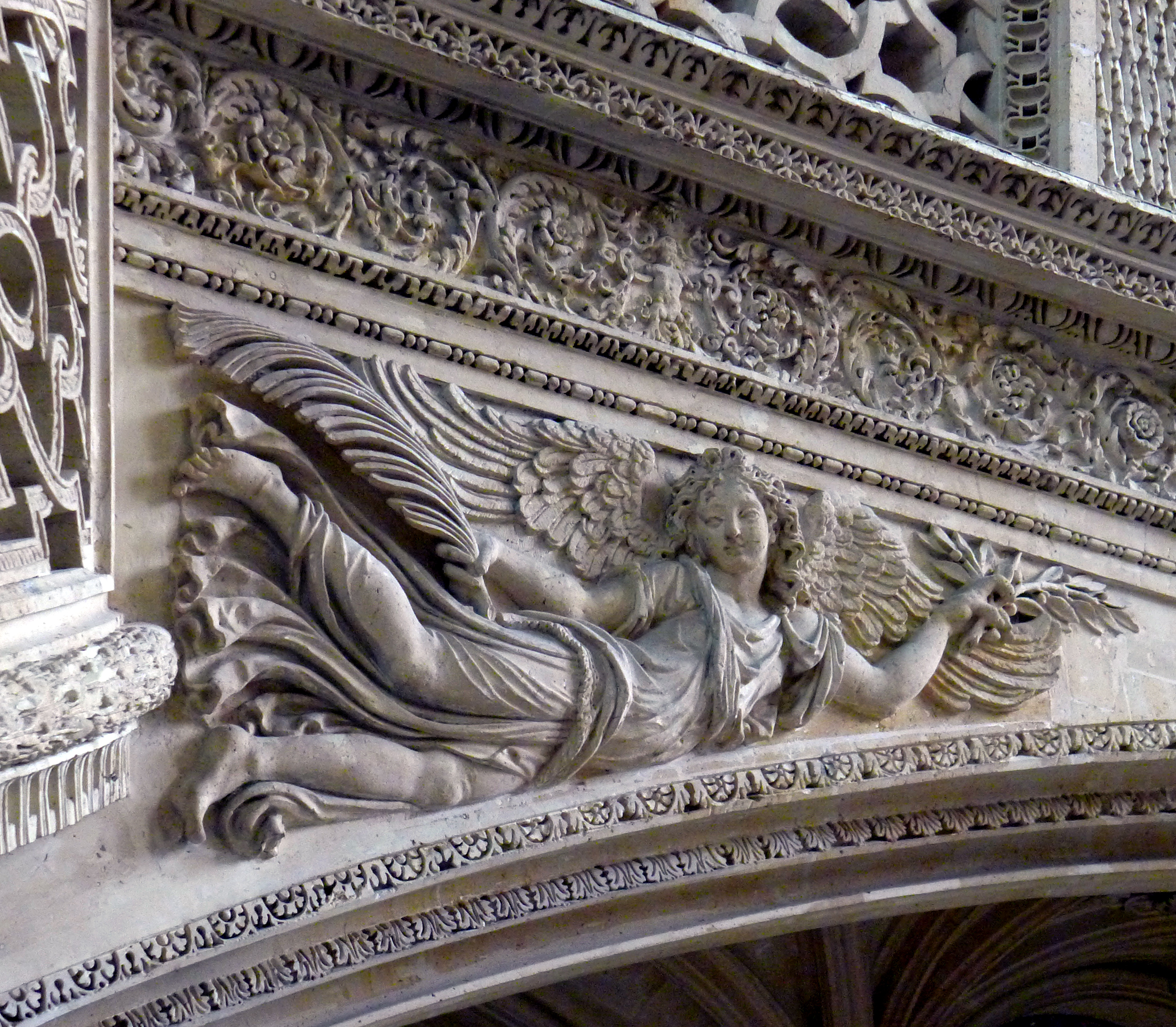
Bas-relief.
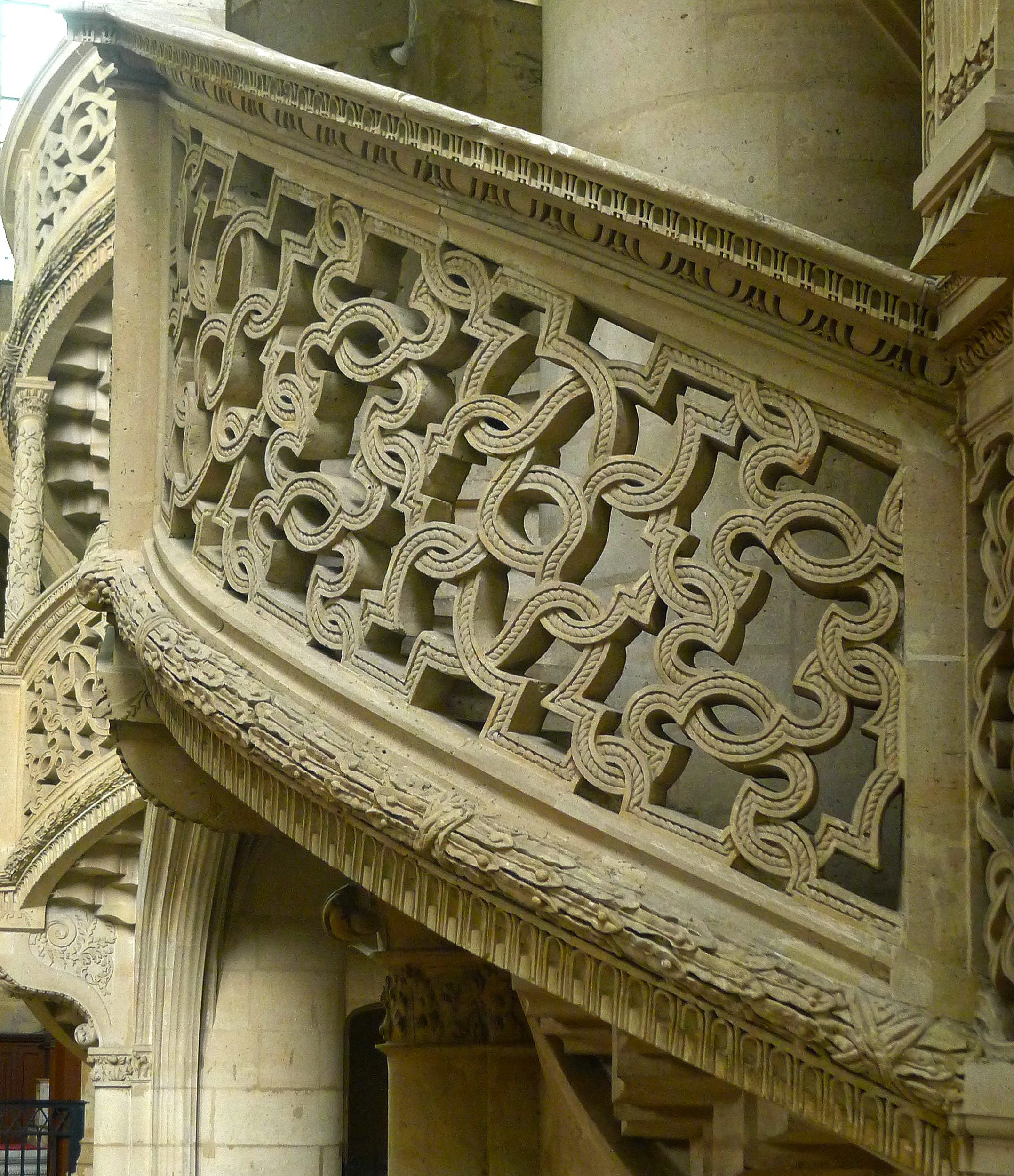
Escaliers.

#### Mobilier et œuvres d'art

##### Vitraux
L'église de Saint-Étienne conserve encore une suite de très beaux vitraux, mais ce ne sont guère que les débris de ceux dont elle était autrefois décorée. Avant la Révolution, toutes les fenêtres de l'église en sont garnies, ainsi que les charniers attenant à l'église et contournant le petit cimetière. 
Ces derniers, composés en grande partie par les célèbres Nicolas Pinaigrier, Jean Cousin le Jeune, Engrand Leprince, etc., doivent leur conservation, à une époque où trop souvent d'autres églises remplacent les leurs par des vitres blanches, aux soins des marguilliers de Saint-Étienne et surtout aux restaurations intelligentes qu’entreprend dès 1734 Pierre Le Vieil. Mais par la suite, un grand nombre de vitraux des charniers et de l'église, surtout dans la partie inférieure, ont été brisés, et peu demeurent intacts.

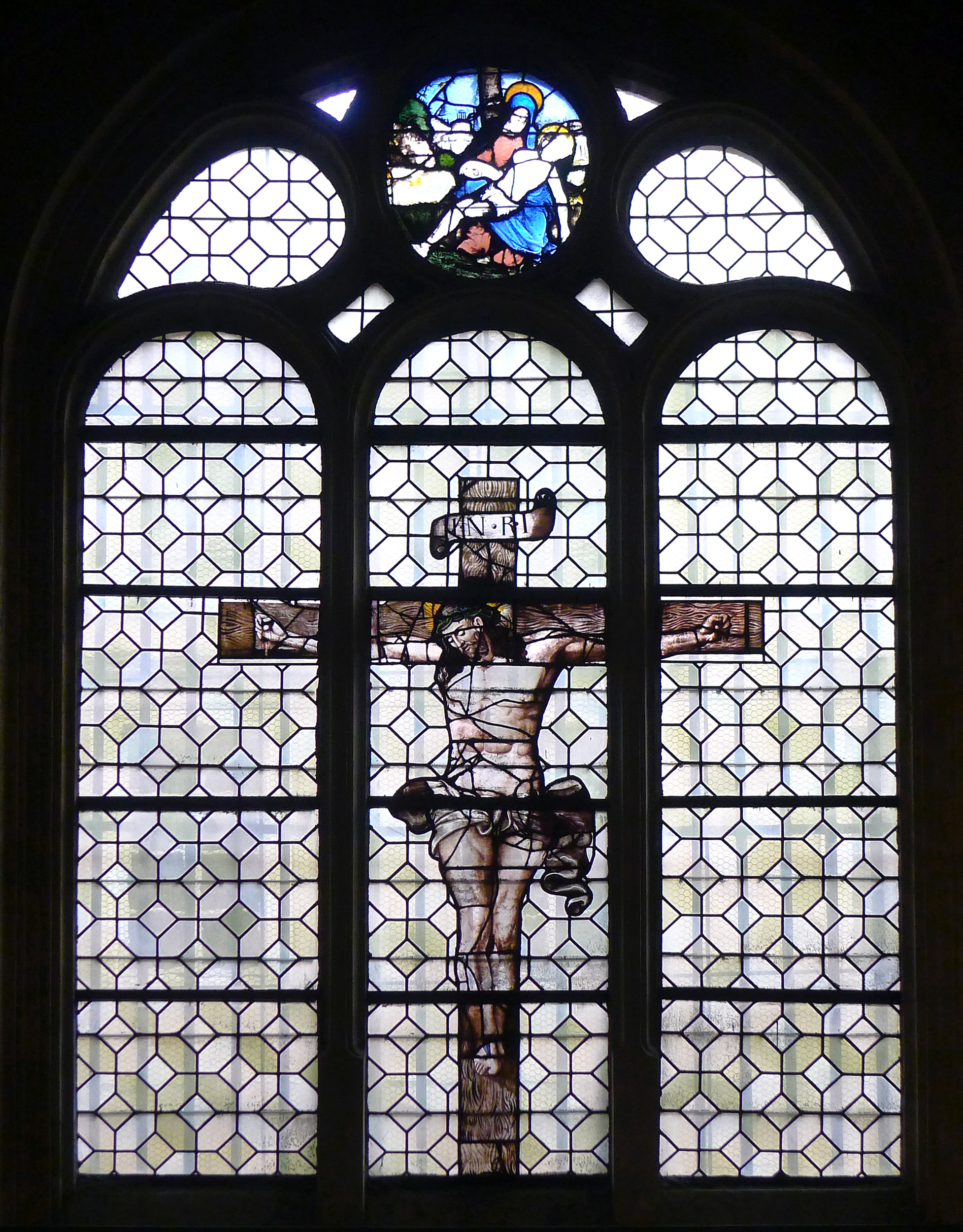
Christ en croix.
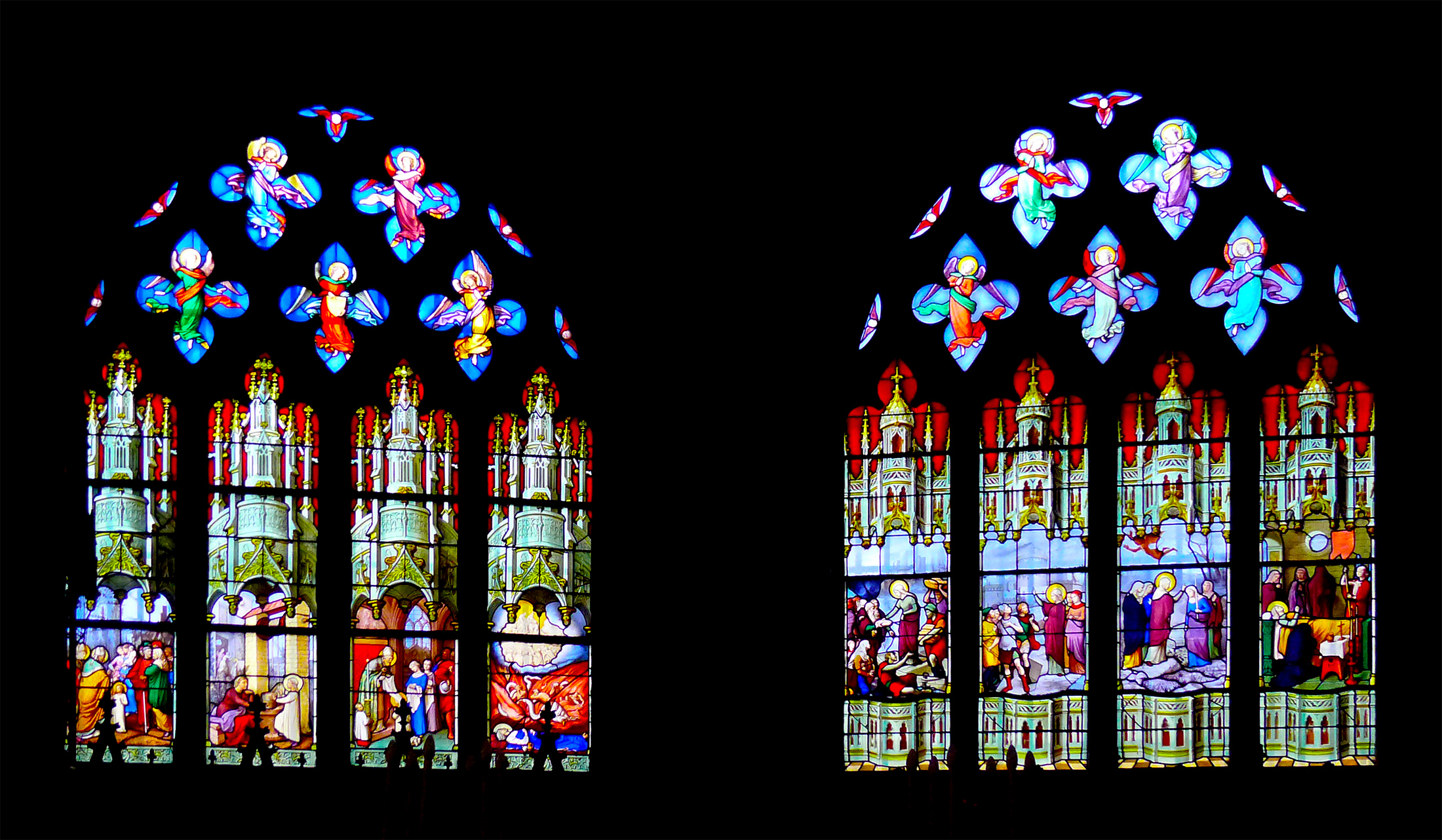
Vie de sainte Geneviève (Riquier et Steinheil, 1868-1877).
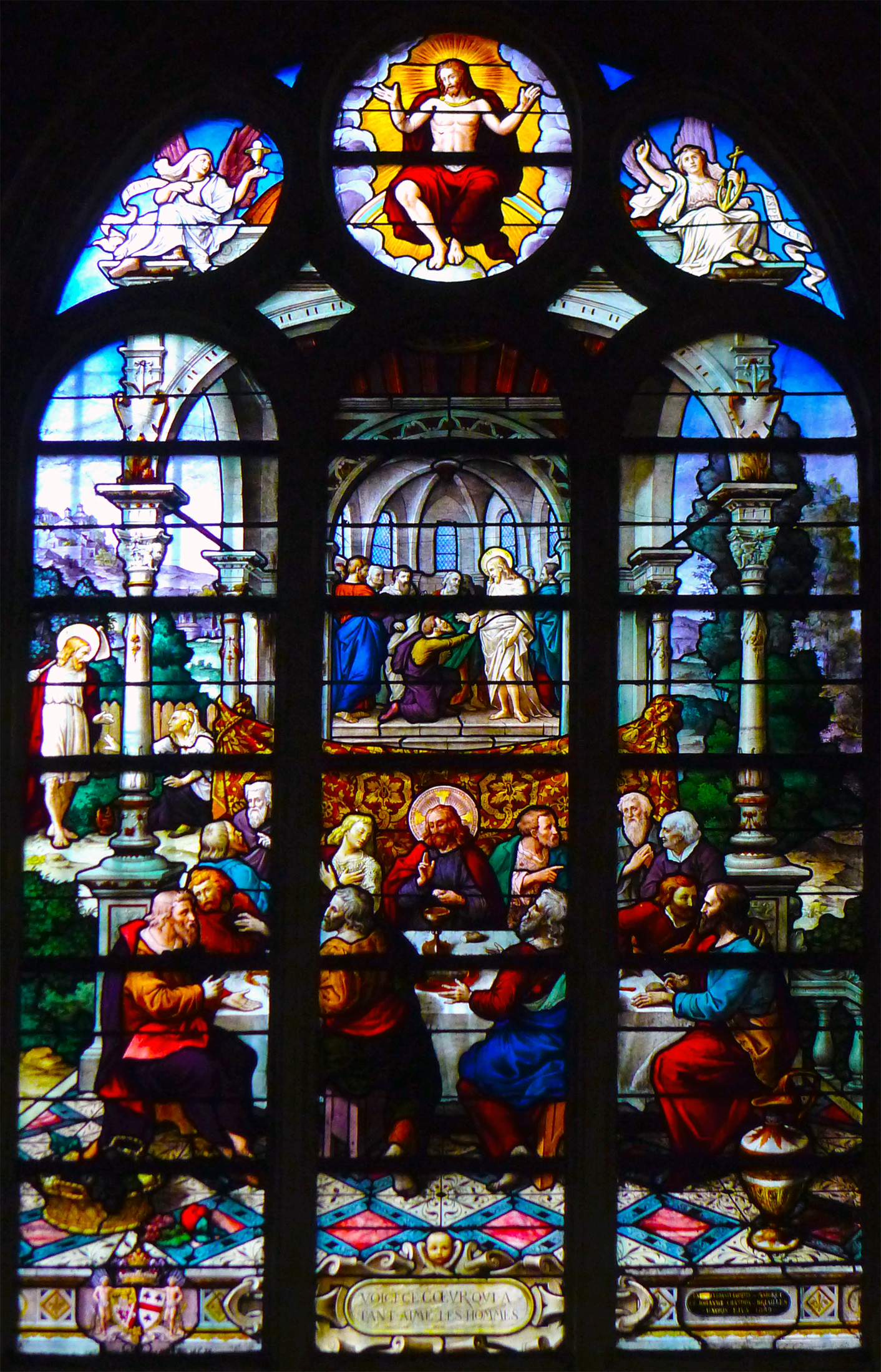
La Cène.
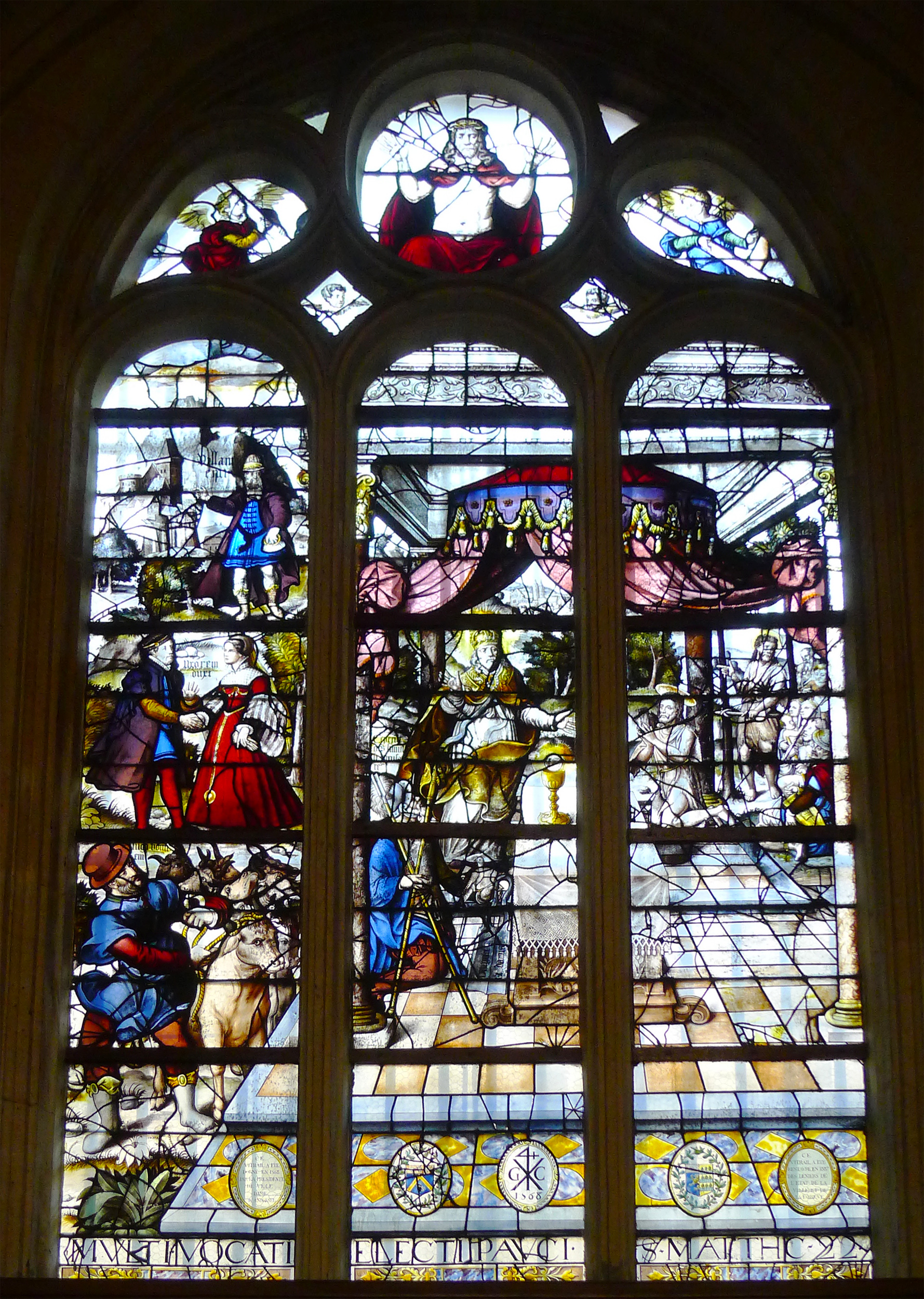
Parabole des conviés, XVIe.

Détails
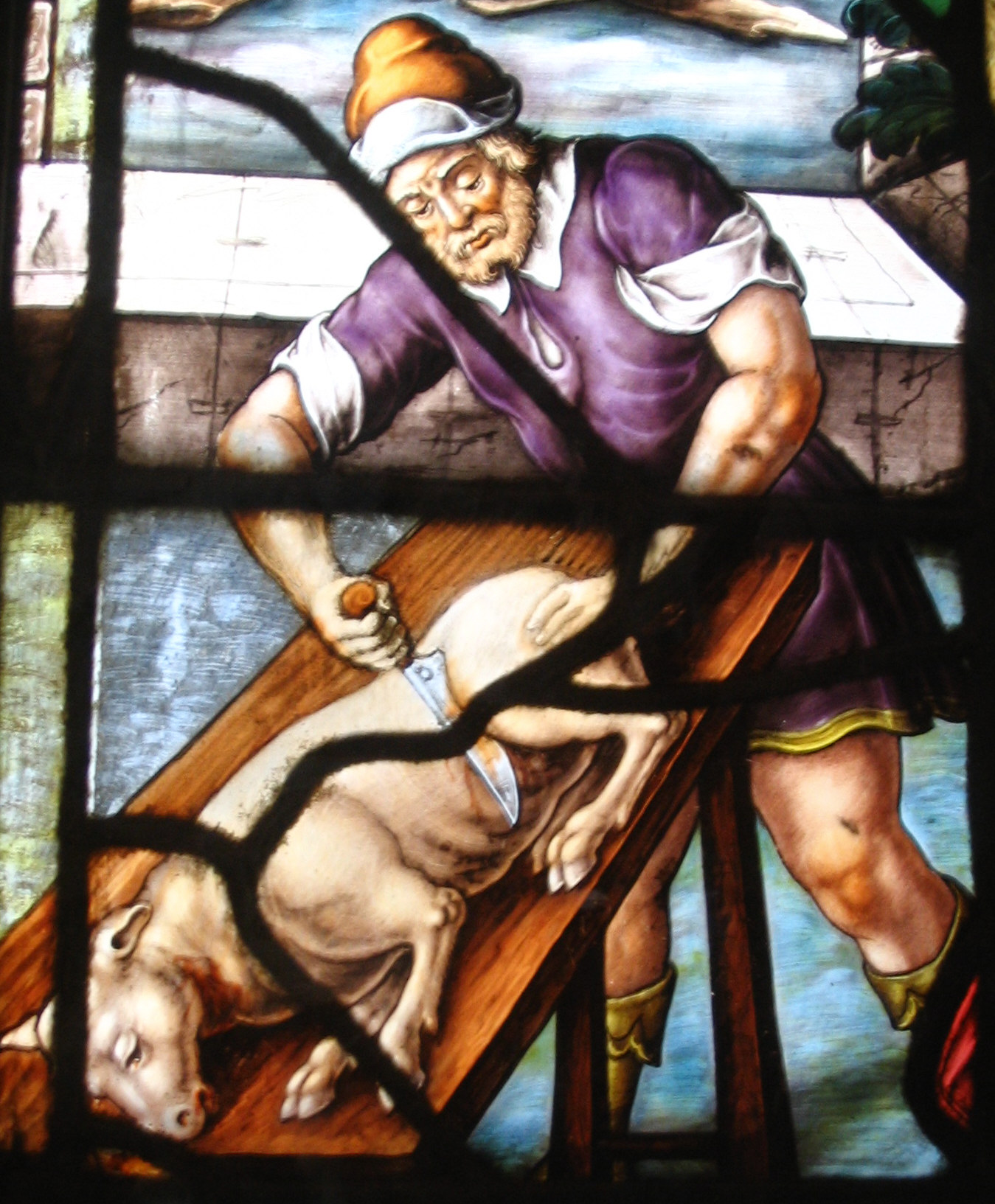
La Visite des trois anges à Abraham (détail : boucher).
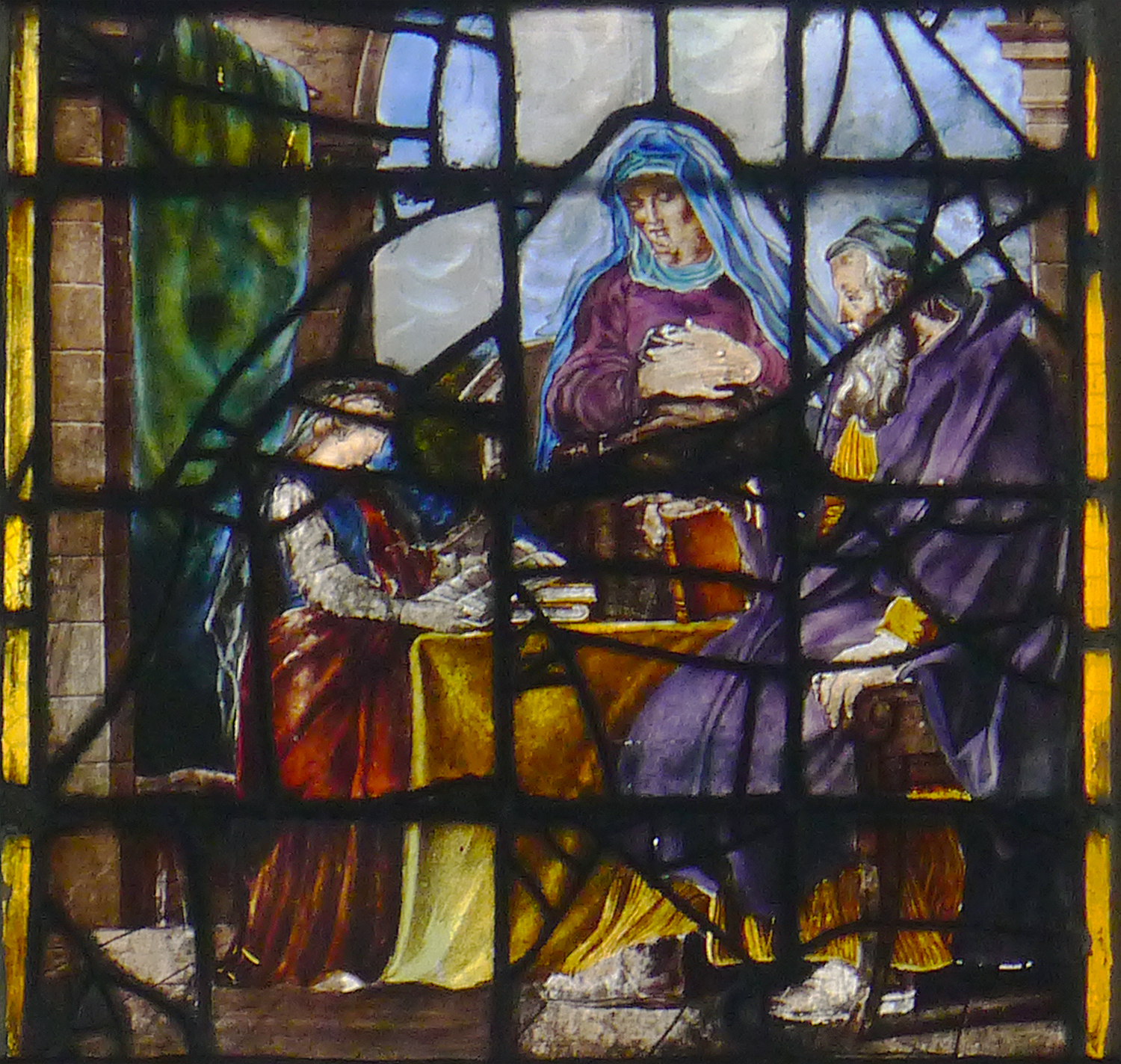
L'Instruction de Marie (Guillaume le Vieil).
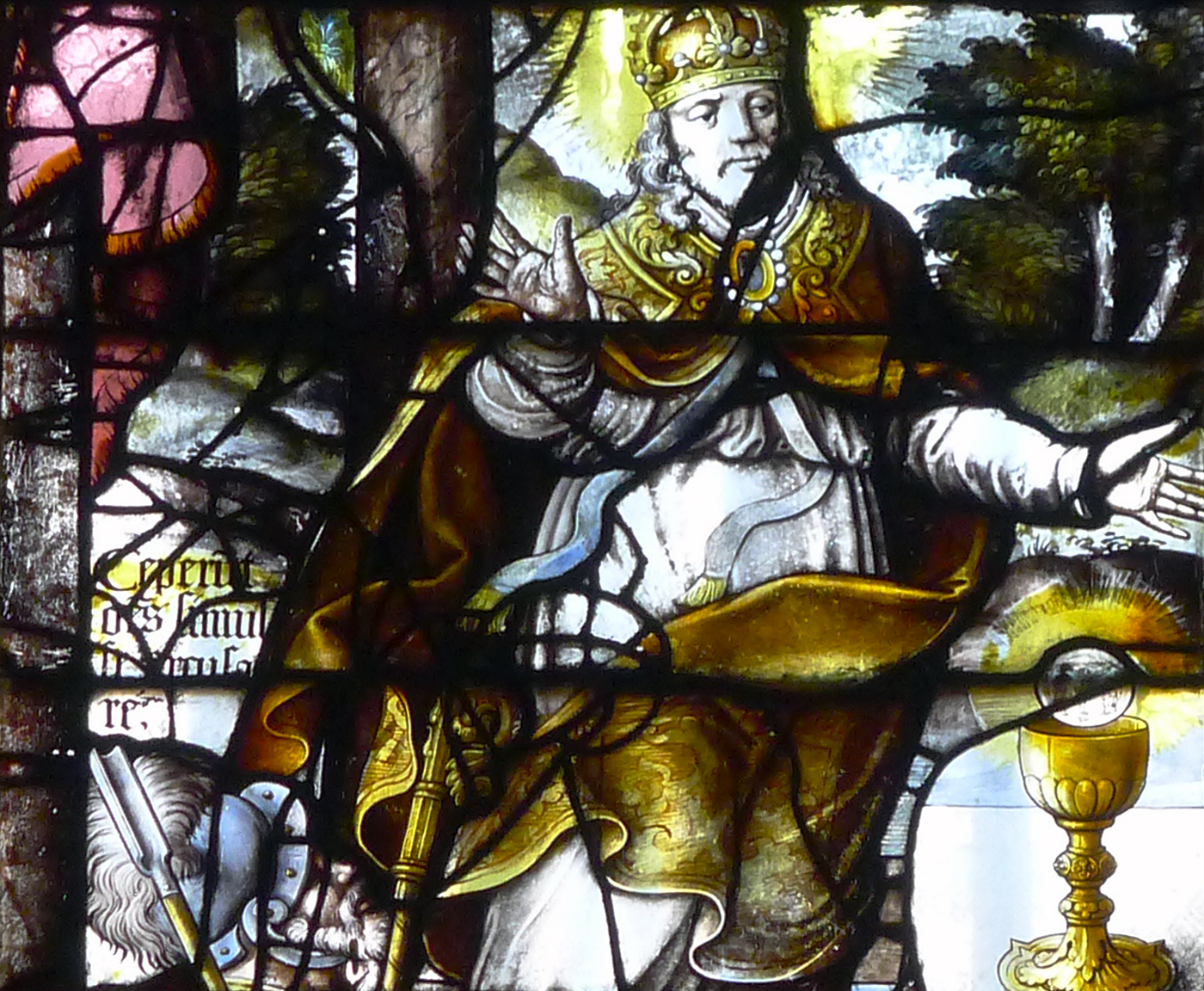
La Parabole des conviés (détail)).

Toutefois l'église conserve, dans la chapelle de la Communion (ou des Catéchismes), une très belle collection de vitraux peints à l'émail de la fin du XVIe siècle ou du début du XVIIe. Mutilés et dispersés à la Révolution, ils furent à nouveau réunis en 1834 ;  il n'en reste plus que 12 sur les 22 initiaux.

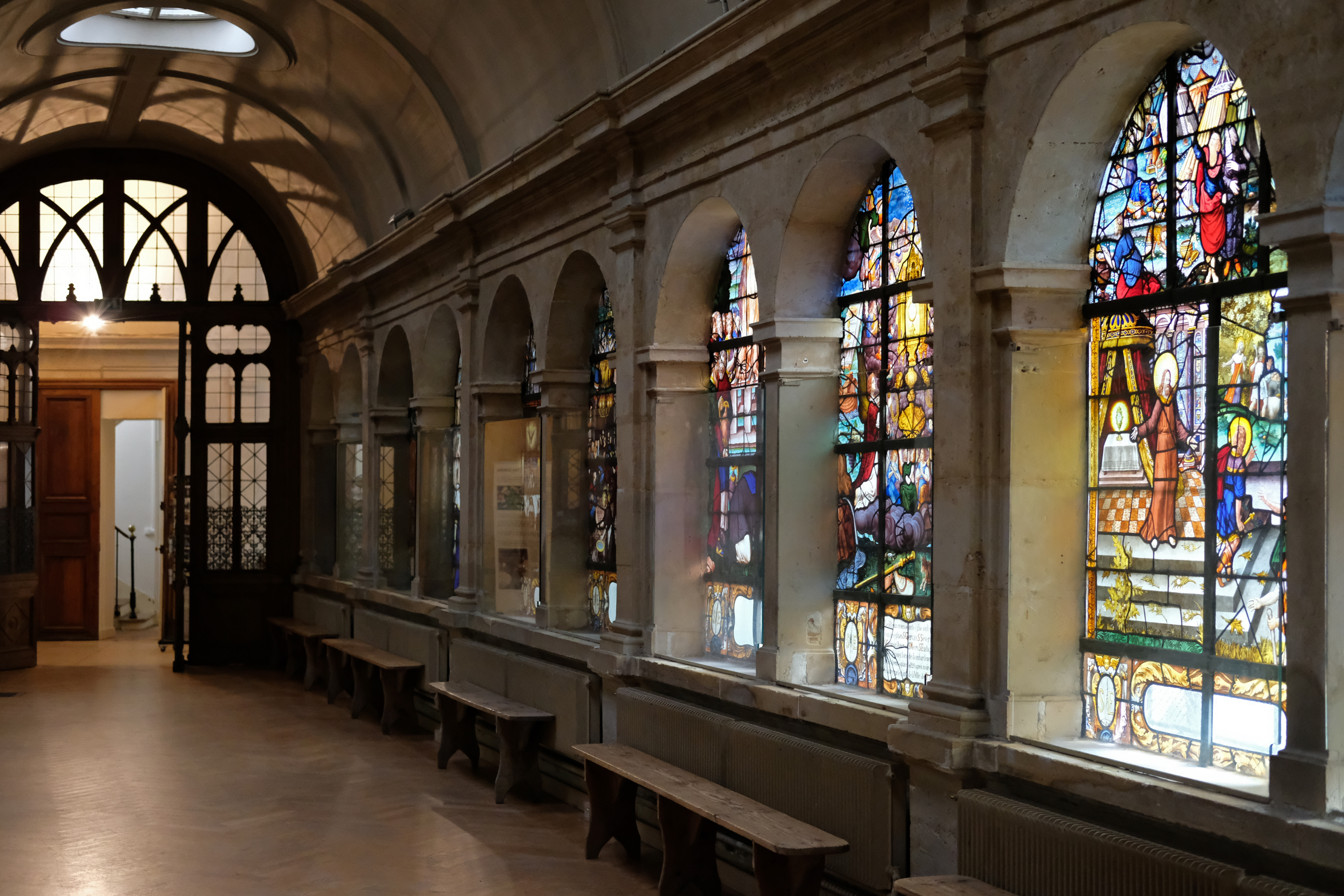
Chapelle de la Communion et la galerie des vitraux.

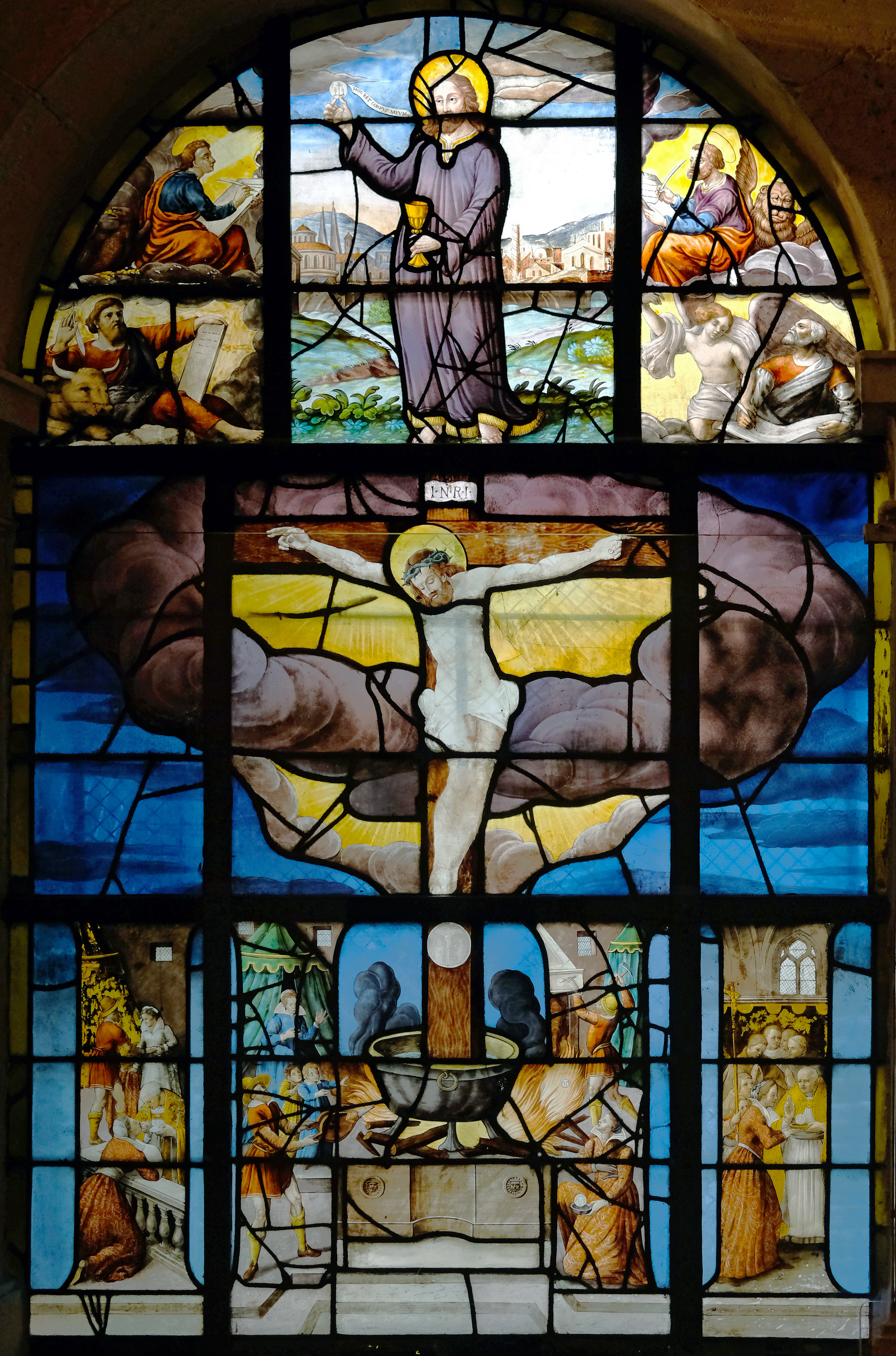
No 1 : Le miracle des Billettes.
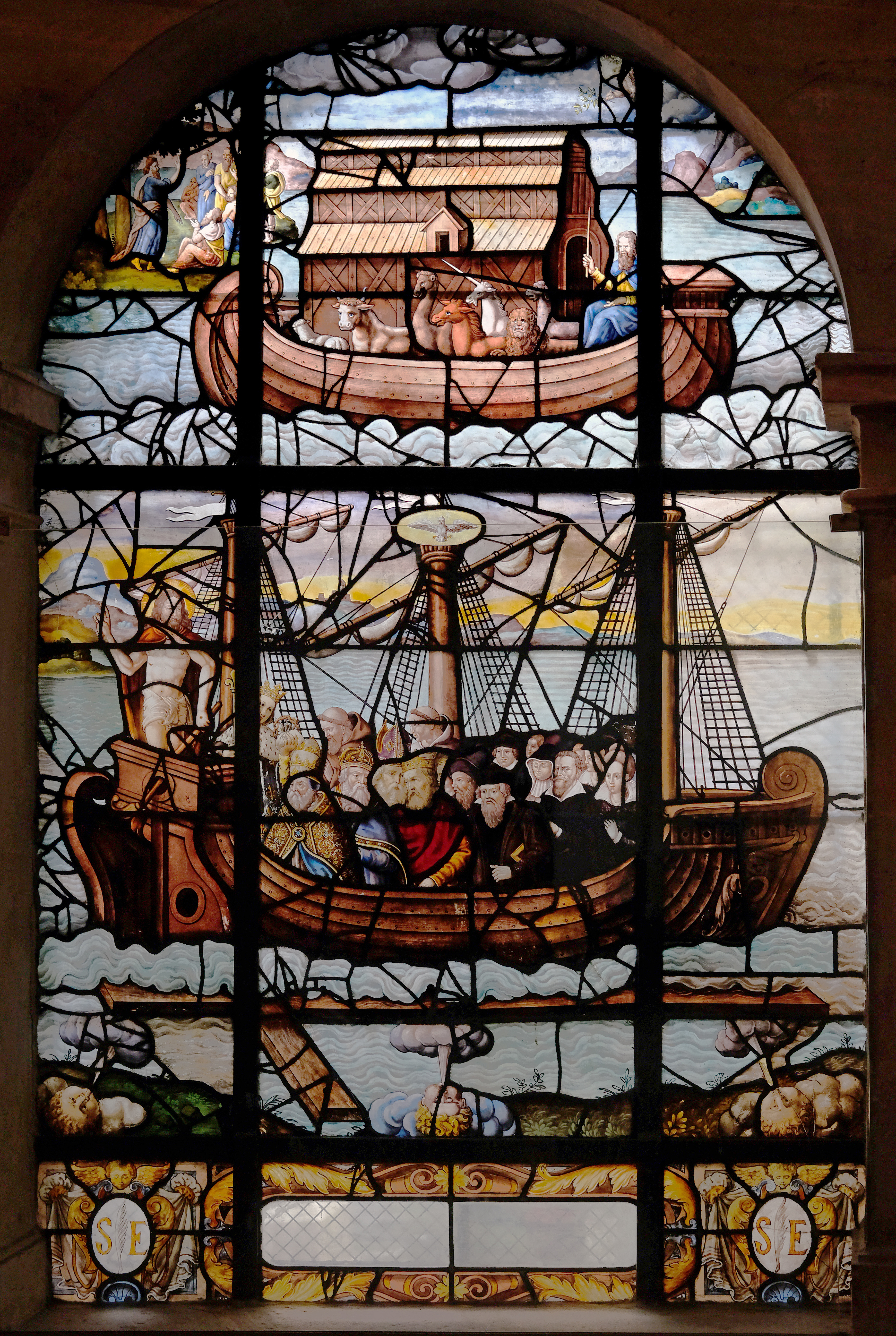
No 2 : L'arche de Noé.
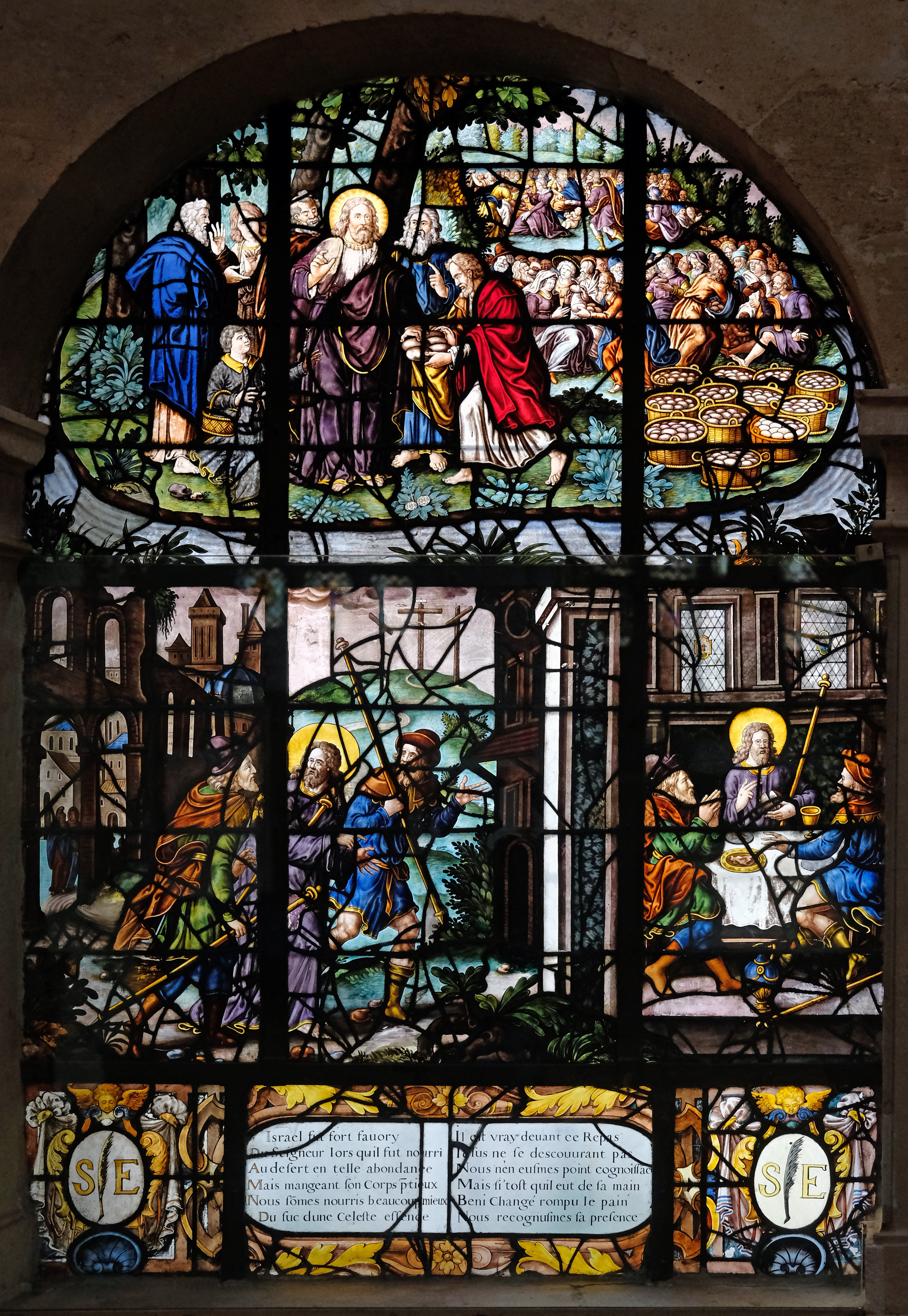
No 3 : La multiplication des pains.
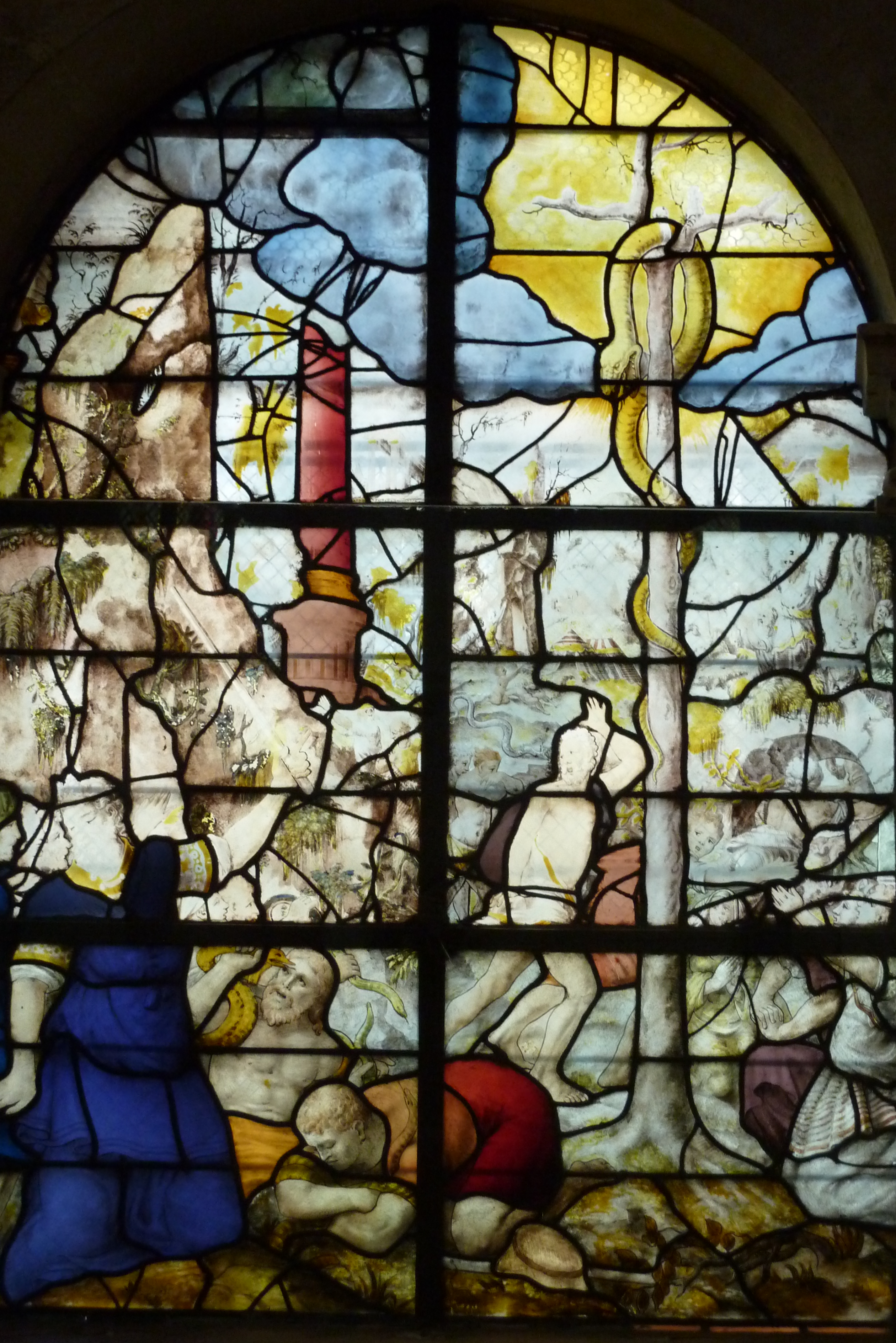
No 4 : Le Serpent d'airain.

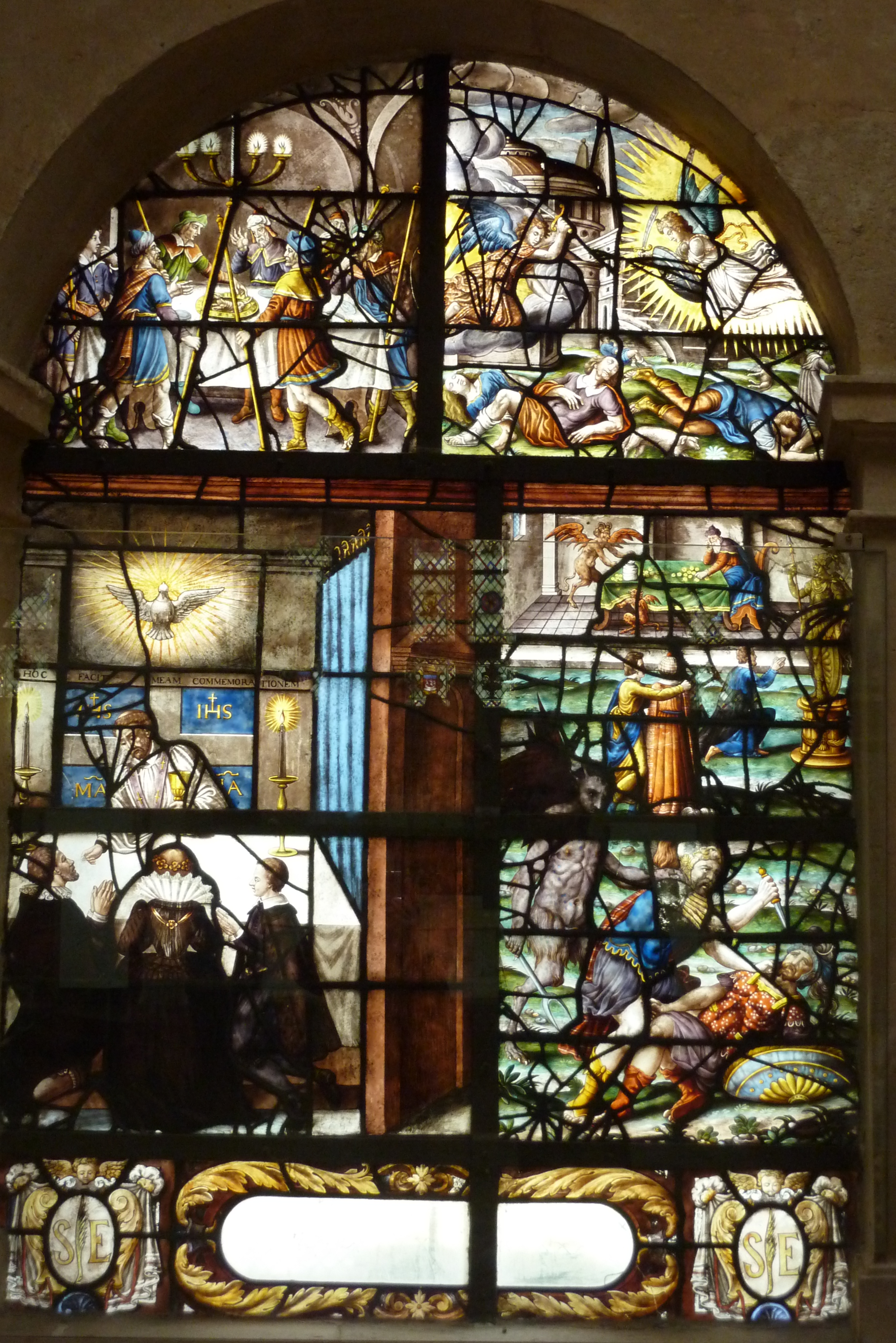
No 5 : La Pâques juive.
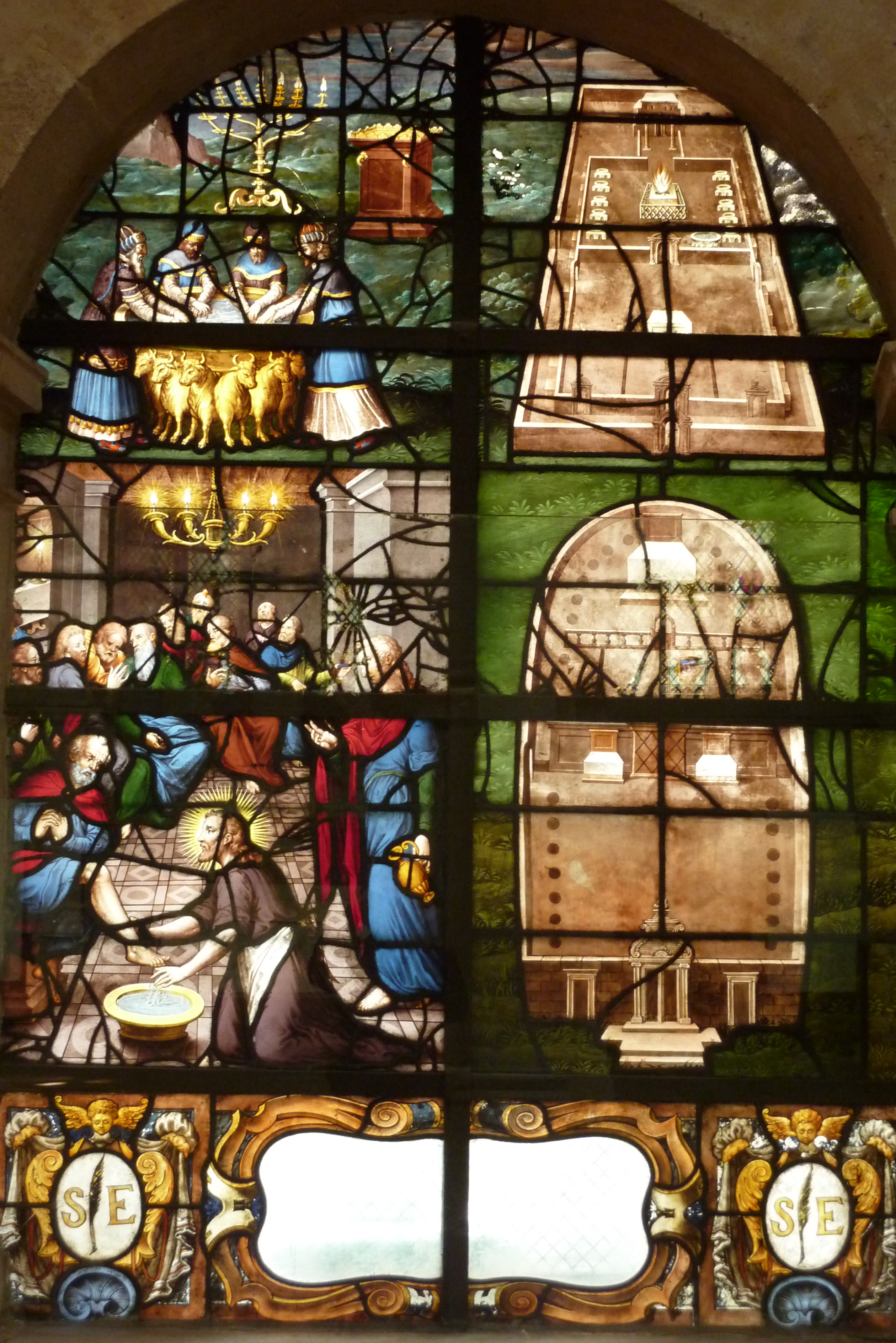
No 6 : Les lavements et la synagogue.
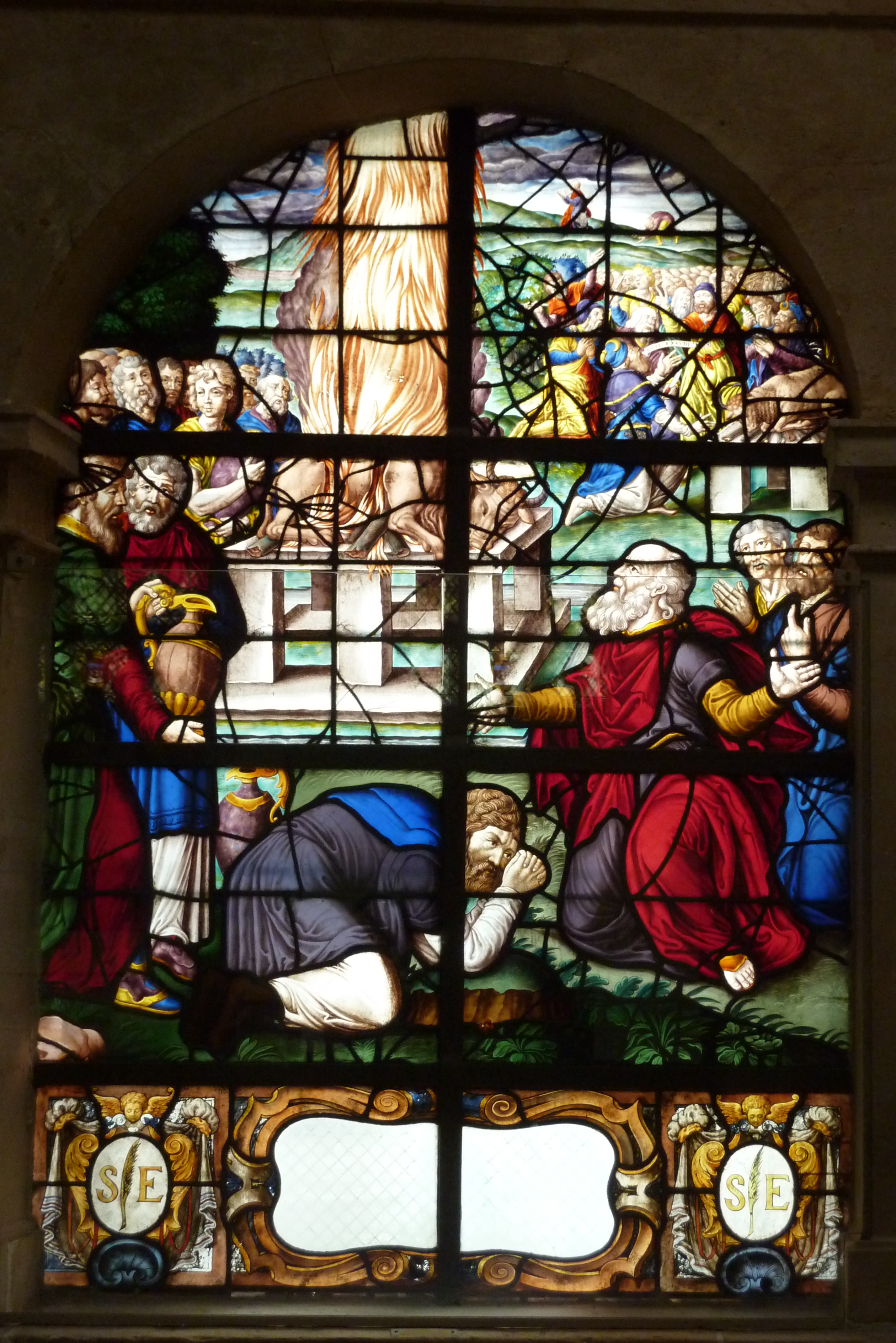
No 7 : Elie défie les prophètes de Baal.
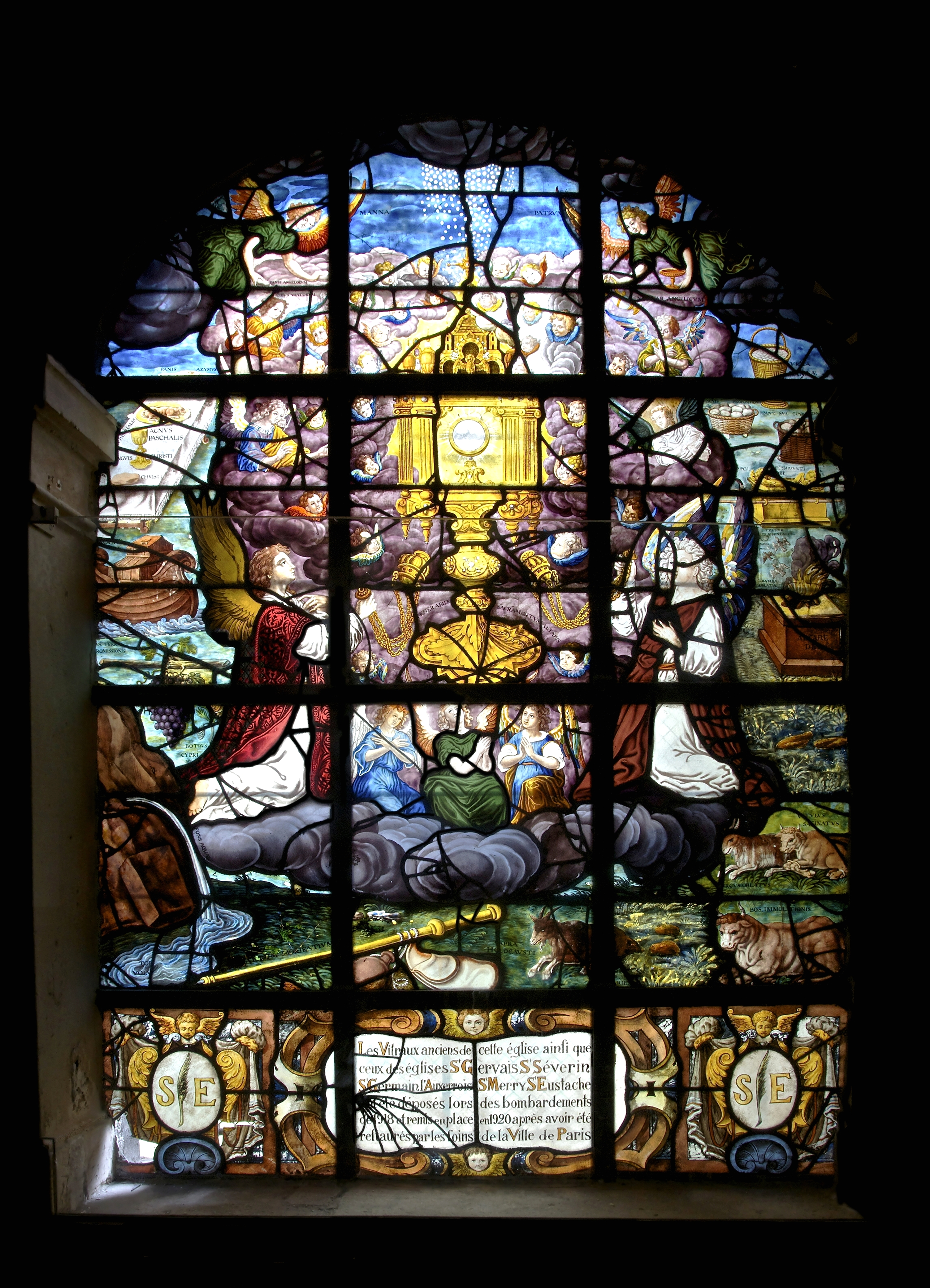
No 8 : Adoration du saint sacrement.

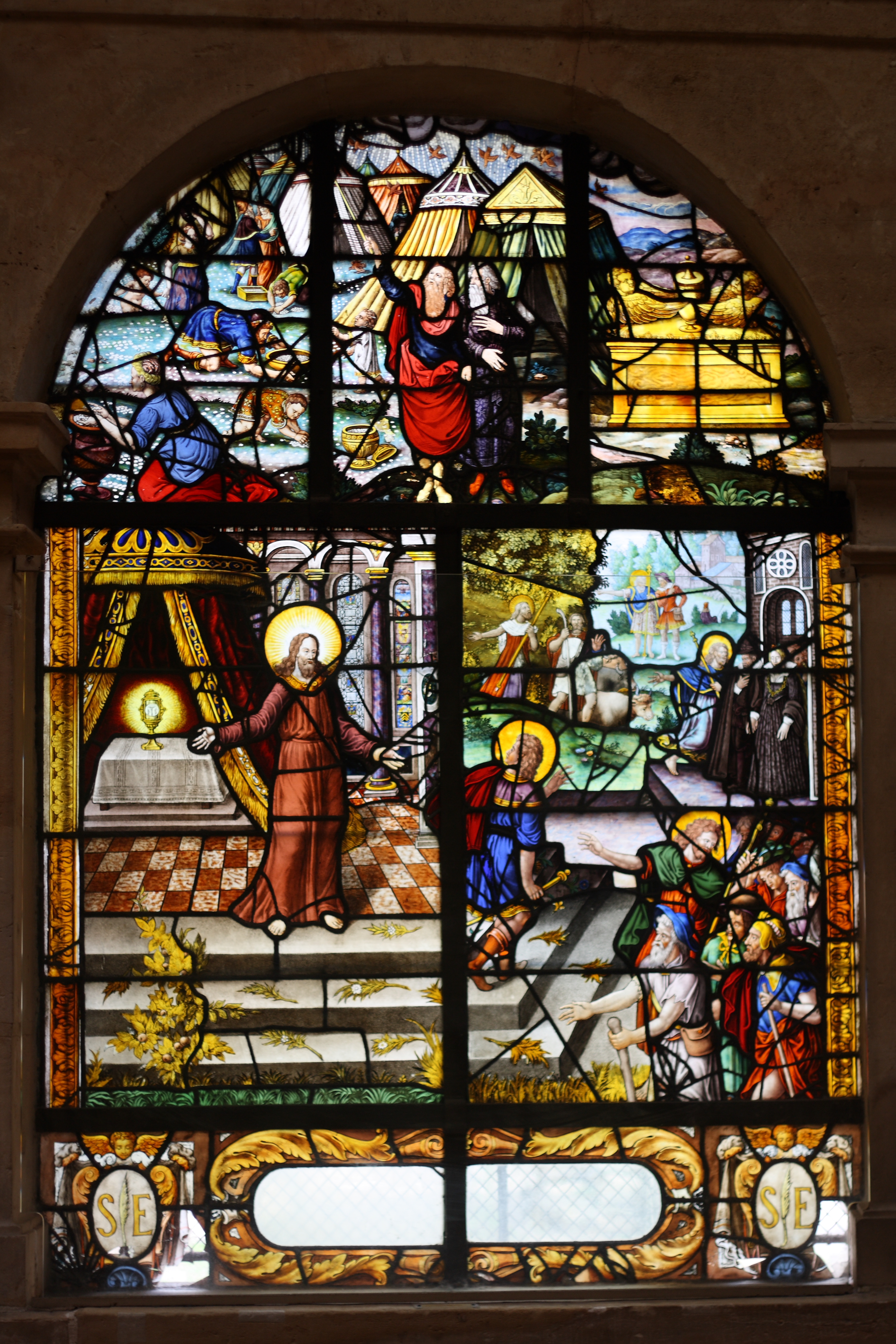
No 9 : Eucharistie.
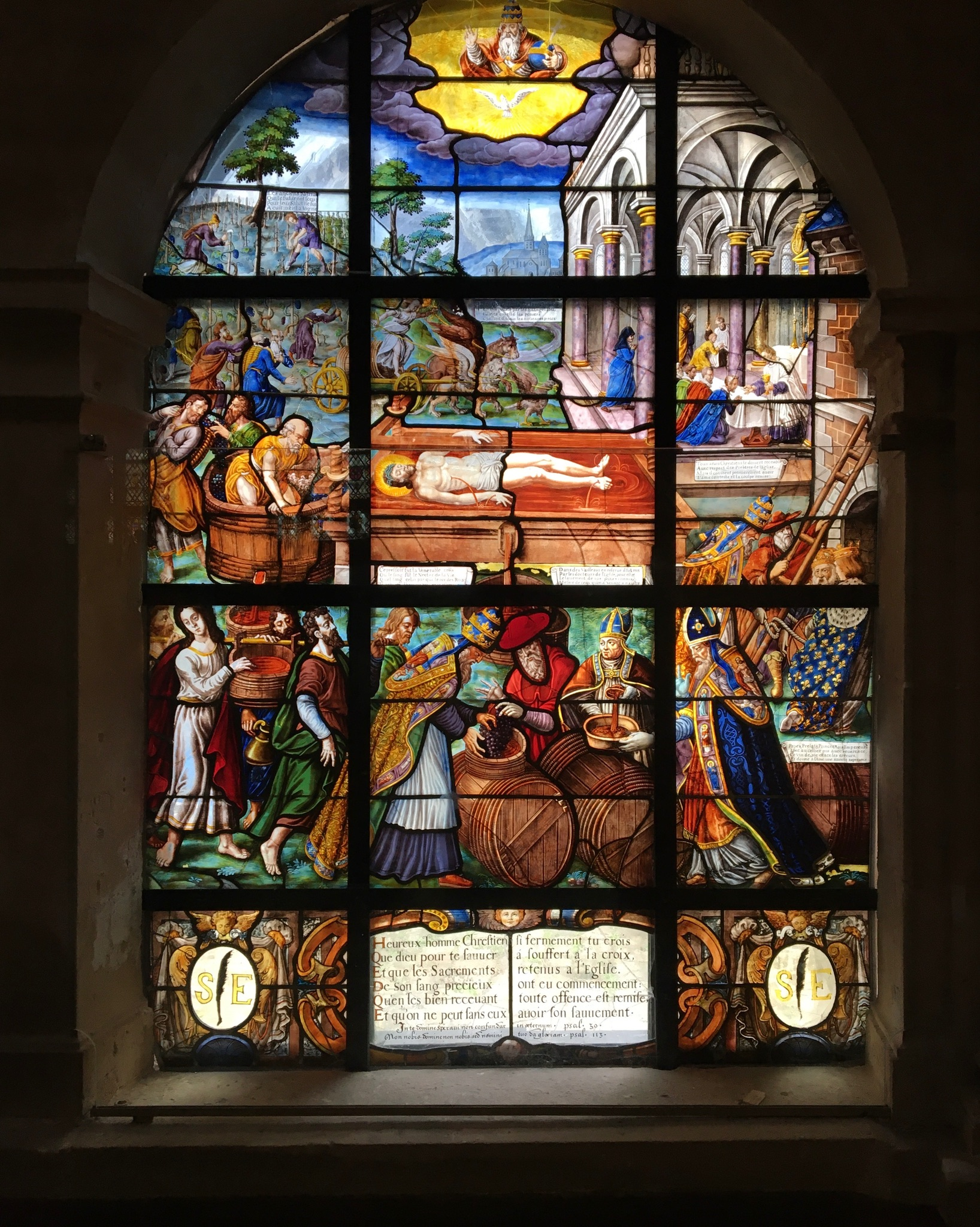
No 10 : Le Pressoir mystique.
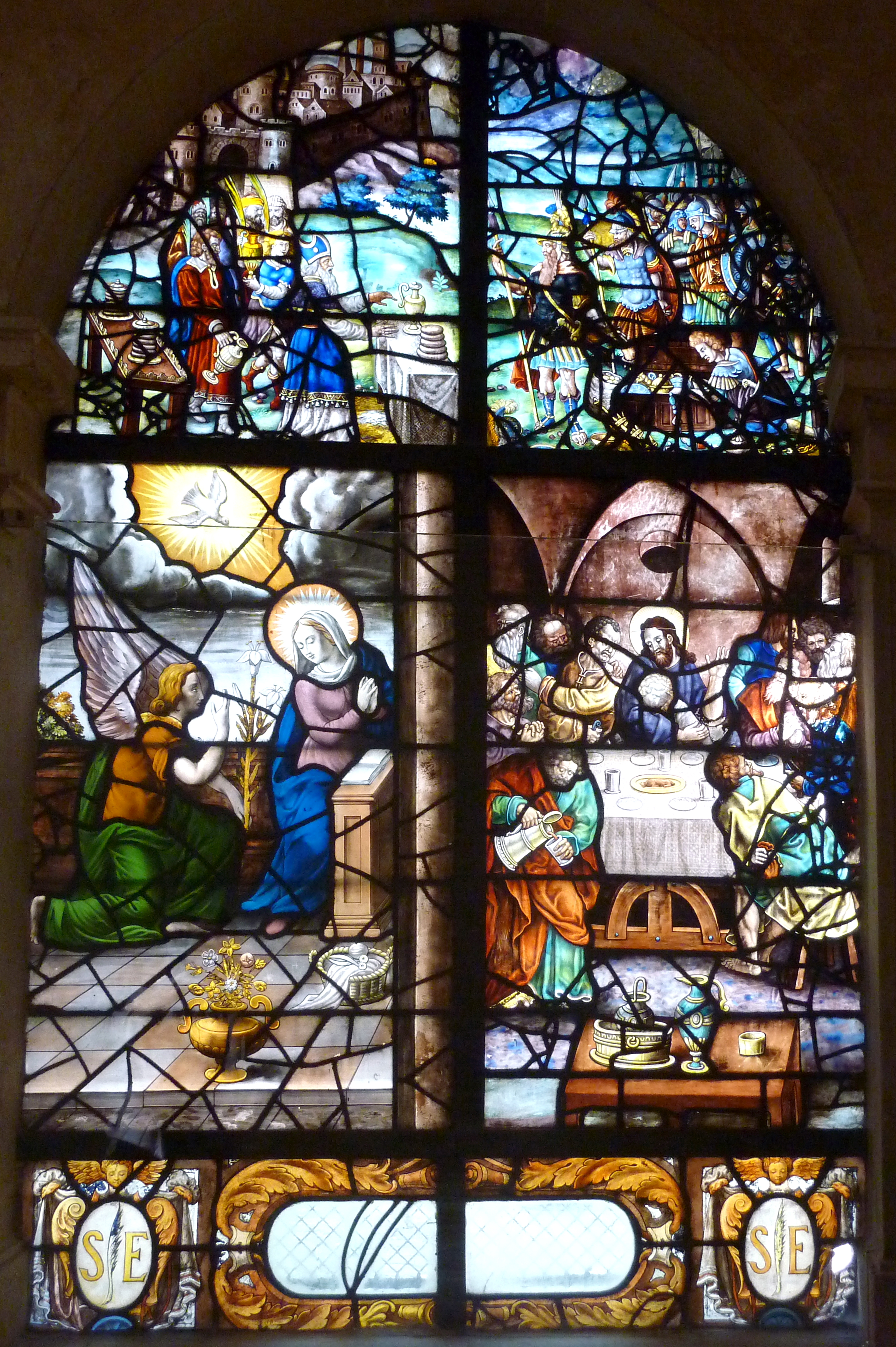
No 11 : Annonciation et la Cène.
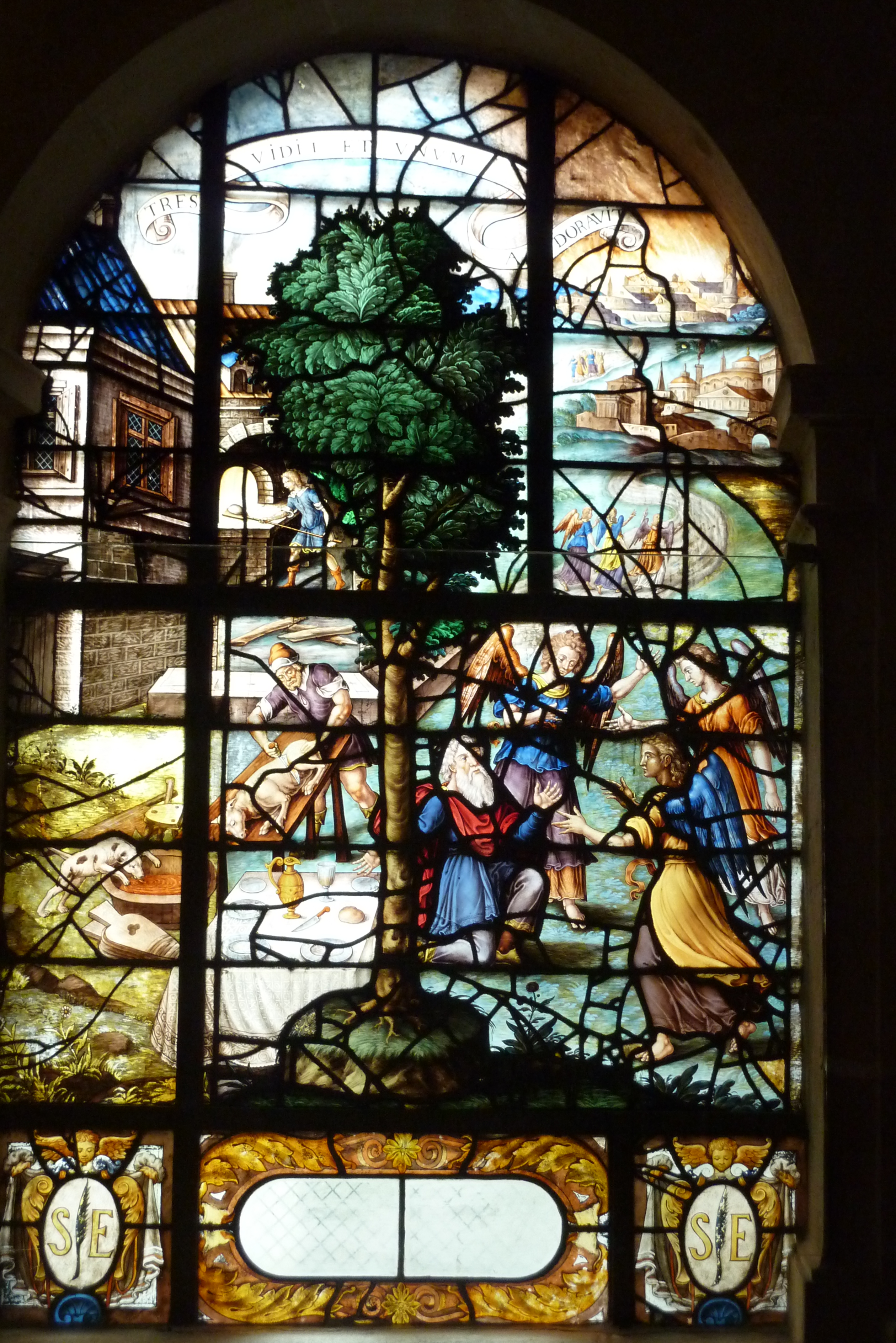
No 12 : La Visite des trois anges à Abraham..

##### Œuvres d'art
- La Mise au tombeau, groupe sculpté en terre cuite composé de huit personnages qui date de la fin du XVIe siècle. L'auteur de cette œuvre n'est pas identifié, mais ce groupe, initialement placé dans l'ancienne église de Saint-Benoit-le-Bétourné, proviendrait de l'École française. Il est classé monument historique, au titre Objet, depuis 1905[12].

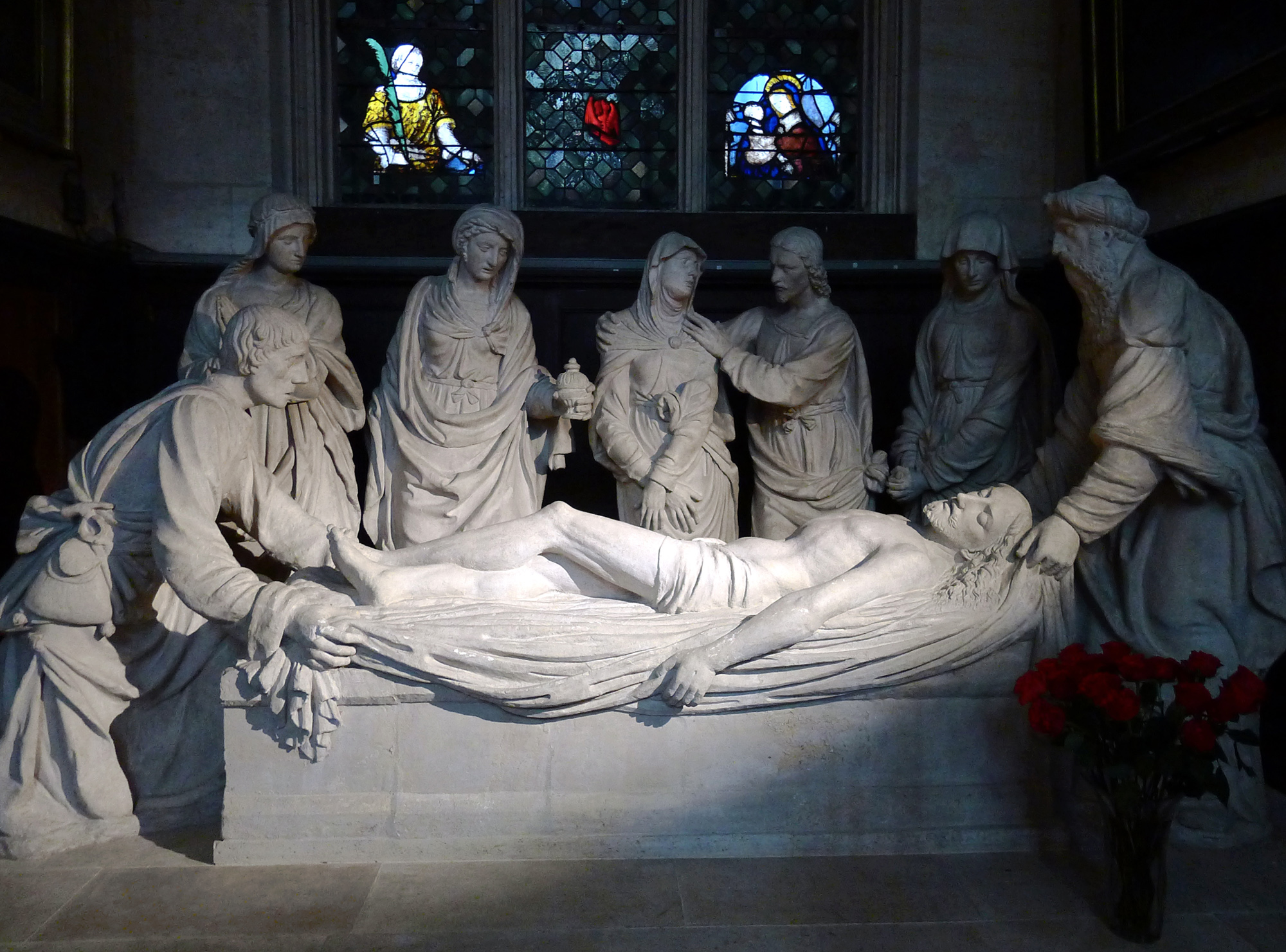
Mise au tombeau du XVIe siècle.
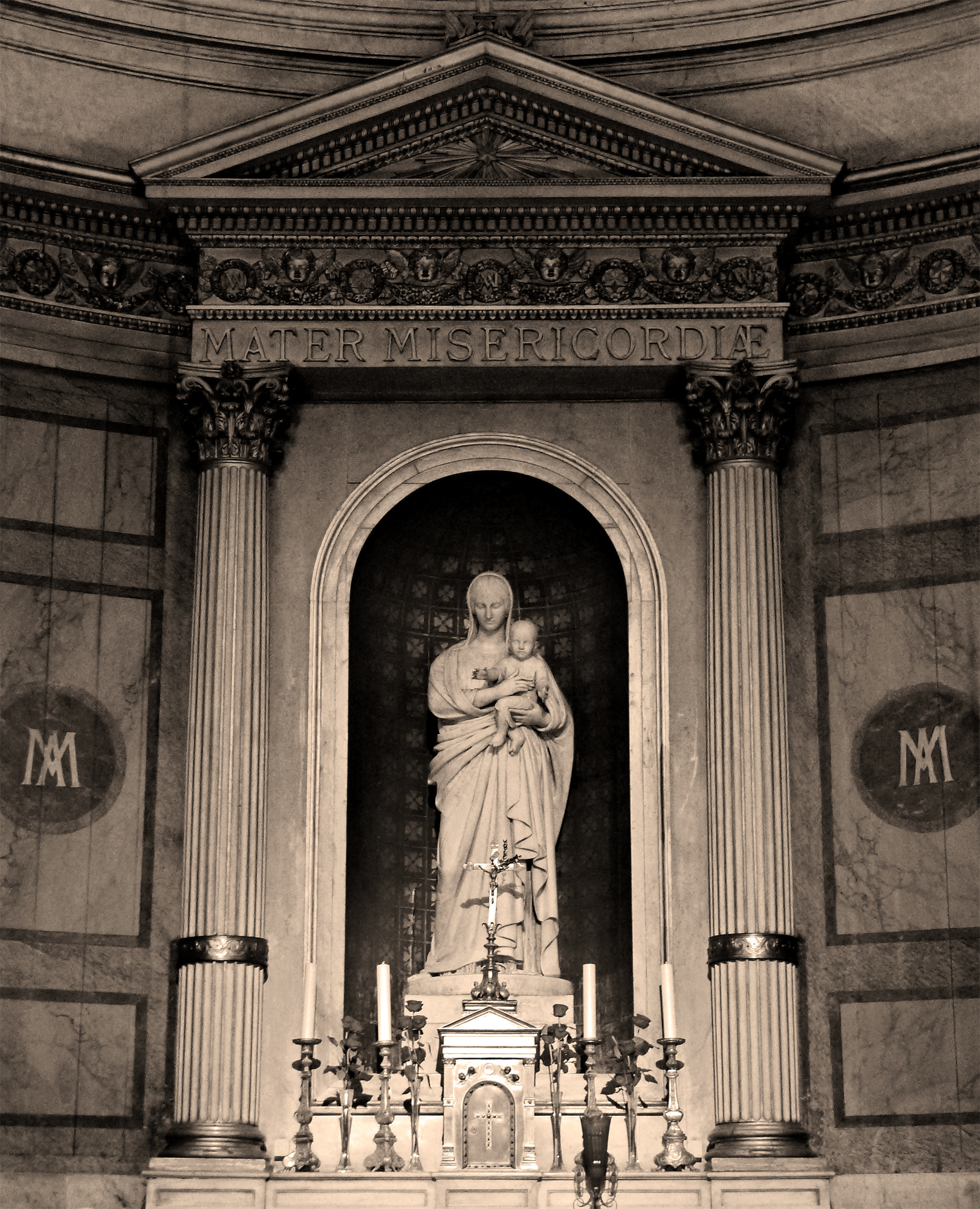
Autel de la Vierge.
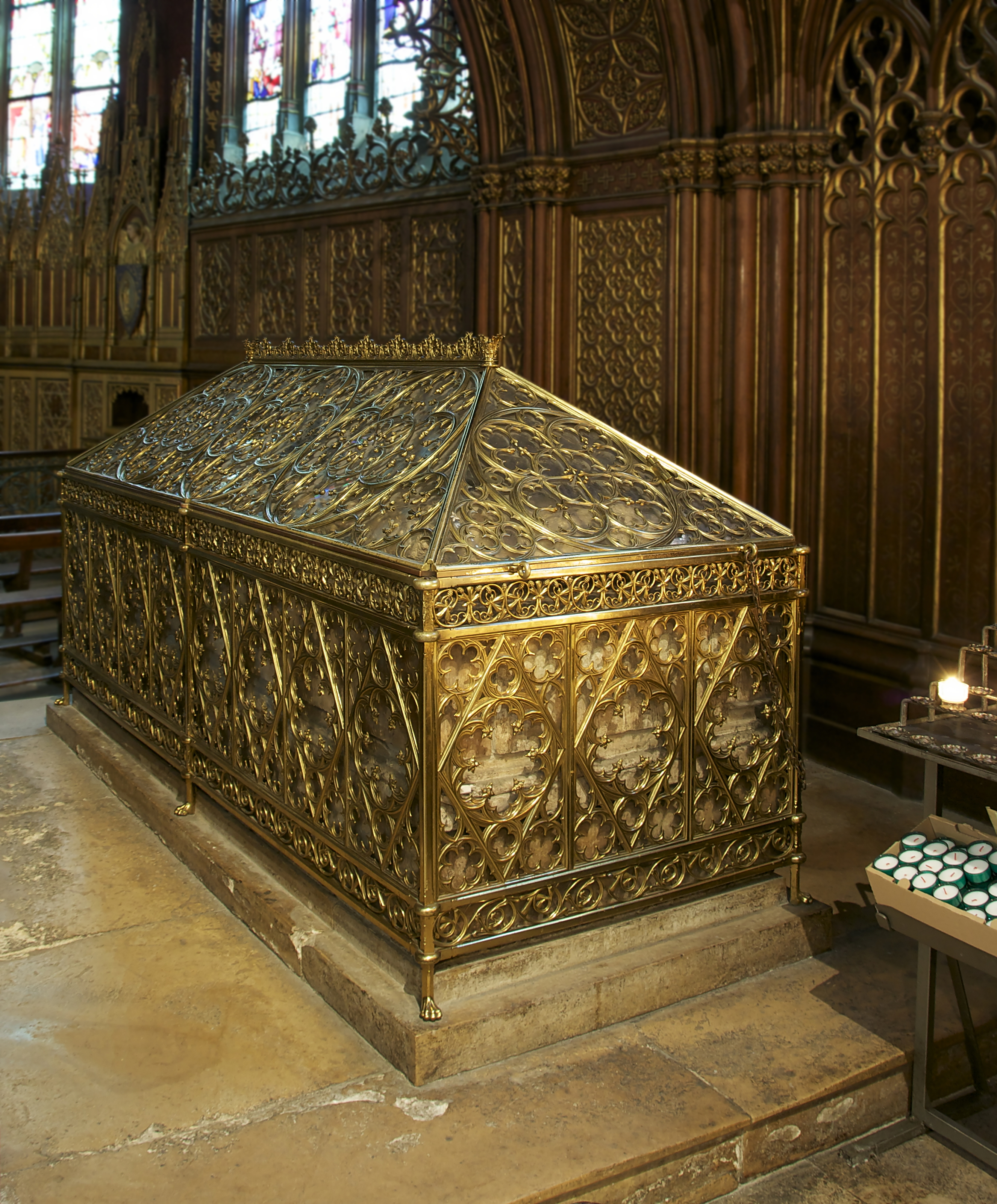
Châsse de sainte Geneviève.

- La chaire en bois sculpté, réalisée vers 1640 par Claude Lestocart sur les dessins de Laurent de La Hyre, est classée monument historique[13]. Son pourtour est orné de sept statues allégoriques représentant les vertus cardinales (prudence, justice, tempérance, force) et théologales (espérance, foi, charité), séparées par des bas-reliefs sculptés sur les panneaux racontant l'histoire de saint Étienne[14]. Le dais est surmonté d'un ange, environné de différents génies. La chaire est supportée par un personnage debout sur un lion étendu, tenant dans sa main droite une mâchoire d'âne : il s'agit donc de Samson, personnage biblique doué d'une force légendaire, qui a terrassé un lion (Livre des Juges 14, 6) et tué un millier de Philistins avec une mâchoire d'âne (Livre des Juges 15, 14-17).

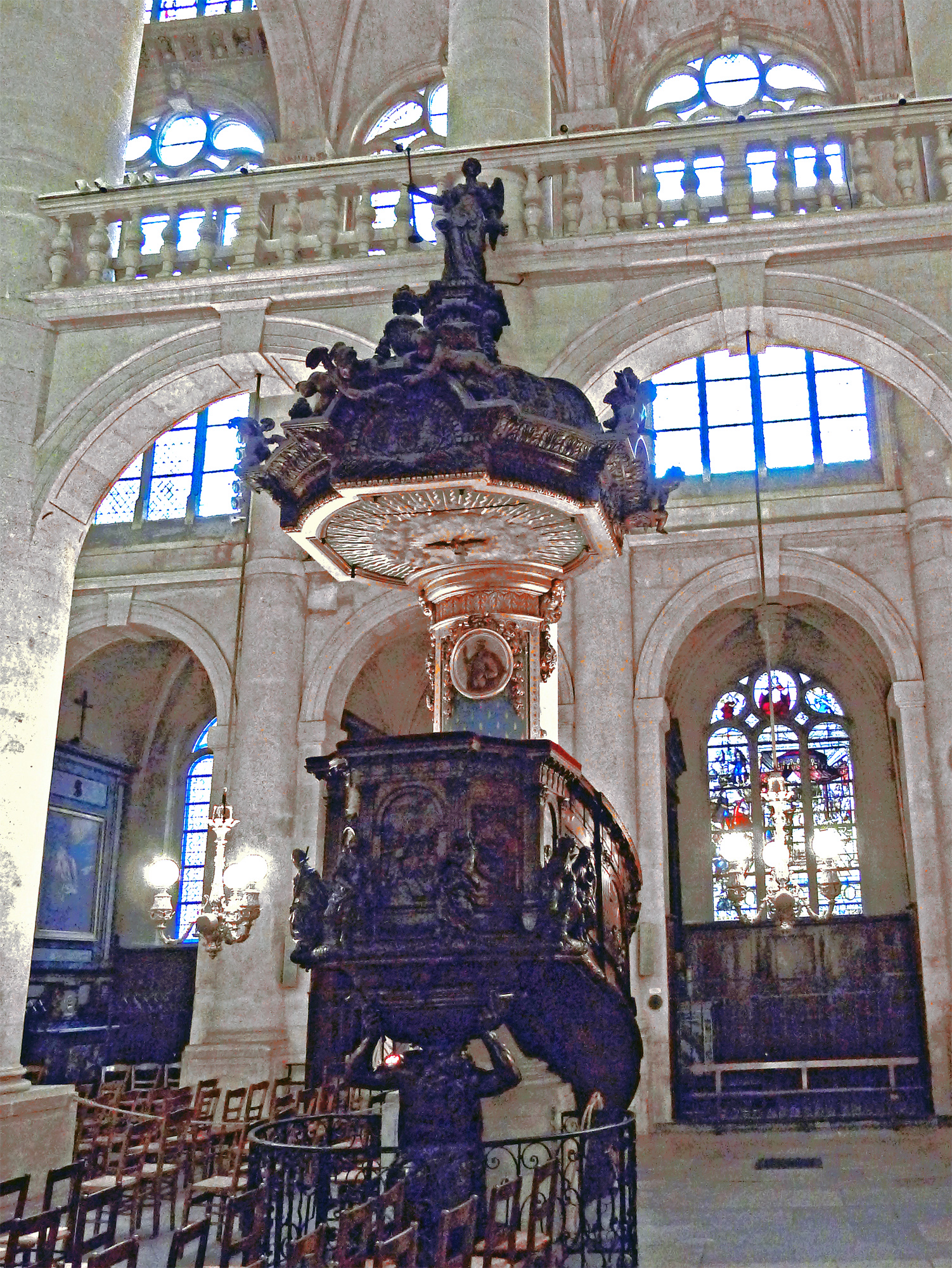
Chaire de 1651.
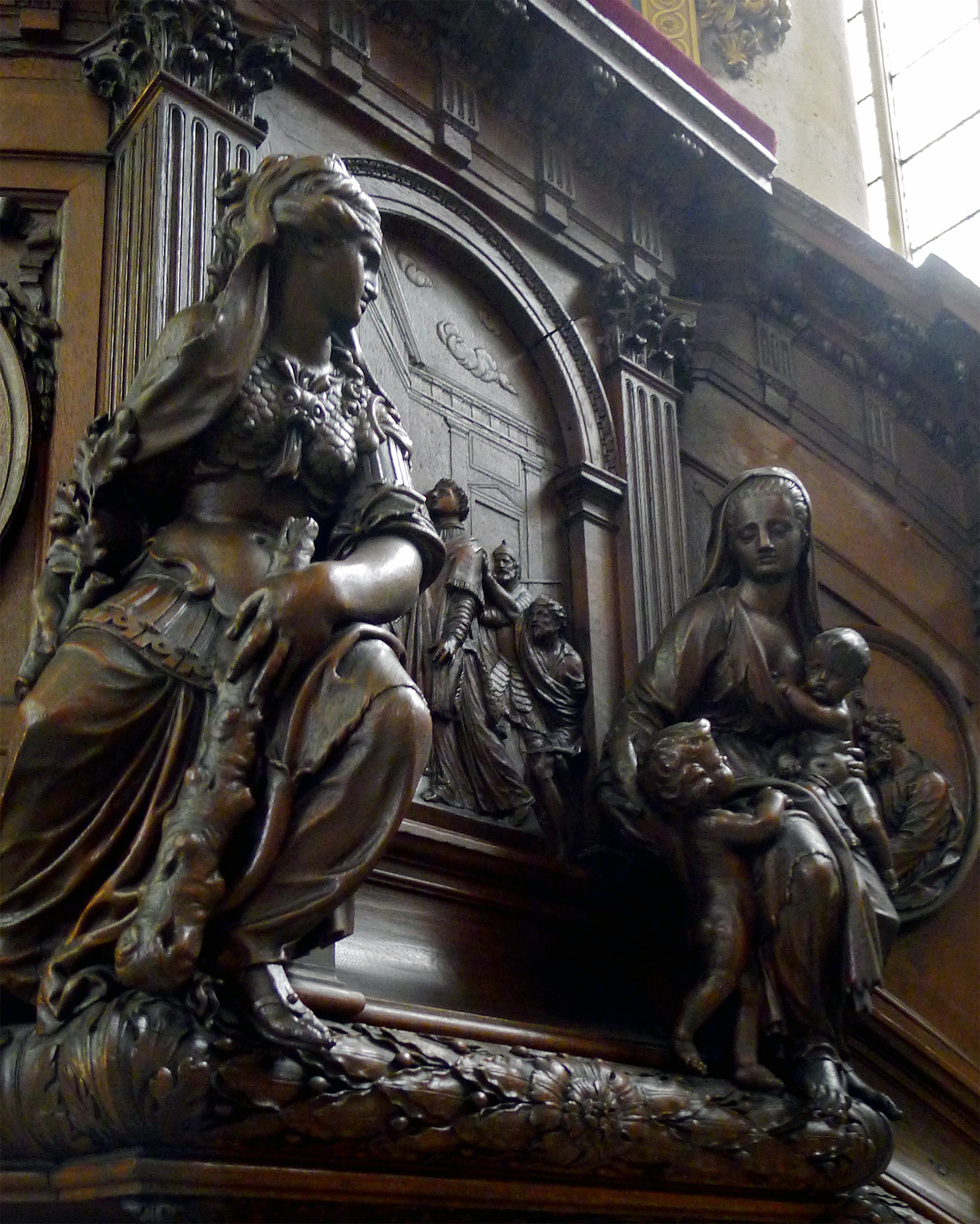
La Force et la Charité.
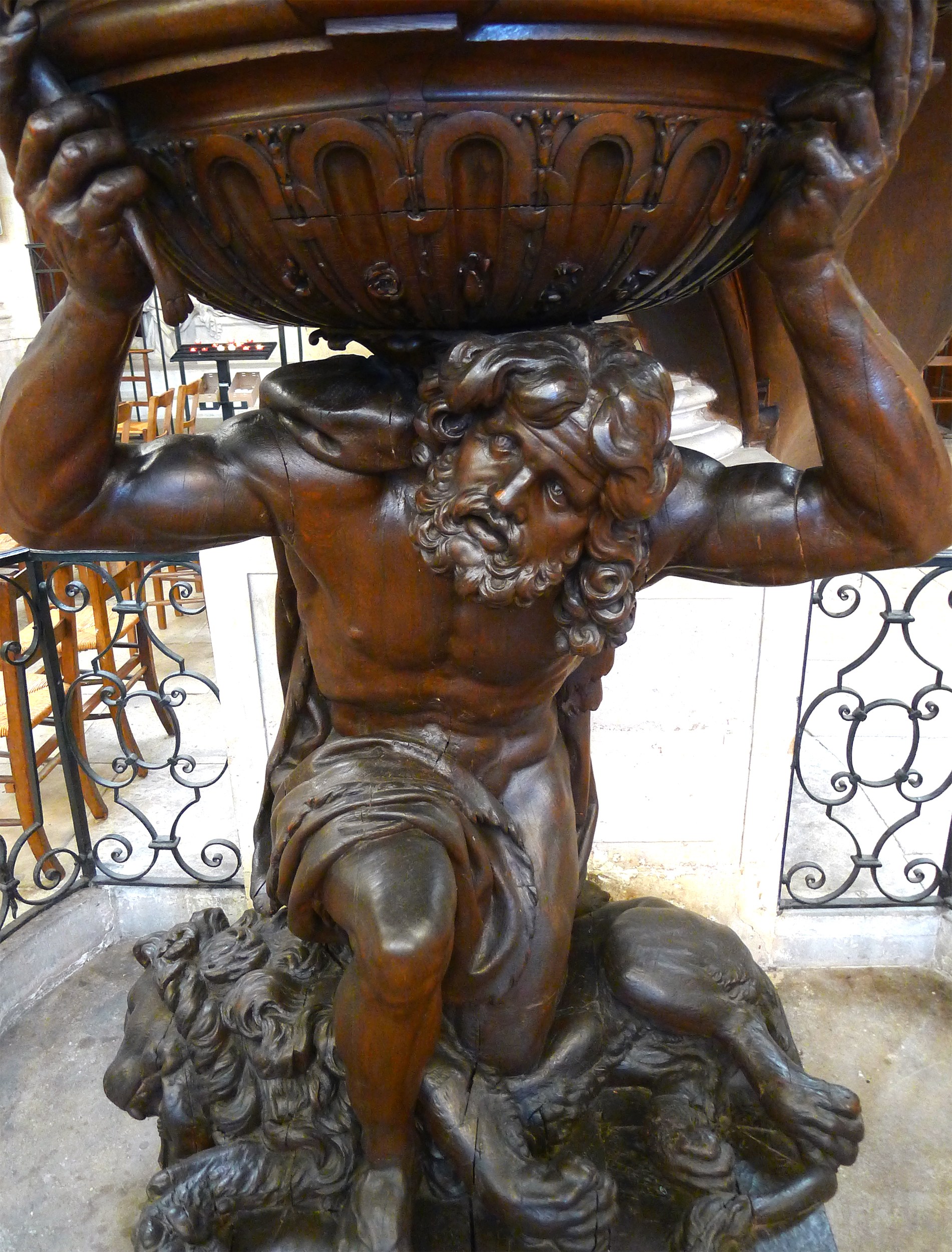
La base de la chaire.

- Deux anges soutenant un candélabre, bas-relief du portail (1861) par Jean-Louis-Désiré Schrœder (1828-1898).

- Une statue de Saint-Hilaire, évêque de Poitiers, est réalisée en 1861 par Jean Valette (1825-1877).

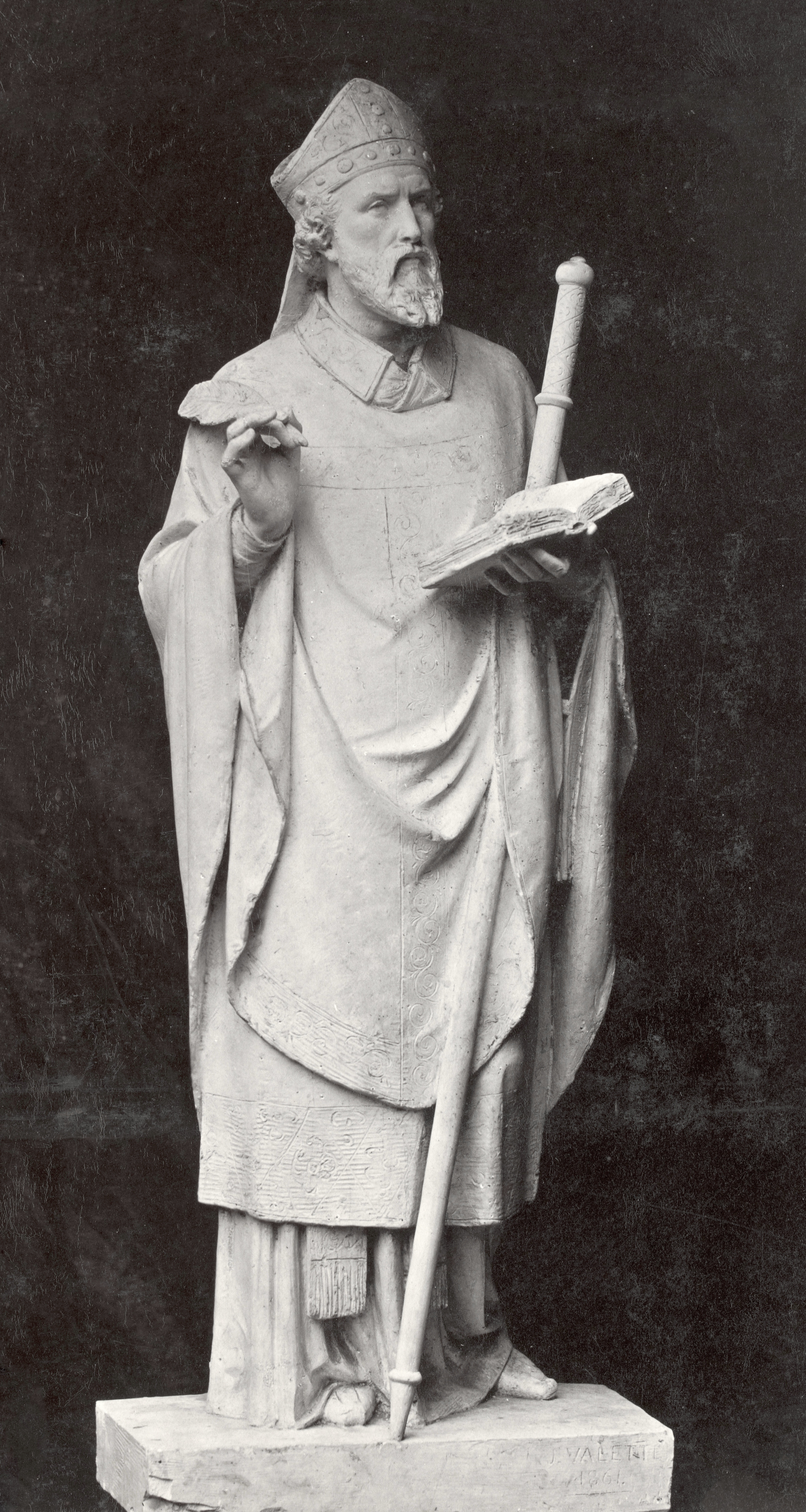
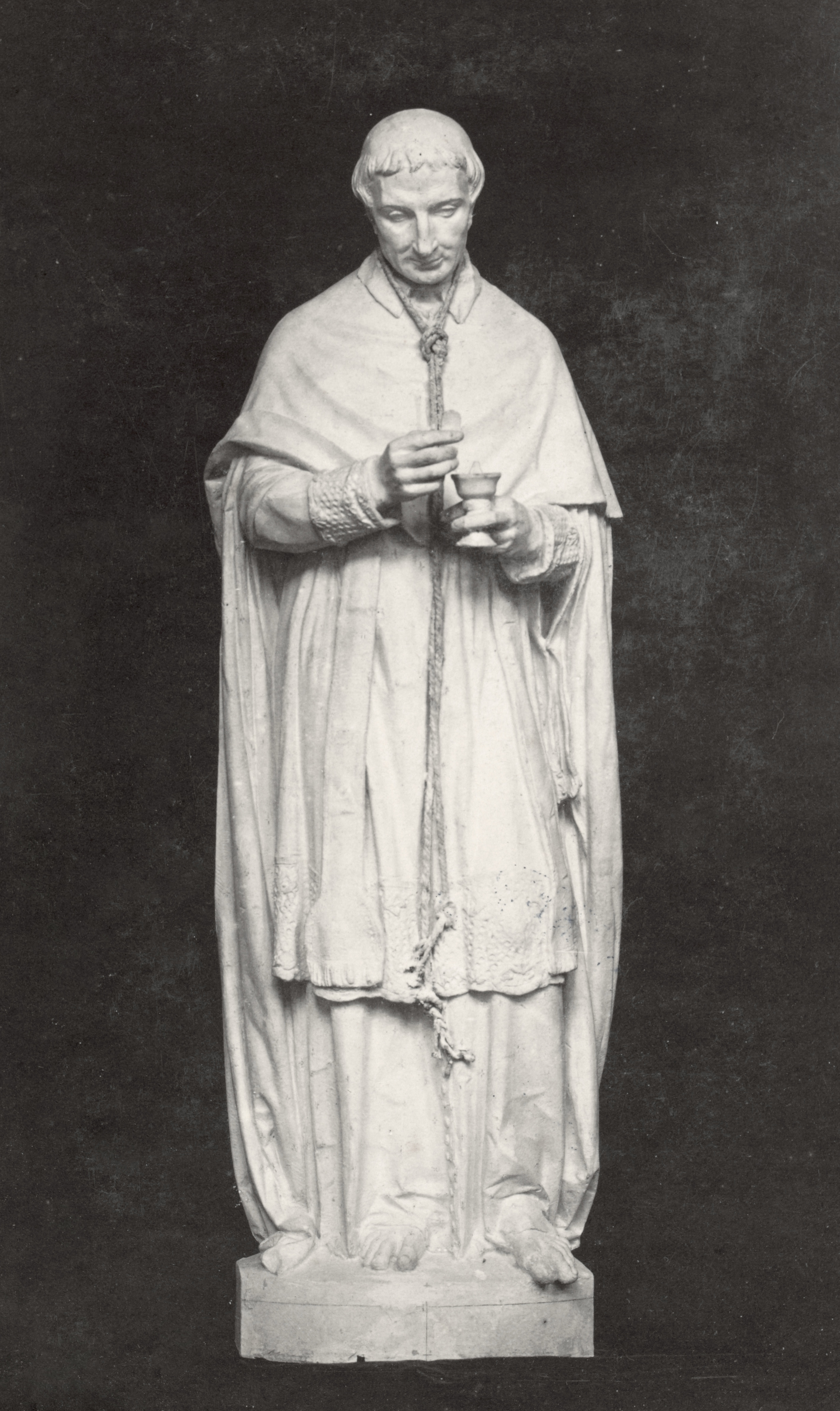
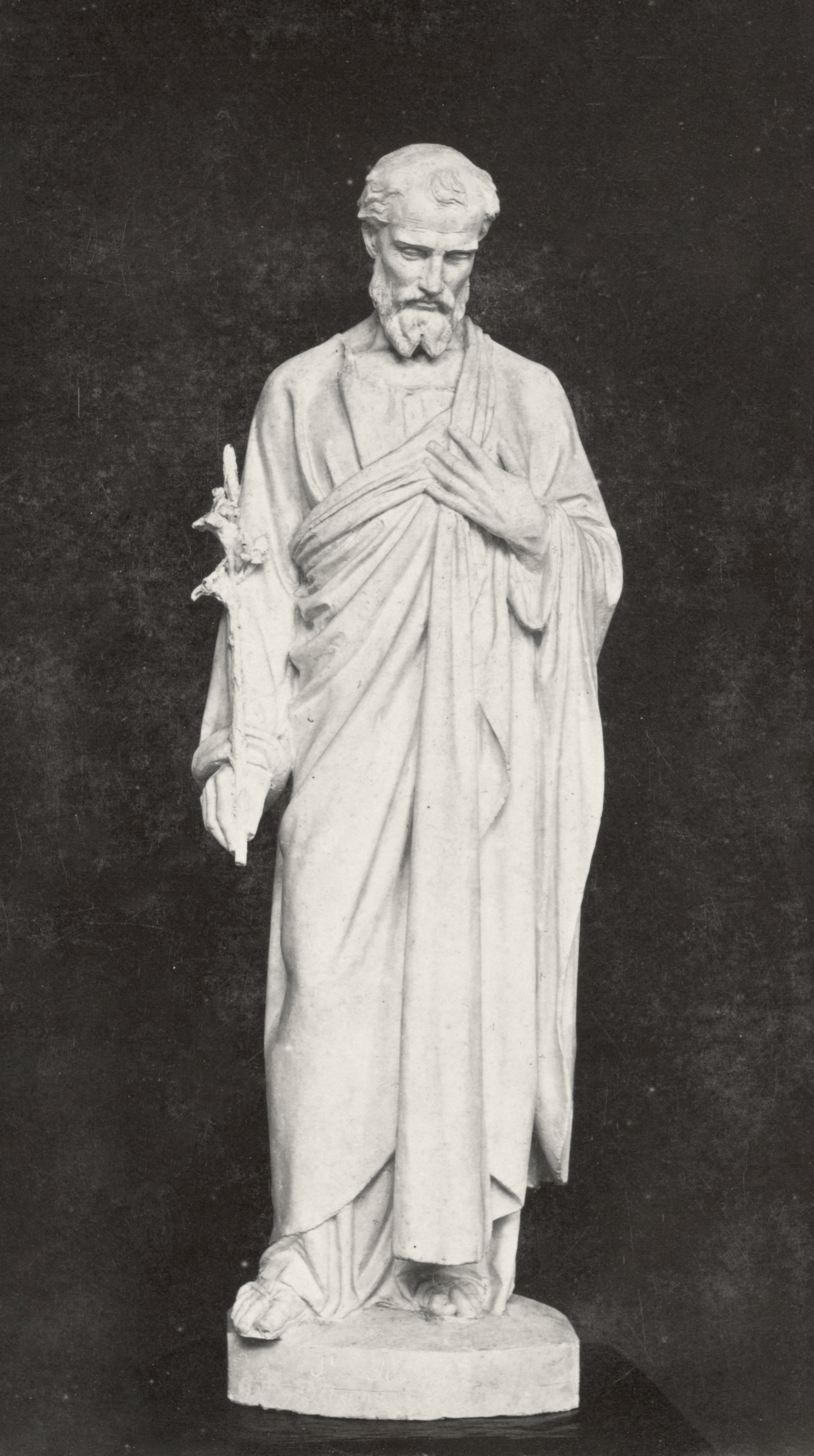
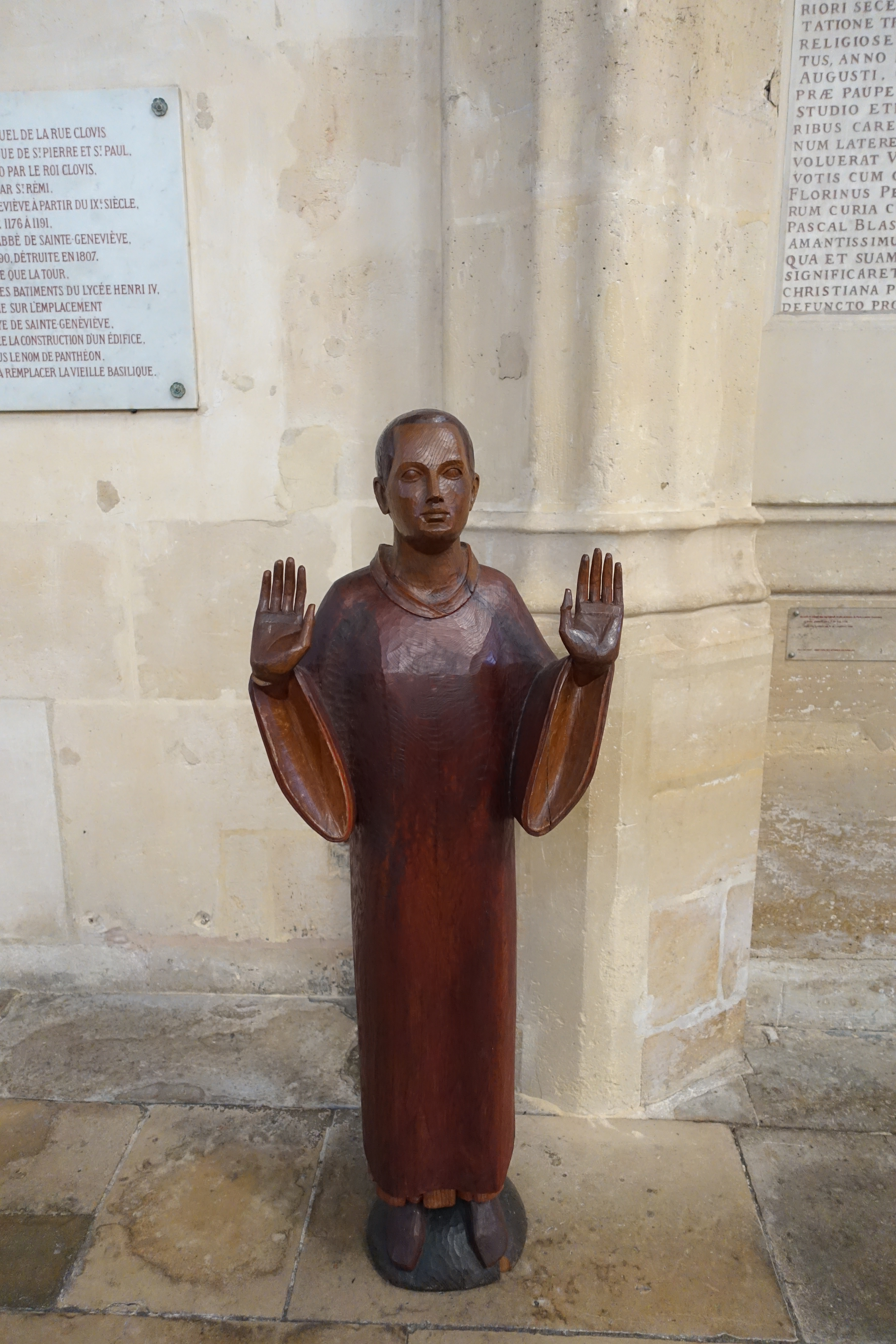
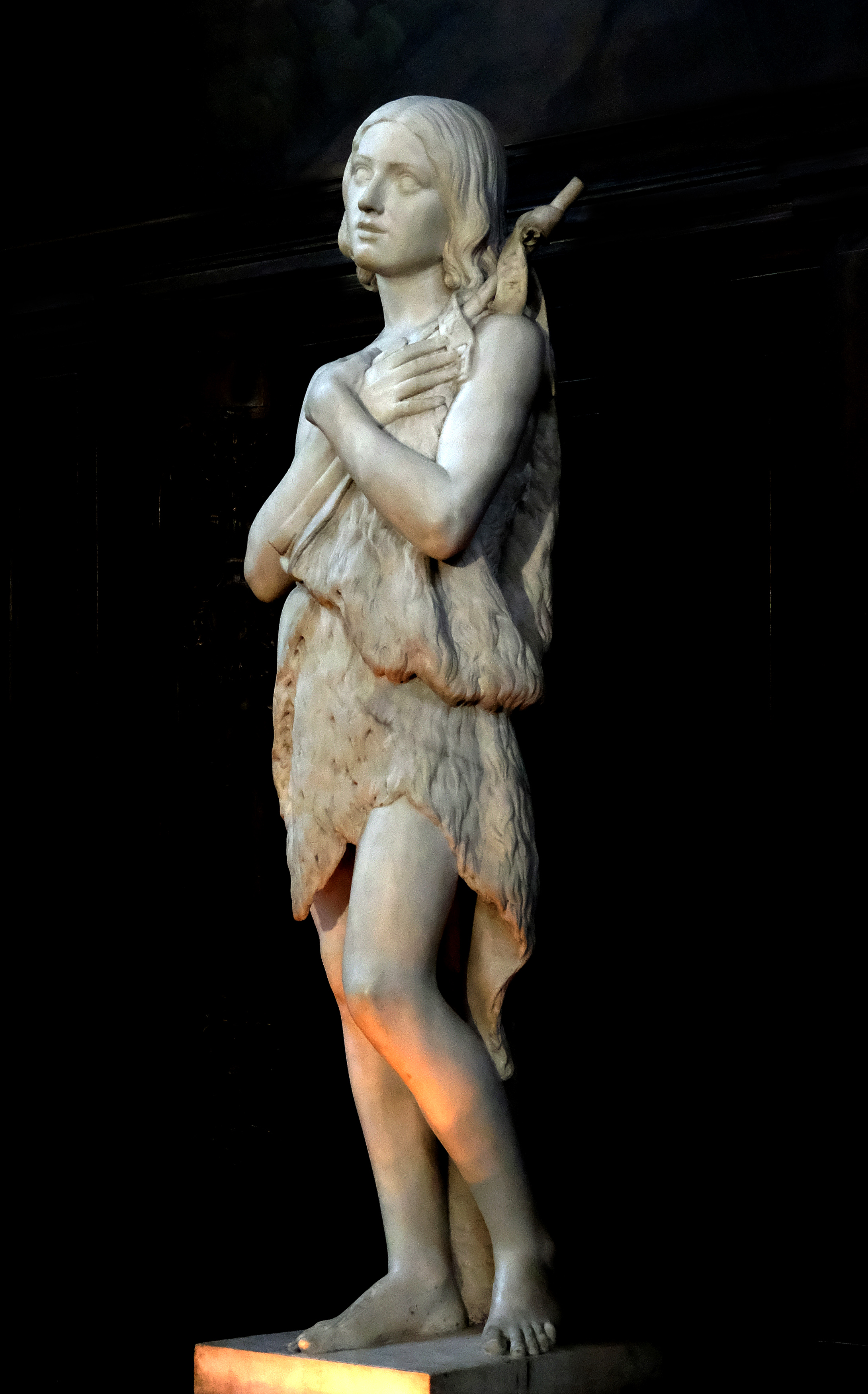

- Parmi les 17 peintures et les 58 sculptures classées M.H. /Objets :

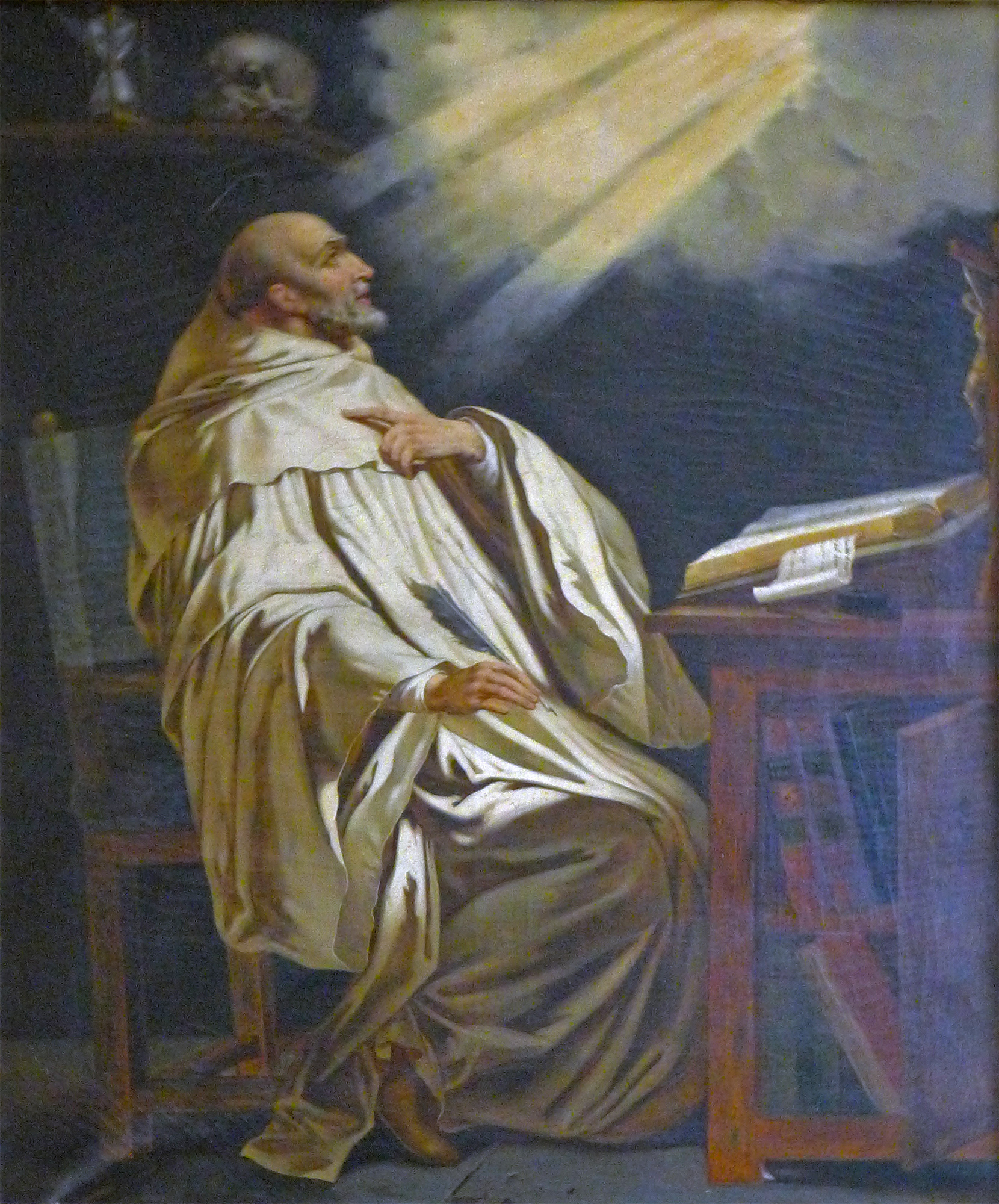
François Vincent Latil, Bernard en oraison d'après Philippe de Champaigne.
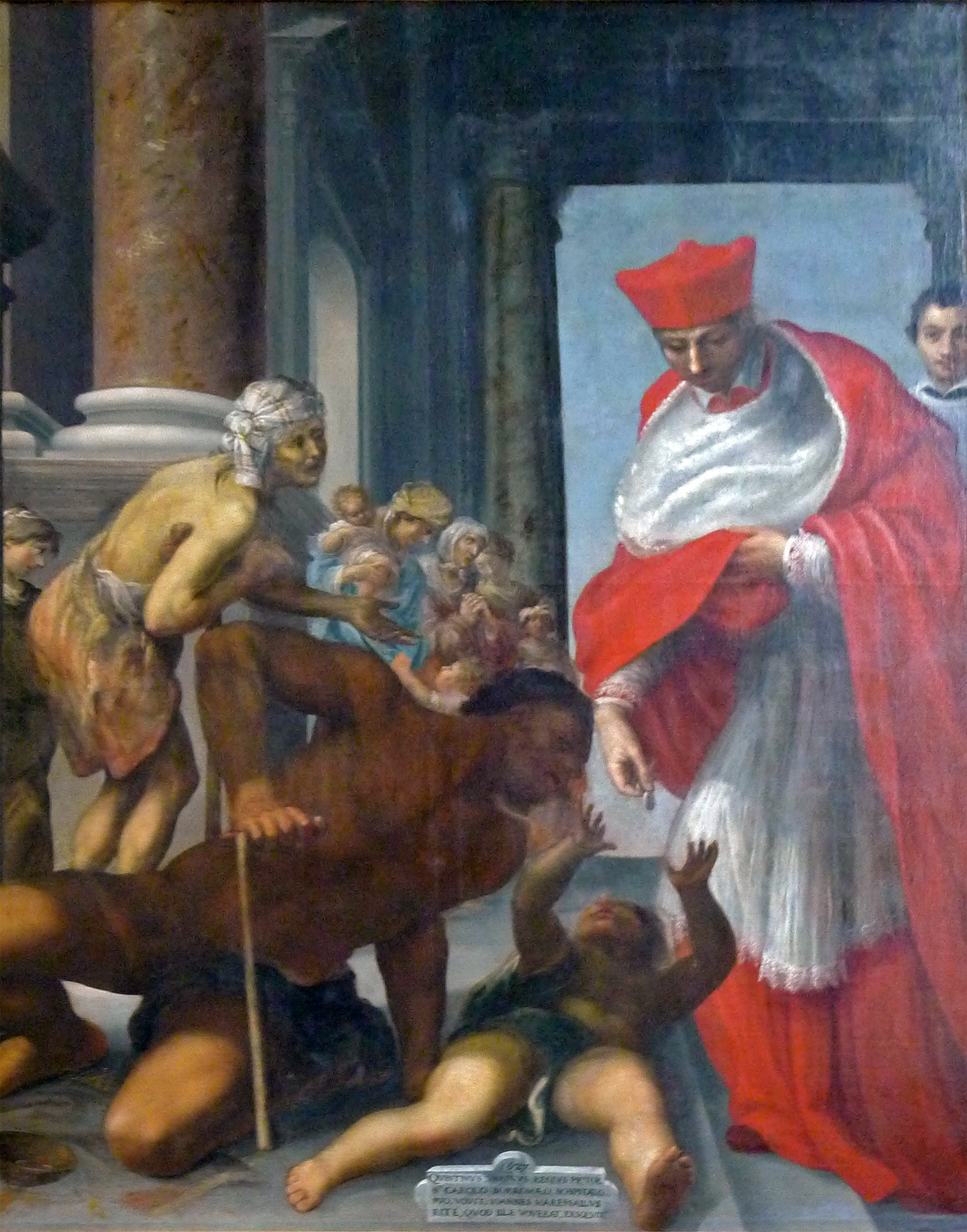
Quentin Varin, Saint Charles Borromée distribuant des aumônes.
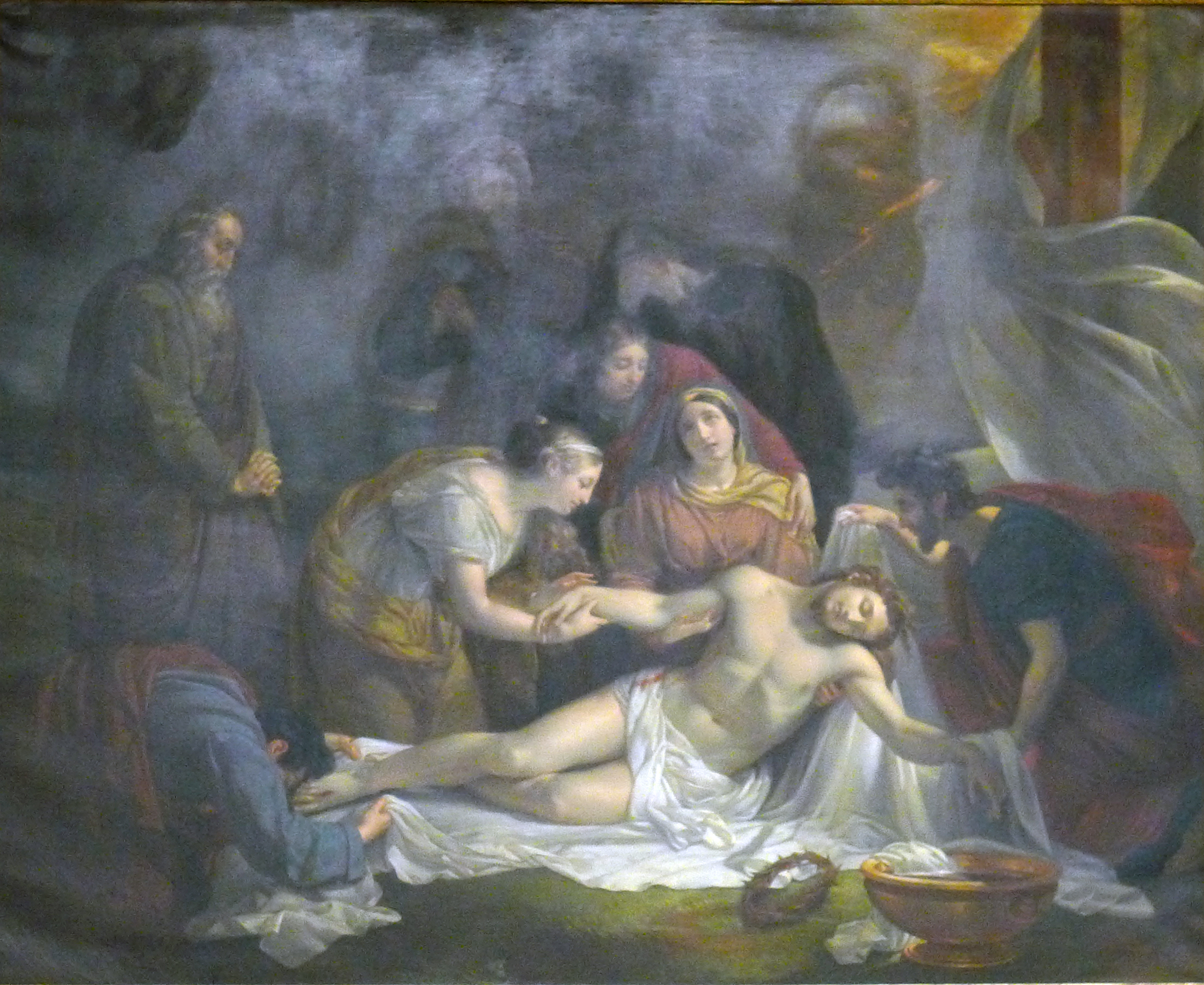
Amélie Legrand de Saint-Aubin, Déposition de croix.
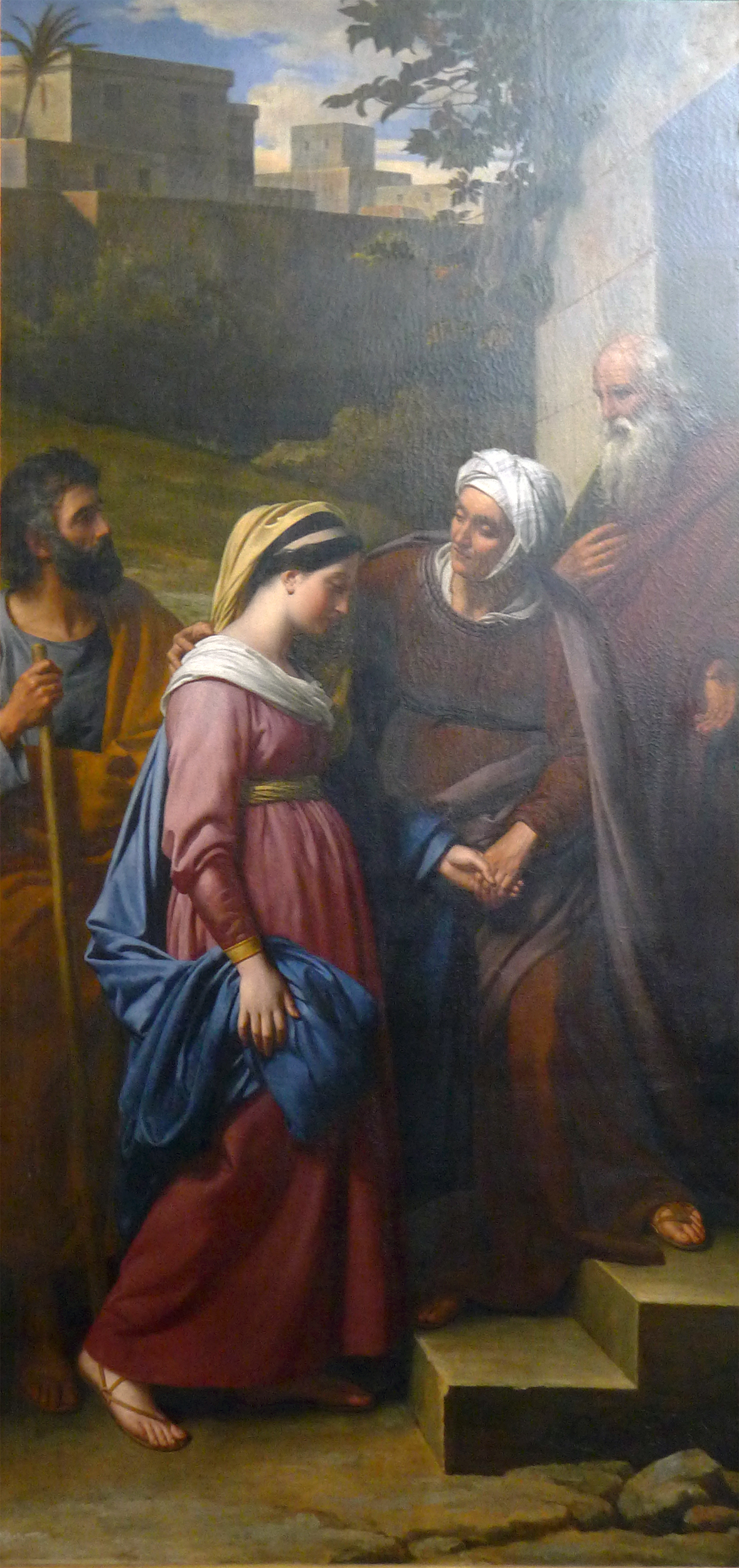
Alexandre-François Caminade, La Visitation.
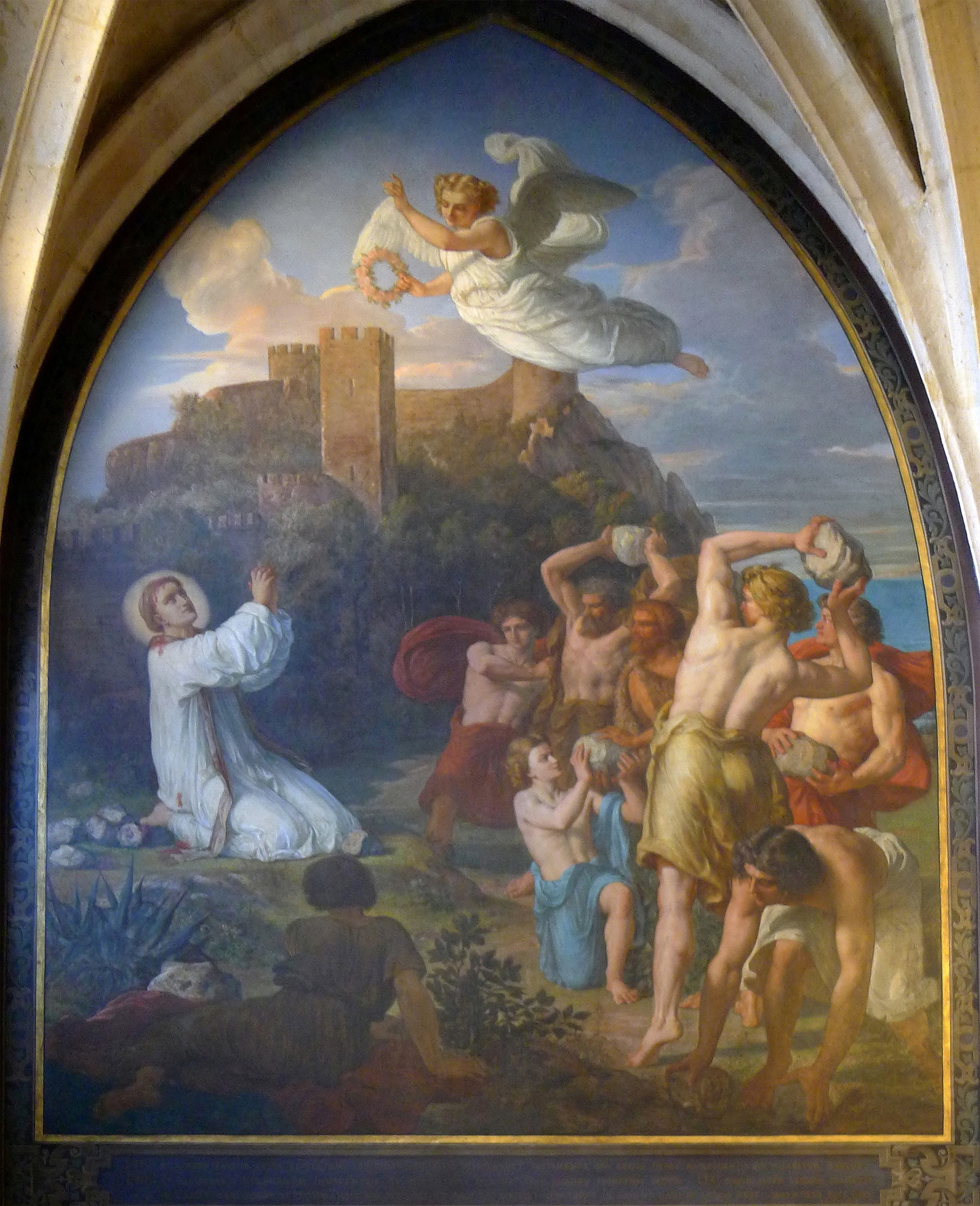
Lapidation de saint Étienne.
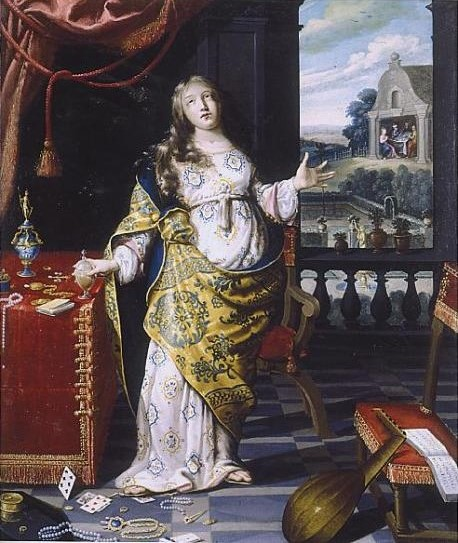
Charles Thorin, Marie Madeleine repentante.
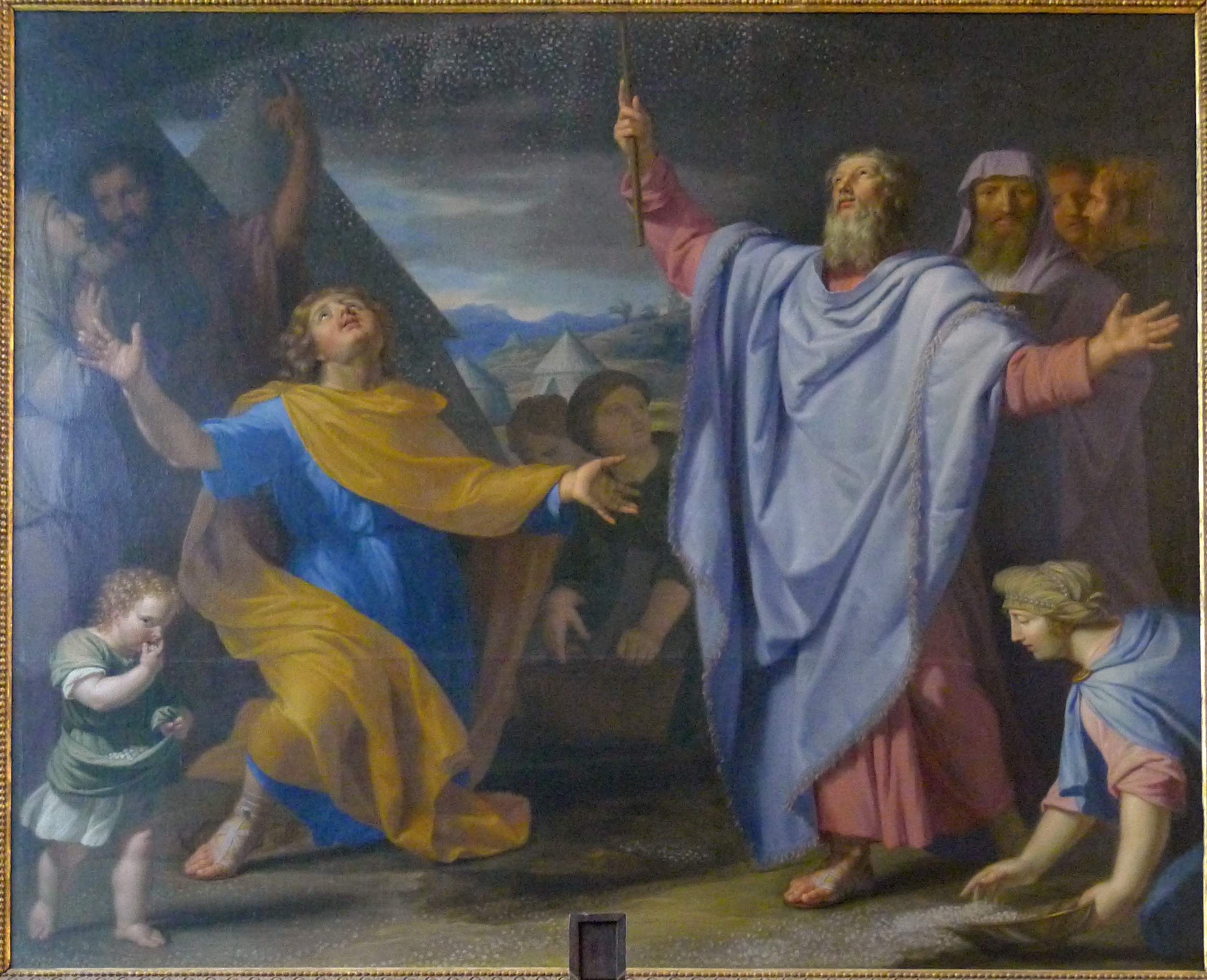
Entourage de Philippe de Champaigne, La Manne dans le désert[15].

- La Vierge à l'Enfant entre saint Pierre et sainte Lucie, de Pier Ilario Mazzola, commandé en 1518 pour une église de Parme[16].
- Le Christ en croix, accompagné de saint Jean, du roi Louis XIII et d'Aristote, d'un anonyme du début XVIIe siècle[17].
- Saint Jean à Pathmos, de Olivet (Jean Saint-Hilaire d'Olivet ?), daté 1693[18].

## Les orgues

### Le grand orgue de tribune
Le buffet, construit par Jean Buron en 1630, est considéré comme un véritable chef-d'œuvre de menuiserie. 
L'orgue en lui-même est de Pierre Pescheur et date de 1636. L'orgue est gravement détérioré en 1760 au cours d'un violent incendie. Il est reconstruit par Cliquot en 1777, puis Aristide Cavaillé-Coll l'enrichit en 1863 et 1873. Théodore Puget apporte des améliorations en 1911. La maison Beuchet-Debierre effectue une transformation radicale en 1956 à l'instigation de Maurice Duruflé. Danion-Gonzalez réharmonise le tout et change la console en 1975 ; Bernard Dargassies effectue un relevage en 1991 et un autre en été 2011.
- 4 claviers manuels et pédalier ;
- 89 jeux ;
- traction électrique des claviers et des jeux.

| I. Grand Orgue Do1–Do6 61 notes | II. Positif Do1–Do6 61 notes | III. Récit expressif Do1–Do6 61 notes | IV. Écho expressif Do1–Do6 61 notes | Pédale Do1–Sol3 32 notes |
| --- | --- | --- | --- | --- |
| Montre 16 Bourdon 16 Montre 8 Principal 8 Flûte harmonique 8 Bourdon 8 Prestant 4 Flûte à cheminée 4 Doublette 2 Mixture II rangs Fourniture IV rangs Cymbale III rangs Cornet III-V rangs Bombarde 16 Trompette 8 Clairon 4 Chamade 8 Chamade 4 | Principal 8 Flûte creuse 8 Bourdon à cheminée 8 Prestant 4 Flûte ouverte 4 2ème dessus de 8 (27 notes) Doublette 2 Plein jeu IV rangs Nazard 2 2/3 Tierce 1 3/5 Larigot 1 1/3 Septième 1 1/7 Piccolo 1 Cromorne 8 Trompette 8 Clairon 4 Chalumeau 4 | Quintaton 16 Principal italien 8 Cor de nuit 8 Voix céleste 8 Fugara 4 Flûte 4 Nazard 2 2/3 Quarte 2 Tierce 1 3/5 Fourniture IV rangs Cymbale III rangs Bombarde acoustique 16 Trompette harmonique 8 Clairon 4 Clarinette 8 Basson-Hautbois 8 Voix humaine 8 | Dulciane 16 Principal 8 Gemshorn 8 Unda maris 8 Principal 4 Flûte conique 4 Doublette 2 Sesquialtera II rangs Plein jeu IV rangs Trompette 8 Clairon 4 Hautbois 8 Régale 4 Pédale d'écho Bourdon 16 Bourdon 8 | Bourdon 32 Bourdon 16 Principal 16 (emprunt G.O.) Flûte 16 Principal 8 Flûte 8 Principal 4 Flûte 4 Doublette 2 (II rangs de la fourniture) Flûte 2 Grosse quinte 10 2/3 Grosse tierce 6 3/5 Grosse septième 4 4/7 Quinte ouverte 5 1/3 Tierce 3 1/5 Fourniture IV rangs Bombarde 16 Trompette 8 Clairon 4 Basson 32 Basson 16 Basson 8 Basson 4 |

Accessoires :
- Accouplements tous claviers en 16, 8 et 4
- Tirasses I, II, III, IV en 8, II et III en 4
- Tremblants III, IV
- Crescendo général
- Combinaisons ajustables électroniques

Cet instrument fut la tribune du célèbre compositeur Maurice Duruflé et de sa femme Marie-Madeleine Duruflé.
Vincent Warnier et David Cassan sont les organistes actuels.
Entre 1997 et 2024, le compositeur Thierry Escaich était organiste co-titulaire. Il est par la suite devenu titulaire du grand orgue de la cathédrale Notre-Dame de Paris.

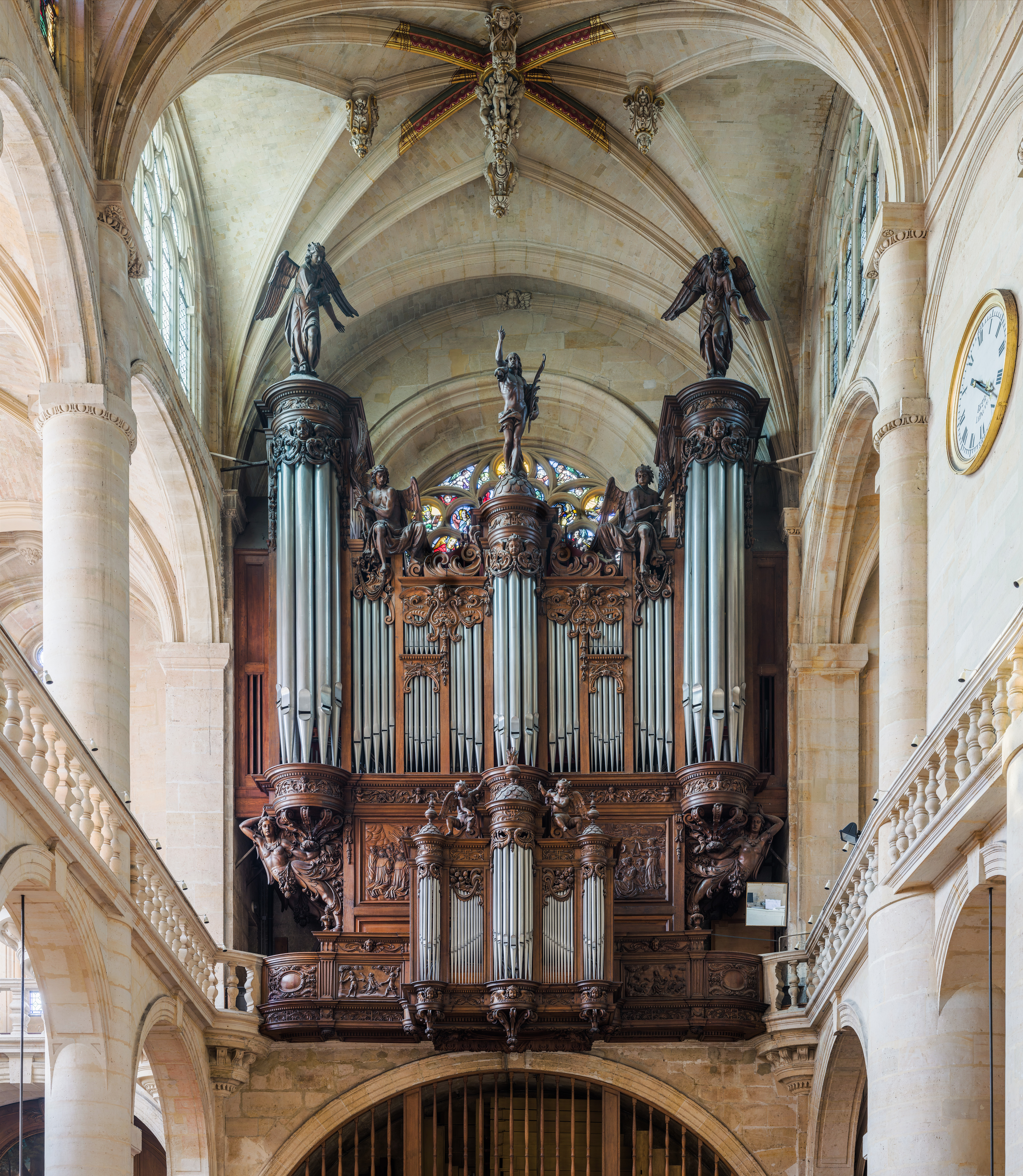
Orgue de l'église Saint-Étienne-du-Mont.
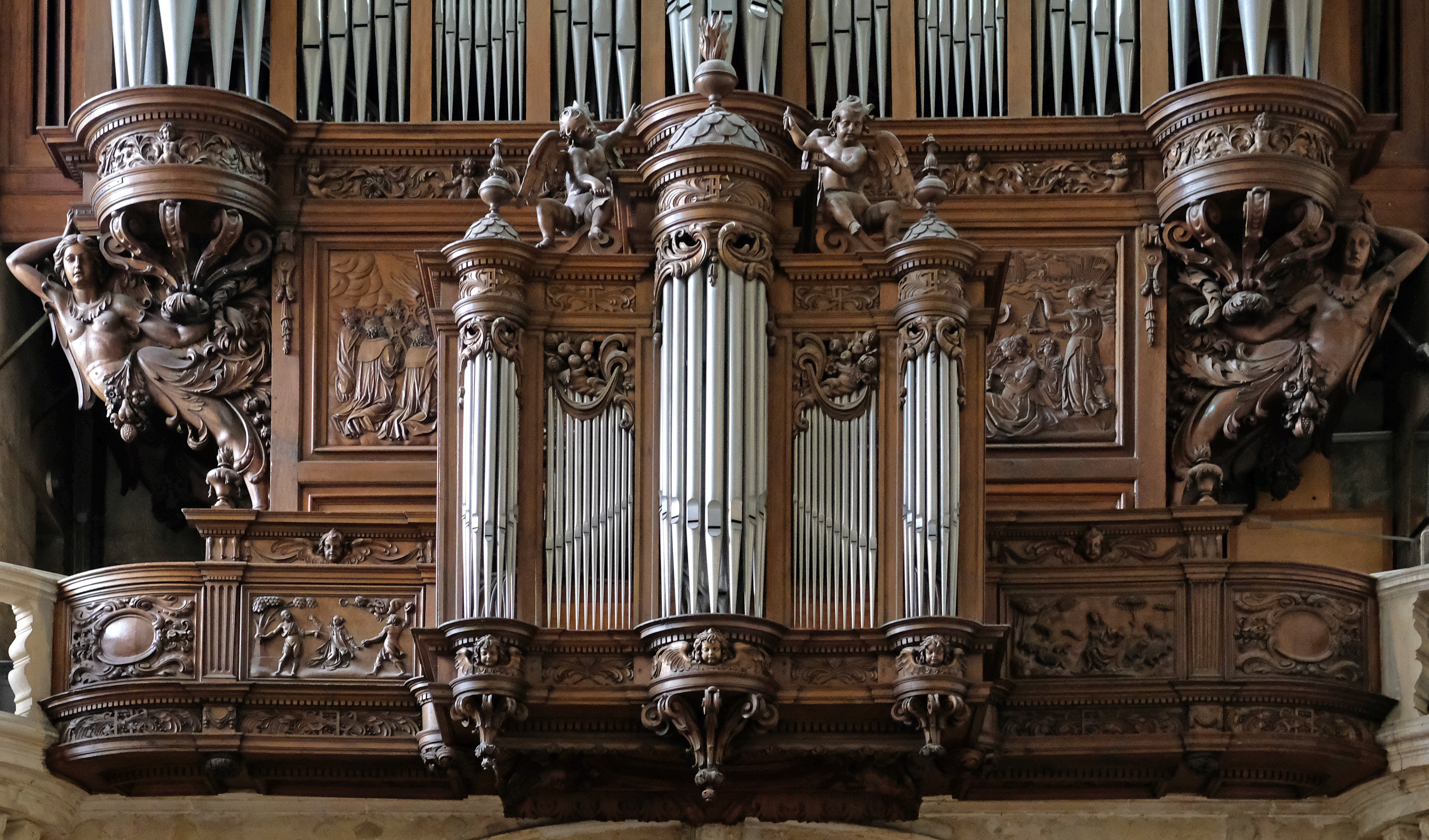
Buffet.
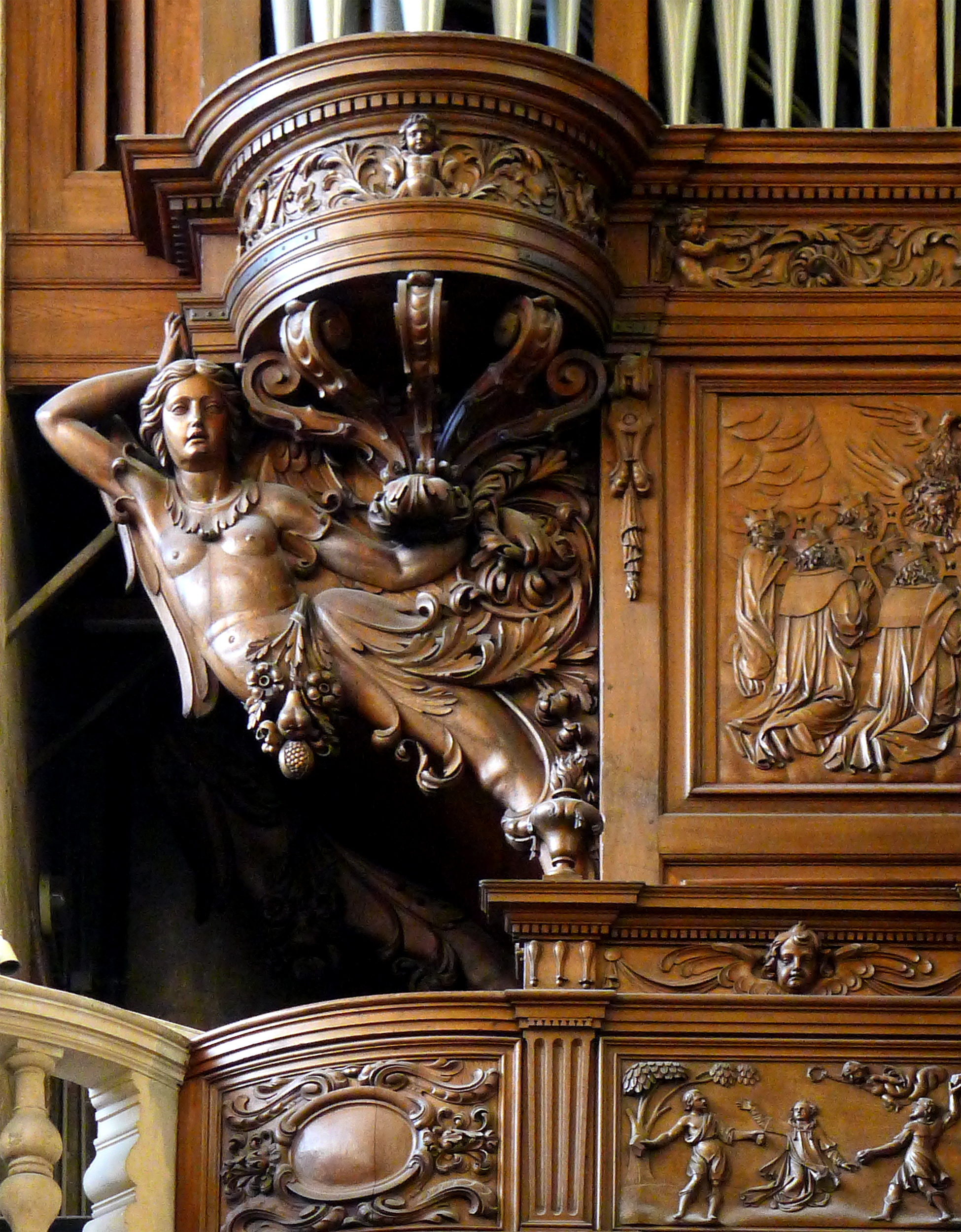
Détail du buffet.

### L'orgue de chœur
L’orgue de chœur de l'église Saint-Étienne-du-Mont de Paris est un instrument de 14 jeux, dont 12 réels, répartis sur deux claviers de 56 notes et un pédalier de 30. Construit par Puget en 1902, il est placé du côté nord du chœur, derrière des stalles. La transmission est pneumatique.
L'instrument est abrité par un buffet de style néogothique de deux étages portés par un haut soubassement. Horizontalement, le buffet est organisé de façon tripartite, présentant donc six plates faces de tuyaux (7/17/7 au premier étage et 5/9/5 au second).
| I. Grand-Orgue C–g3                                                        | II. Positif C–g3                                                                                                  | Pédale C–f1                  |
| -------------------------------------------------------------------------- | --- | ---------------------------- |
| Bourdon 16 Montre 8 Flûte harmonique 8 Salicional 8 Prestant 4 Trompette 8 | Cor de nuit 8 Viole de gambe 8 Voix céleste 8 Flûte octaviante 4 Nazard 2 2/3 Fourniture IV rgs Basson-Hautbois 8 | Flûte 16 Soubasse 16 Basse 8 |

## Littérature

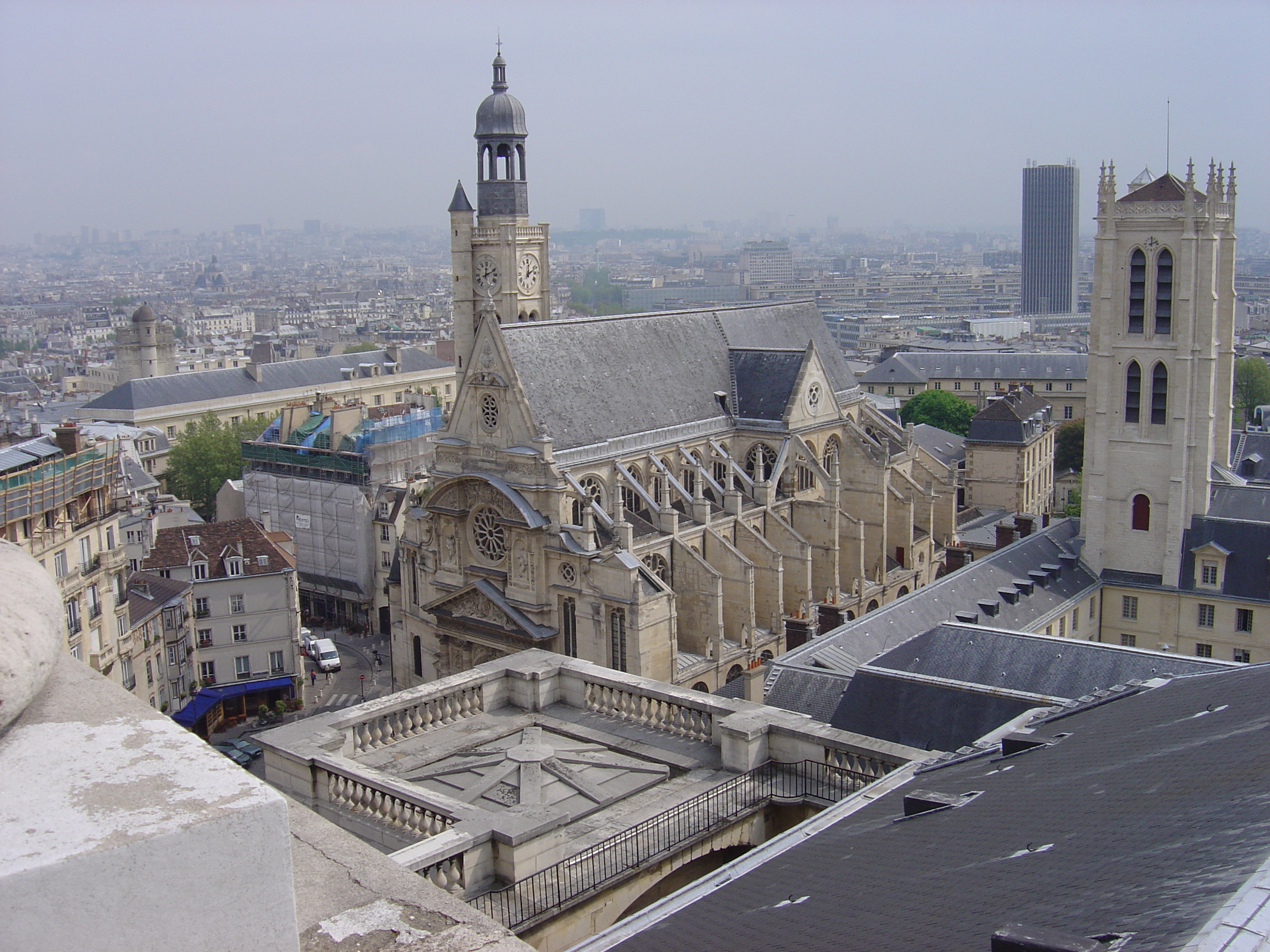
Saint-Étienne-du-Mont vue depuis le Panthéon, à droite, la tour Clovis du lycée Henri-IV.

C'est dans cette église qu'Eugène de Rastignac assiste seul à la messe dite pour l'enterrement de Jean-Joachim Goriot dans Le Père Goriot d'Honoré de Balzac. « Rastignac et Christophe accompagnèrent seuls, avec deux croque-morts, le char qui menait le pauvre homme à Saint-Étienne-du-Mont, église peu distante de la rue Neuve-Sainte-Geneviève. »
Joris-Karl Huysmans mentionne la chorale de Saint-Étienne-du-Mont dans son roman autobiographique En Route.
Laurence Plazenet note  que dans Augustin ou Le Maître est là le lien de Saint-Étienne-du-Mont avec Port-Royal est illustré au début du siècle passé par les manières « rappelant le jansénisme », du prêtre qui célèbre la messe dans cette église, prêtre dont la « froideur formaliste » fait comprendre au jeune héros du livre qui assiste à la célébration qu'« un très subtil parfum janséniste fumait sous ces voûtes depuis trois cents ans ».
Du roman Deo gratias de Michel Servin, Jean-Pierre Mocky a tiré en 1963 le film Un drôle de paroissien, dont l'action se situe à plusieurs reprises dans l'église Saint-Étienne-du-Mont.

## Personnages célèbres
- Le diplomate et cryptographe Blaise de Vigenère (1523-1596) est enterré dans l'église.
- La famille Goislard (de Montsabert) a une chapelle dans cette église depuis 1609, où au moins cinq membres de la famille sont enterrés[24].
- Joseph Foulon, curé de Saint-Étienne-du-Mont et abbé de Sainte-Geneviève[25].
- Paul de Chomedey de Maisonneuve, fondateur de la ville de Montréal, y est inhumé.
- Le dramaturge Jean Racine (1639-1699) repose également dans cette église après le transfert de ses restes depuis l'abbaye de Port-Royal.
- Blaise Pascal (1623-1662) est aussi enterré dans l'église à proximité de la Chapelle de la Vierge.
- Louis Nivelle (1638-1718) à côté de Blaise Pascal, derrière le maître-autel.
- Charles Perrault (1628-1703), écrivain français, auteur notamment des Contes de ma mère l'Oye, a été baptisé dans l'église le 13 janvier 1628.
- François-Amable de Voisins est curé de Saint-Étienne-du-Mont de 1802 à 1808 et y restaure le culte de saint Geneviève[26],[5],[6].
- Monique Saint-Hélier vint, en décembre 1926 pendant la maladie de Rainer Maria Rilke, mettre un cierge et toucher la chasse de Sainte-Geneviève pour lui[27].
- Les obsèques de l'écrivain Max Gallo (1932-2017) sont célébrées dans l'église le vendredi 21 juillet 2017.

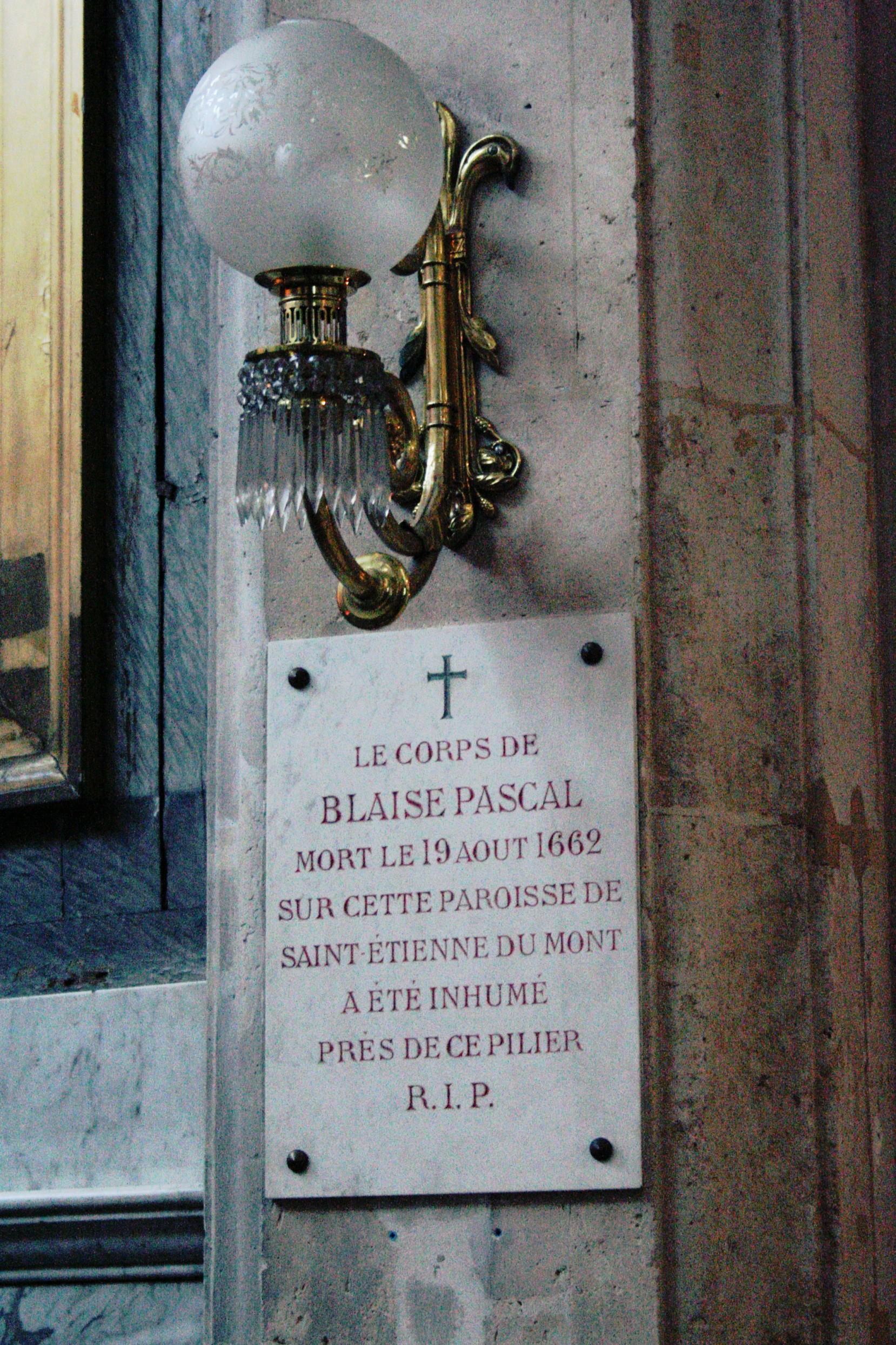
Plaque rappelant l'inhumation de Blaise Pascal en l'église Saint-Étienne-du-Mont.
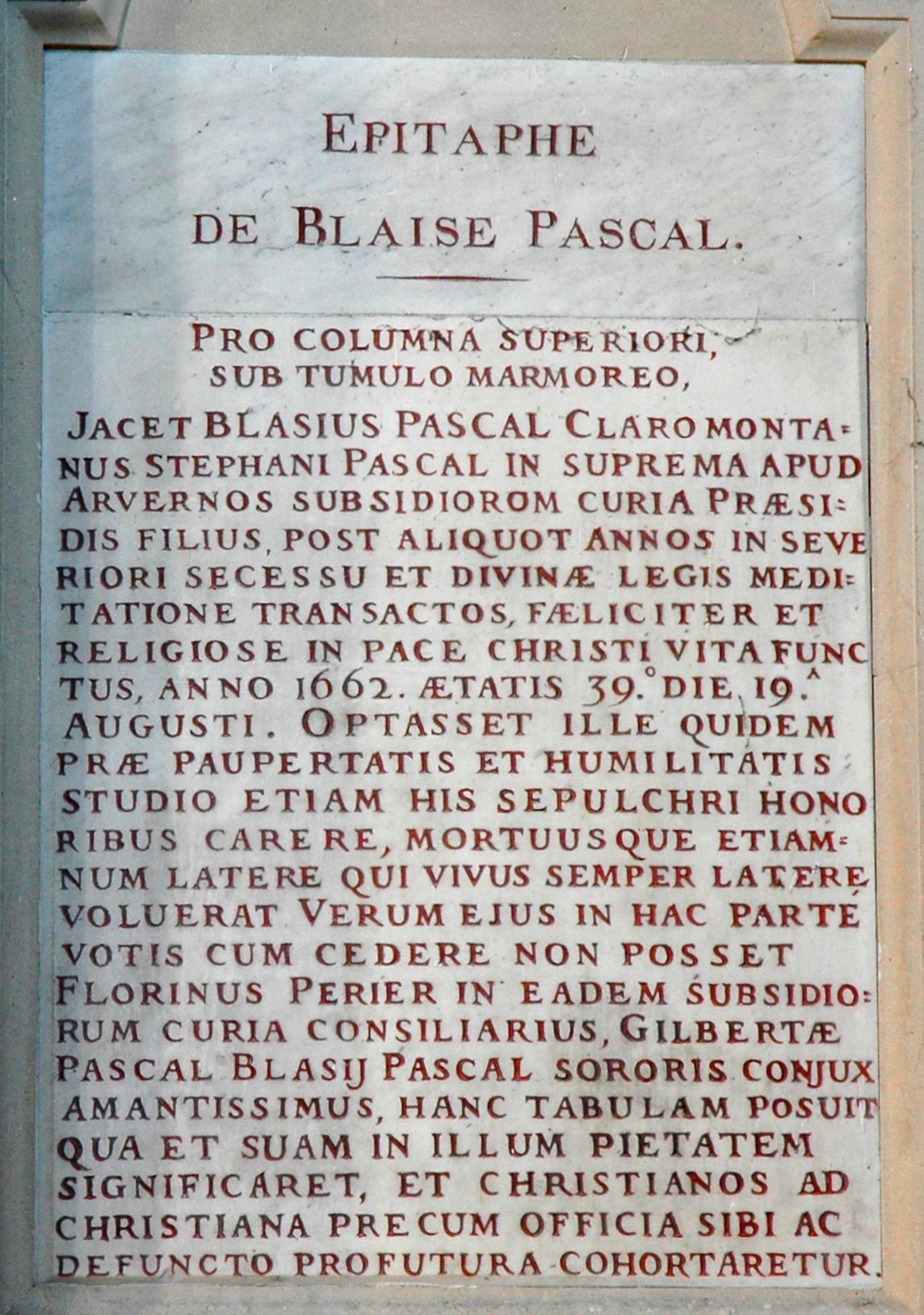
Épitaphe de Blaise Pascal.
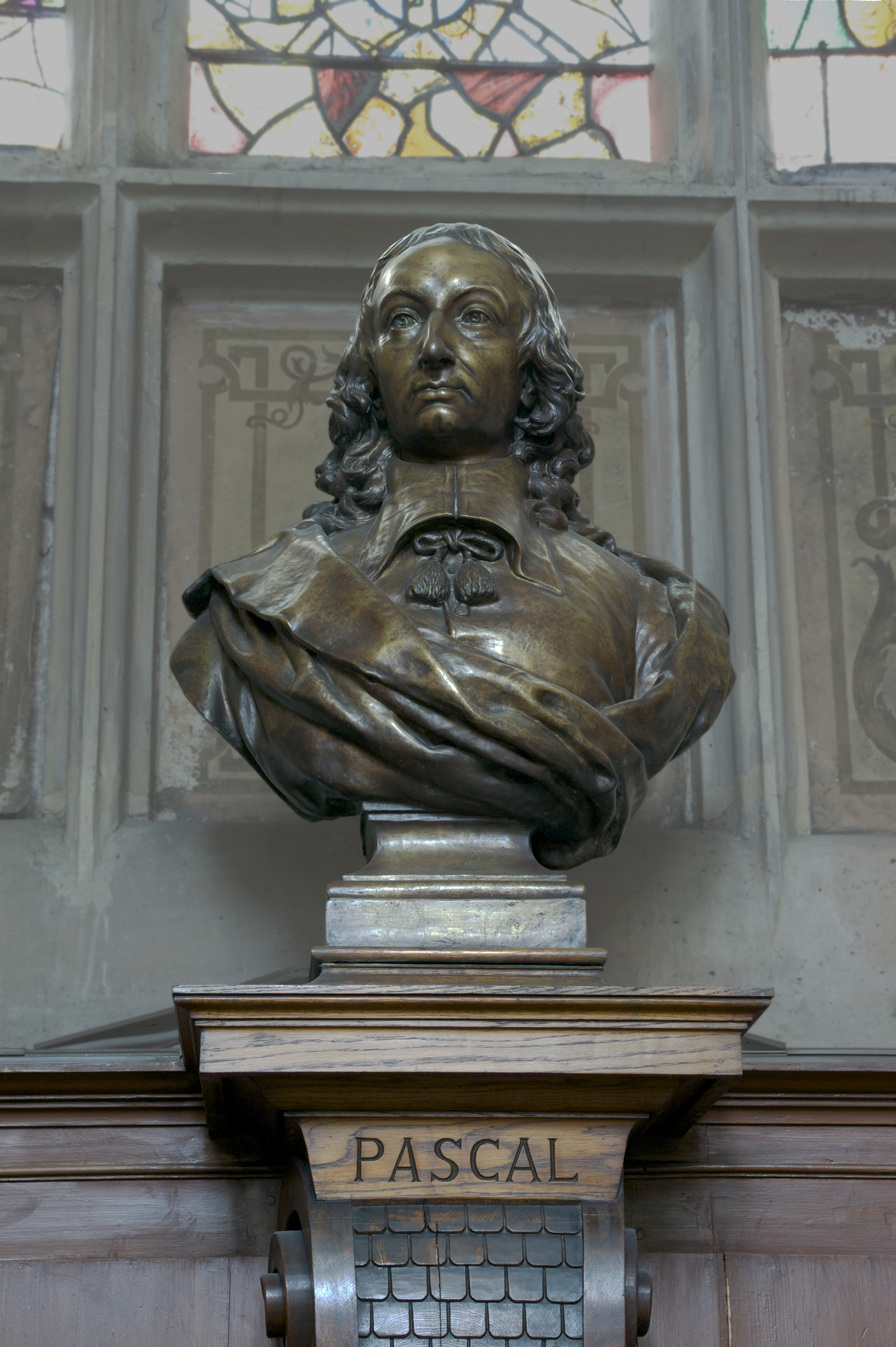
Buste de Blaise Pascal.
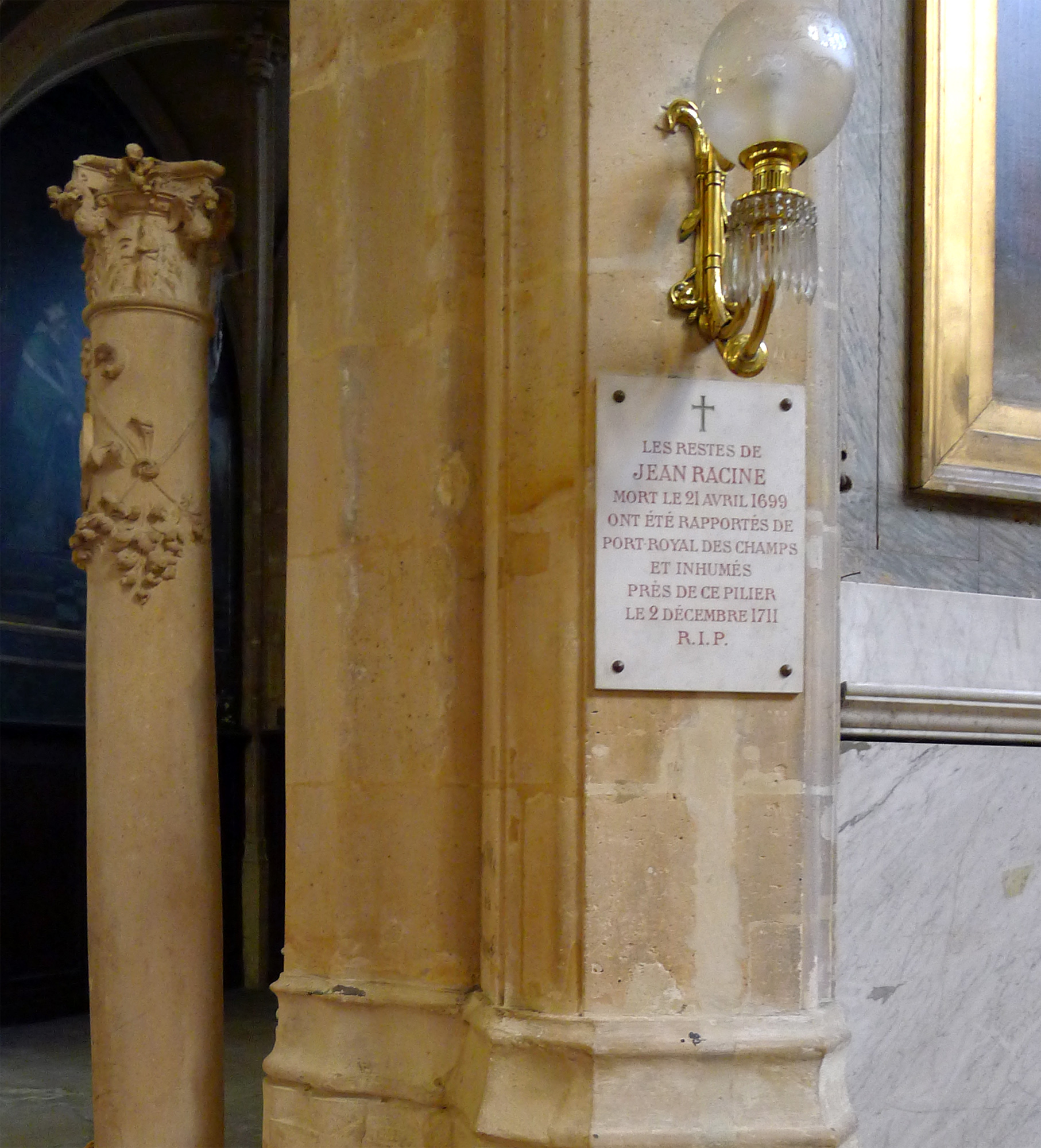
Plaque indiquant le transfert des restes de Jean Racine, le 2 décembre 1711.

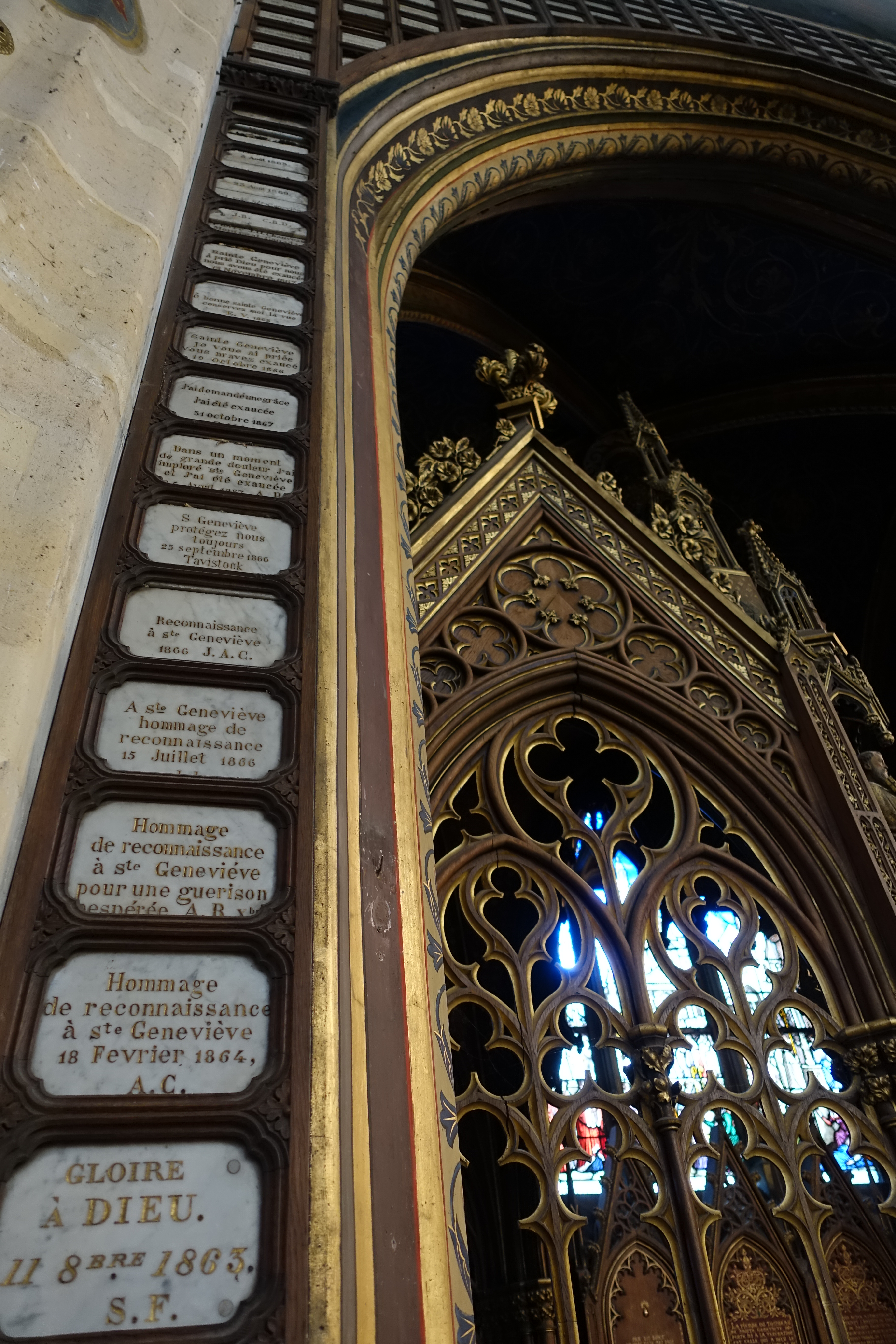
Ex-voto.
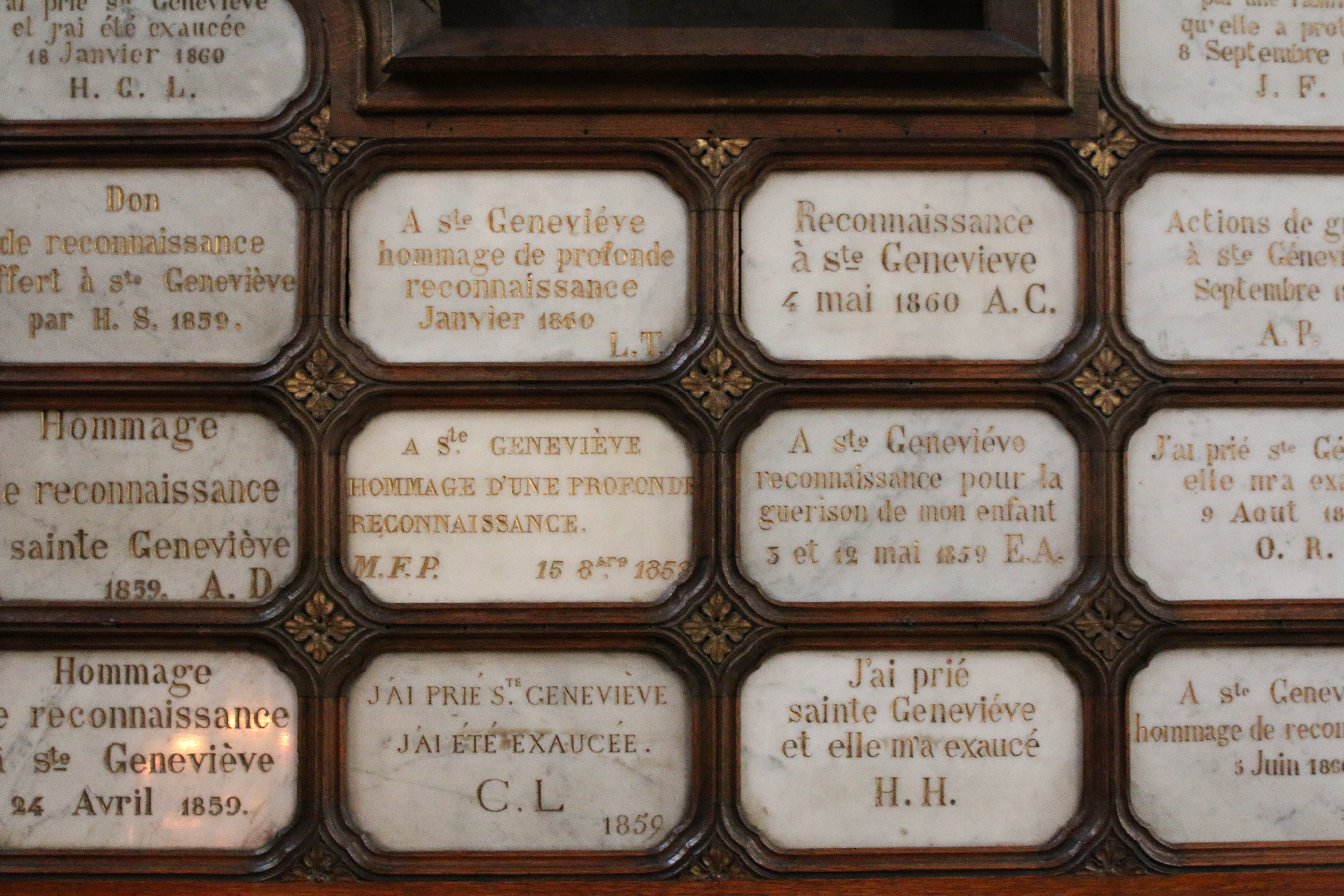
Ex-voto.

### Articles liés
- Quartier de la Sorbonne
- Liste des monuments historiques du 5e arrondissement de Paris
- Liste des édifices religieux de Paris
- Archidiocèse de Paris